# الدولة الطولونية
الدَّولةُ الطُّولُونِيَّة أو الإِمَارَةُ الطُّولُونِيَّة أو دَوْلَةُ بَنِي طُولُون، وتُعرفُ اختصارًا وفي الخِطاب الشعبي باسم الطولونيُّون، هي إمارة إسلاميَّة أسَّسها أحمد بن طولون التغزغزي التُركي في مصر، وتمدَّدت لاحقًا باتجاه الشَّام، لِتكون بِذلك أول دُويلة تنفصل سياسيًّا عن الدولة العبَّاسيَّة وتتفرَّد سُلالتها بِحُكم الديار المصريَّة والشَّاميَّة. قامت الدولة الطُولونيَّة خِلال زمن تعاظم قُوَّة التُرك في الدولة العبَّاسيَّة وسيطرة الحرس التُركي على مقاليد الأُمور، وهو ذاته العصر الذي كان يشهد نُموًا في النزعة الشُعوبيَّة وتغلُّب نزعة الانفصال على شُعوب ووُلاة الدولة مُترامية الأطراف، فكان قيام الدولة الطولونيَّة إحدى النتائج الحتميَّة لِتنامي هذا الفكر.
نشأ مُؤسس هذه السُلالة، أحمد بن طولون، نشأةً عسكريَّةً في سامرَّاء التي كانت حاضرة الخِلافة الإسلاميَّة حينها، ولمَّا عيَّن الخليفة أبو عبد الله المُعتز بالله الأمير بايكباك التُركي واليًا على مصر في سنة 254هـ المُوافقة لِسنة 868م، وقع اختيار بايكباك على ابن زوجته أحمد بن طولون لِيكون نائبًا عنهُ في حُكم الولاية. ومُنذُ أن قدم ابن طولون مصر، عمل على ترسيخ حُكمه فيها. وكان يتخلَّص من سُلطة الوالي الأصيل بِإغرائه بالمال والهدايا التي كان يُرسلها إليه. وعندما طلب إليه الخليفة أبو إسحٰق مُحمَّد المُهتدي بالله أن يتولَّى إخضاع عامل فلسطين المُتمرِّد على الدولة، سنحت لهُ الفُرصة التي كان ينتظرُها، فقد أنشأ ابن طولون جيشًا كبيرًا من المماليك التُرك والرُّوم والزُنوج ودعم حُكمه به. وقد أخذ من الجُند والنَّاس البيعة لِنفسه على أن يُعادوا من عاداه ويُوالوا من والاه. وبِفضل هذا الجيش استطاع أن يقضي على الفتن الداخليَّة التي قامت ضدَّه، واستطاع أن يرفض طلب وليُ عهد الخليفة أبا أحمدٍ طلحة بن جعفر المُوفَّق بالله الذي كان يستعجله إرسال المال لِيستعين به على القضاء على ثورة الزُنج بالبصرة. ومُنذُ ذلك الوقت أصبحت دولة ابن طولون مُستقلَّة سياسيًّا عن الخِلافة العبَّاسيَّة. وعندما طلب الخليفة إلى ابن طولون أن يتخلَّى عن منصبه إلى «أماجور» والي الشَّام، رفض ابن طولون ذلك، وتوجَّه إلى الشَّام وضمَّها إلى مصر.
لم يُفكِّر ابن طولون بعد استقلاله السياسي عن الخِلافة، بالانفصال الديني عنها لأنَّ الخِلافة مثَّلت في نظره وفي نظر جمهور المُسلمين ضرورة دينيَّة لاستمرار الوحدة الإسلاميَّة، ولِأنَّها تُشكِّلُ رمزًا يربط أجزاء العالم الإسلامي المُختلفة، فحرص على أن يستمرَّ الدُعاء للخليفة العبَّاسي على منابر المساجد في مصر والشَّام، واعترف بسُلطته الروحيَّة والدينيَّة. وشرع أحمد بن طولون في القيام بِأعمالٍ عُمرانيَّة تُعبِّرُ عن مدى اهتمامه الشديد بِمصر، وتعكس تطلُّعاته إلى إقامة إمارته الخاصَّة، فأسس ضاحيةً لِلفسطاط هي القطائع اتخذها عاصمةً لِإمارته، وبنى فيها مسجده المشهور، وقوَّى الجبهة الدَّاخليَّة من خِلال تنمية موارد الثروة، ومُضاعفة الدخل في ميادين الإنتاج، وأصلح أقنية الري، والسُدود الخرِبة. وبعد وفاة ابن طولون جاء ابنه خُمارويه الذي لم تُفلح دولة الخِلافة في أن تُزيح حُكمه عن الشَّام، فاضطرَّت إلى أن تعقد معهُ مُعاهدة صُلح ضمنت للدولة الطولونيَّة حُكم مصر والشَّام مُقابل جزية تؤديها. وبعد خُمارويه الذي مات اغتيالًا في دمشق، تولَّى الحُكم ولداه أبو العساكر جيش ثُمَّ هٰرون. ولم يكن هٰرون قادرًا على مُقاومة هجمات القرامطة الذين أخذوا يُغيرون على المُدن الشَّاميَّة، فاضطرَّ الخليفة أبو أحمد علي المُكتفي بِالله إلى أن يُنقذ دمشق من القرامطة بِجُيوشٍ يُرسلها من العراق. وكان انتصار المُكتفي على القرامطة تجربةً ناجحةً دفعتهُ إلى أن يتخلَّص من الحُكم الطولوني العاجز، فوجَّه قُوَّاته البحريَّة والبريَّة إلى مصر، فدخلت الفسطاط وأزالت الحُكم الطولوني الذي دام 37 سنة، وأعادت مصر إلى كنف الدولة العبَّاسيَّة.

## خلفيَّة تاريخيَّة

### ظُهور الشُعوبيَّة في الدولة العبَّاسيَّة

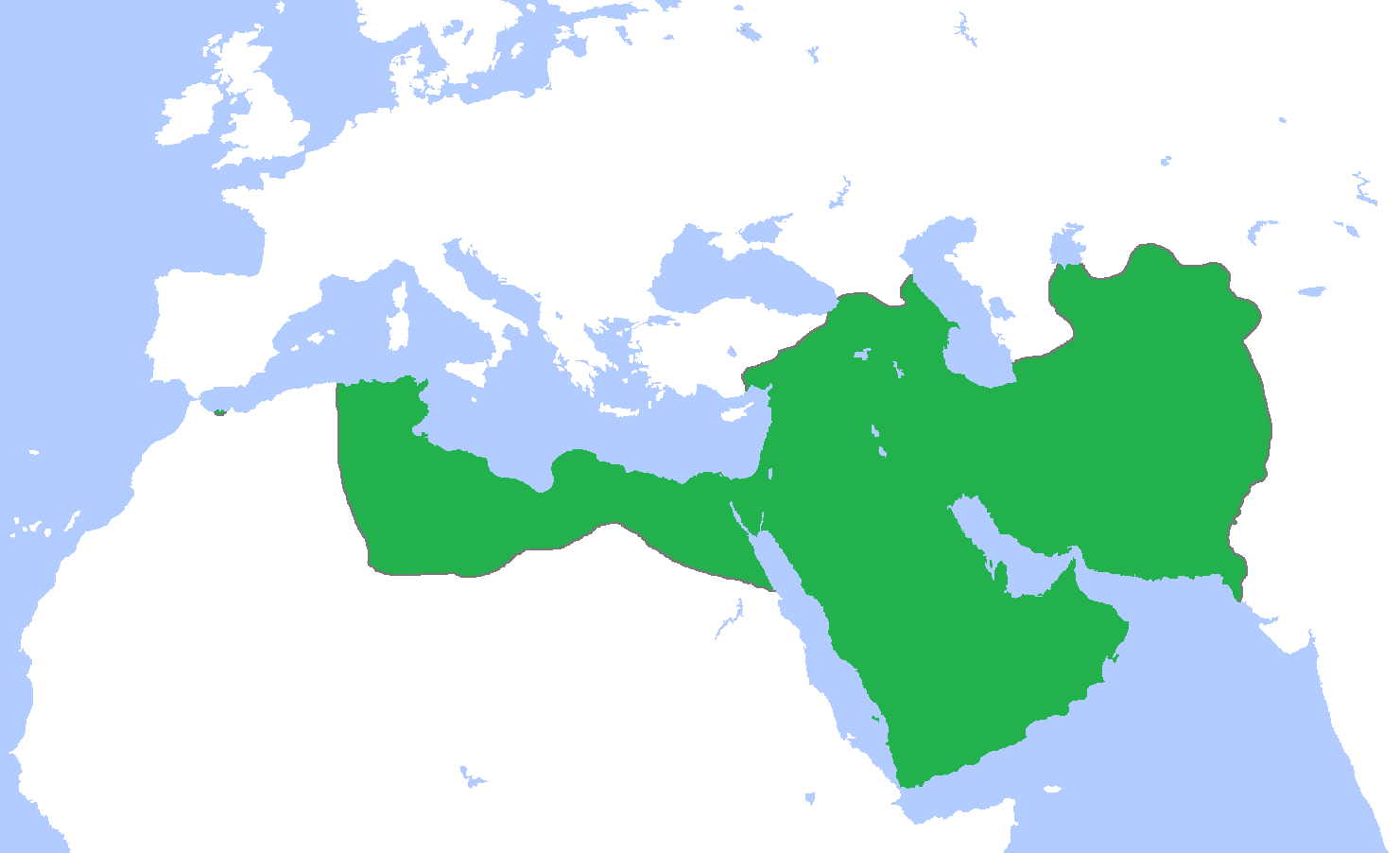
خريطة الدولة العبَّاسيَّة بعد استقلال المغرب الأقصى والأندلُس عنها، وقُبيل ظُهور الحركات الانفصاليَّة والشُعوبيَّة في المشرق.

«الشُّعوبيَّة» نزعةٌ ترمي إلى تفضيل «الشُعوب» الأعجميَّة على «القبائل» العربيَّة. ولعلَّ أصل هذه التسمية يعود إلى ما فهمه بعض المُفسرين من الآية القُرآنيَّة: ﴿وَجَعَلْنَاكُمْ شُعُوبًا وَقَبَائِلَ لِتَعَارَفُوا﴾، فقالوا أنَّ «شُعوبًا» تعني «الشُعوب المُتحضرة». وقد ظهرت هذه النزعة في الدولة العبَّاسيَّة لِأسبابٍ كثيرة أبرزها التنوع العرقي في الدولة العبَّاسيَّة مُتناثرة الأطراف، واستخدام الخُلفاء العبَّاسيين للعجم في قُصورهم وفي أجهزة الدولة. فقد اعتمد العبَّاسيُّون في تأسيس دولتهم على الفُرس النَّاقمين على الأُمويين، بعد أن كان الأُمويّون يعتمدون على العُنصر العربي في إدارة دولتهم وقيادة جُيوشهم. وقد كافأ الخُلفاء العبَّاسيُّون الأولون أنصارهم من الفُرس فجعلوهم وُزراء وقادة. ولكن هؤلاء الخُلفاء لم يلبثوا أن أدركوا أنَّ نُفوذ الوُزراء الفُرس قد فاق نُفوذهم، فتخلَّصوا منهم: هكذا فعل أبو جعفر المنصور عندما قتل وزيره أبا مُسلم الخُراساني، وهكذا فعل هٰرون الرشيد عندما فتك بِوزيره جعفر بن يحيى البرمكي ونكَّل بِأُسرته. وقد غذَّى هذا الصراع السياسي بين الفُرس والعرب في مطلع العهد العبَّاسي نزعةٌ «شُعوبيَّة» ترمي إلى تفضيل الشُعوب غير العربيَّة على العرب، وتقول إنَّ هذه الشُعوب تتفوَّق على العرب في الحضارة، وفي الأدب، والشعر. وقام جدالٌ طويلٌ بين طرفيّ النزاع، وانتصر لِكُلِّ فريقٍ أبناؤه من الشُعراء والمُؤلفين والساسة. وهذا الانشقاق بين رعايا الدولة أدَّى إلى ولادة أولى الحركات الانفصاليَّة عن الدولة العبَّاسيَّة، بِقيادة القائد العسكري طاهر بن الحُسين الذي أنشأ الدولة الطاهريَّة في خُراسان سنة 821م.

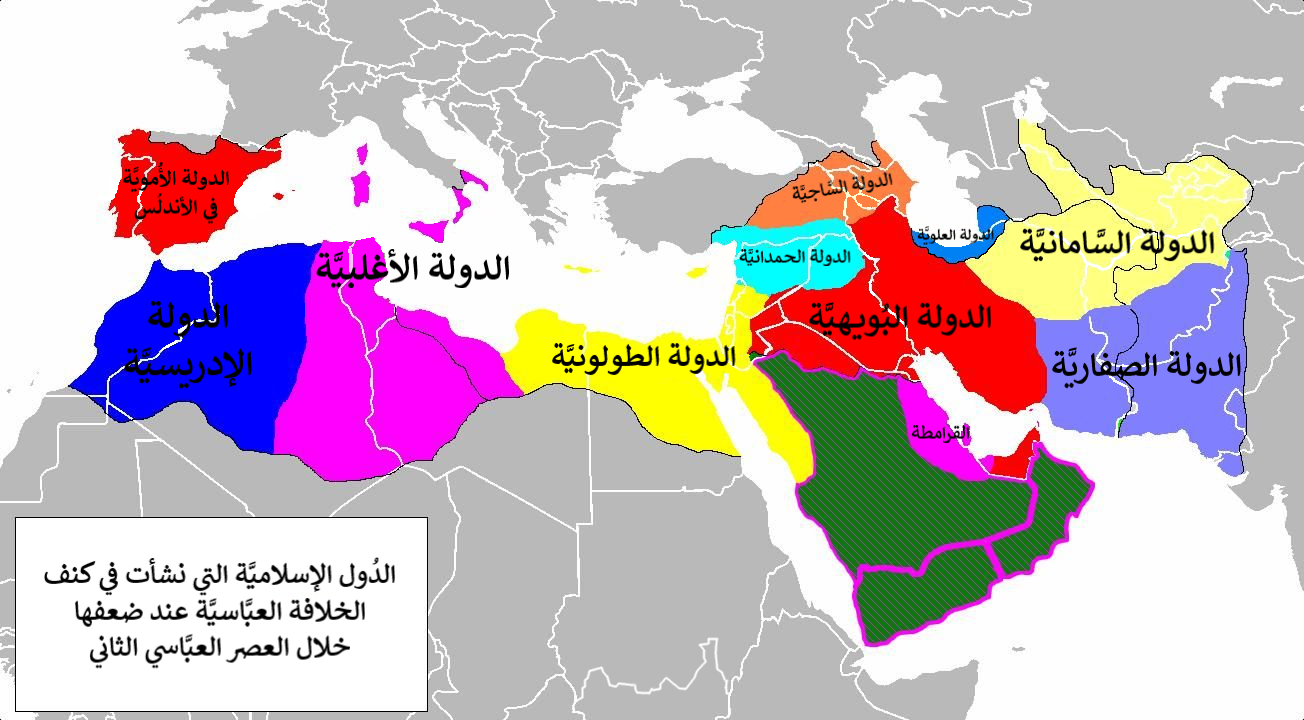
الدُّول الإسلاميَّة المُتعددة التي نشأت بعد ضعف الدولة العبَّاسيَّة وزوال هيبة الخلِافة في بغداد.

ومن العوامل الدَّاخليَّة التي شجَّعت على انتشار الحركات الانفصاليَّة، اتساع رقعة الدولة العبَّاسيَّة، حتَّى غدت إمبراطوريَّة تبسطُ جناحيها على كافَّة أنحاء المنطقة المُمتدَّة من حُدود الصين وُصولًا إلى المغرب الأوسط في شمال أفريقيا. ولكن هذا الاتساع في المساحة، بدلًا من أن يكون عامل قُوَّةٍ في كيان الدولة، انقلب إلى عامل ضعفٍ فساعد على تفسُّخها وتفكُّكها، ذلك أنَّ بُعد المسافة بين أجزاء الدولة وبين عاصمتها، وصُعوبة المُواصلات في ذلك الزمن، جعلا الوُلاة في البلاد النائية يتجاوزون سُلطاتهم ويستقلُّون بِشُؤون ولاياتهم دون أن يخشوا الجُيوش القادمة من عاصمة الخِلافة لِإخماد حركاتهم الانفصاليَّة، والتي لم تكن تصل إلَّا بعد فوات الأوان. وساعد ضُعف الخُلفاء العوامل السَّابقة على أن تبرز وتقوى وتعمل عملها في إضعاف الدولة، فاستغلَّ الوُلاة هذا الضعف، وقد بلغ الأمر ببعضهم أن أقاموا في بغداد وأوفدوا نُوَّابًا عنهم لِإدارة ولاياتهم، ولم يلبث هؤلاء النُوَّاب أن تطلَّعوا إلى الاستقلال بِهذه الولايات، وجعلوا مناصبهم وراثيَّة في أبنائهم. وهكذا نشأت دُويلات لا يربطها بالخِلافة العبَّاسيَّة إلَّا تبعيَّة اسميَّة.

### استخدام التُرك في أجهزة الدولة العبَّاسيَّة

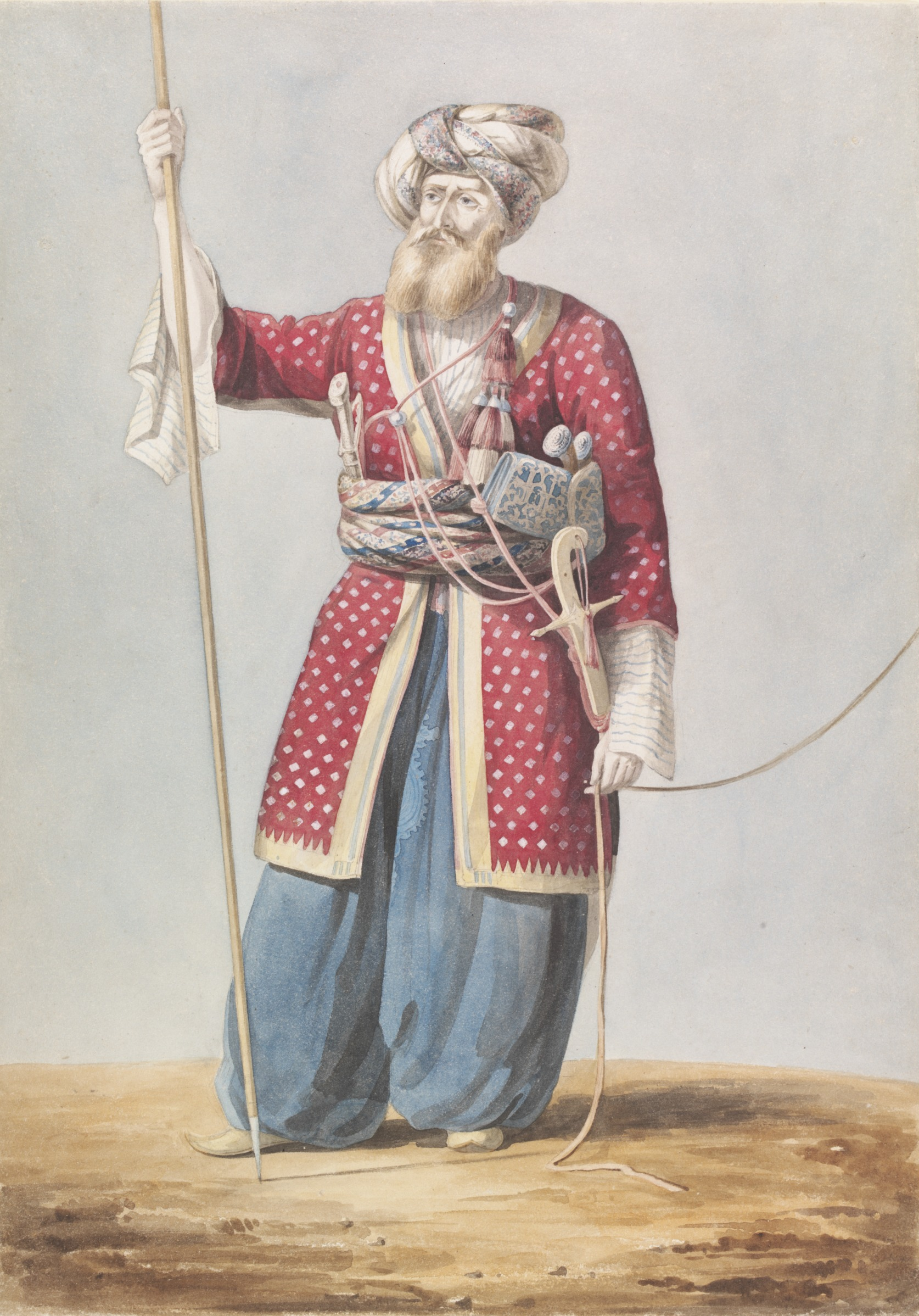
مملوكٌ تُركيٌّ من مدينة حلب. استخدم الخُلفاء العبَّاسيُّون التُرك في أجهزة دولتهم، وبالأخص في الحجابة والحراسة والجيش.

كان الأُمويّون أوَّل من استقدم التُرك من بلادهم بعد اعتناقهم الإسلام، واستخدموهم في الجُيوش وأجهزة الدولة. وبعد سُقوط الدولة الأُمويَّة وقيام الدولة العبَّاسيَّة على أنقاضها واستقرار دعائمها في عهد أبي جعفر المنصور، برز عددٌ من الشخصيَّات التُركيَّة الذين كان عددهم يزدادُ شيئًا فشيئًا بِتوافُدهم على دار الخِلافة، فاستخدمهم الخُلفاء العبَّاسيّون في العصر العبَّاسي الأوَّل في قُصورهم وائتمنوهم على أسرارهم، وأسندوا إليهم أمر سلامتهم الشخصيَّة. وكان أبو جعفر المنصور أوَّل خليفةٍ عبَّاسيّ اتخذ التُرك بطانة ومُوظفين، فقرَّب حمَّادًا التُركي ووثق به وجعلهُ من خاصَّته وأُمناء سرِّه. وبلغت ثقته به حدًا أنَّهُ كان لا يأمن أحدًا على أسرار سجلَّات الدولة غيره، وكان يُصرُّ المفتاح في كُمِّ قميصه. ونفر أبو جعفر المنصور من استخدام العرب في قُصوره، ولم يرضَ بأن يعمل في خدمة قصره أو حرمه، أحدٌ من العرب، وفضَّل عليهم عناصر أُخرى كالتُرك. وهو أوَّل من ولَّاهم الحجابة، فاختار حمَّادًا التُركي حاجبًا له بعد أن توطدت دعائم الدولة، كما ولَّاهُ السَّواد. واستخدم أبو عبد الله مُحمَّد المهدي عددًا من التُرك في قُصوره مثل شاكر التُركي، وهو أحد قادة الجيش في فارس، وفرج الخادم الذي برز في عهد هٰرون الرشيد فيما بعد، ويحيى بن داود الخرسي الذي ولَّاه مصر في سنة 162هـ المُوافقة لِسنة 778م. وأدَّى الجُند التُرك في عهده دورًا بارزًا في مُحاربة الخوارج عندما ثاروا بِقيادة عبد السلام اليشكري في سنة 160هـ المُوافقة لِسنة 776م في باجرما. وتوسَّع هٰرون الرشيد في استخدام التُرك في قُصوره ودوائره وجيشه، فكان أبو سليم فرج الخادم التُركي أحد قادة جيشه، وقد طلب منه الخليفة تعمير مدينة طرسوس وإكمال بنائها وذلك في سنة 170هـ المُوافقة لِسنة 786م، ومسرور الخادم الذي يُعدُّ بِحق من أقرب الناس إلى هٰرون الرشيد الذي وثق به ثقة تفوق الوصف، وقد أسند إليه مُهمَّة التخلُّص من أبرز شخصيَّة برمكيَّة في دار الخِلافة العبَّاسيَّة، وأقربها إلى نفس الخليفة، وهو جعفر بن يحيى البرمكي، فنفَّذ مسرور المُهمَّة بِدقَّة. وضمَّت حاشية الرشيد بعض التُرك، واستخدم الجواري من فرغانة وأشروسنة وغيرهما، وأضحى بعضهُنَّ محظيات، مثل ماردة بنت شبيب، أُم المُعتصم، التي تُعد من أحظى النساء لدى الرشيد، وهي تُركيَّة.
وتوسَّع أبو جعفر عبدُ الله المأمون في استخدام التُرك في قُصوره وجُيوشه، واستقدمهم من بلاد ما وراء النهر بعد أن دخلوا في الإسلام. وازدحمت وُفودهم على بابه، وكان يُبالغ في إكرام من يردُ بابه من مُلوك التُرك. ووصل بعض هؤلاء التُرك إلى مناصب قياديَّة، منهم طولون، والد أحمد مُؤسس الدولة الطولونيَّة، وكاوس وقد عيَّنهُ المأمون واليًا على أشروسنة، وابنه الأفشين حيدر الذي يُعدُّ من كبار قادة المأمون وأحد الذين قدَّموا خدمات جليلة للدولة بما قاموا به من قمع العديد من الثورات. ولمَّا بُويع للمُعتصم بالخِلافة، كان الصراع بين العرب والفُرس، الذين حظوا بِعطف المأمون خِلال السنوات الأولى من خِلافته، قد بلغ مبلغًا مُرتفعًا، واختلَّت التوازُنات بين العناصر التي تكوَّنت منها الدولة العبَّاسيَّة، وقامت حركاتٌ مُناهضة للدولة ذات خلفيَّات فارسيَّة، فبدأت ثقة المُعتصم بالفُرس تضعُف. ومن جهةٍ أُخرى، لم يركن المُعتصم إلى العُنصر العربي، ولم يثق بالعرب نظرًا لِكثرة تقلُّبهم واضطرابهم وقيامهم ضدَّ الخُلفاء، بالإضافة إلى أنَّهم فقدوا كثيرًا من مُقومات قُوَّتهم السياسيَّة والعسكريَّة فأصبحوا أقل خُطورة وأضعف شأنًا. حملت هذه المُعطيات المُعتصم على أن يُوكِّل أمر سلامته الشخصيَّة إلى فرقةٍ من العُنصر التُركي، لا سيَّما أنَّ طباع هؤلاء النفسيَّة والجسديَّة تتوافق مع مُهتمهم. وأضحى لِهذا العُنصر أثرٌ كبيرٌ في الحياة السياسيَّة والاجتماعيَّة، وأصبح الحرسُ التُركيّ دعامةً من دعائم الخلافة أيَّام حُكمه، من واقع الحِفاظ على دولته والإبقاء على خِلافته في ظل الصراع العربي - الفارسي، فاستخدم التُرك في الجيش على نطاقٍ واسعٍ وجعلهم تحت إمرة قادة منهم، مُسددًا بِذلك ضربة عنيفة لِلقادة والجُند العرب، ولِسياسة أبي جعفر المنصور التقليديَّة التي كانت تستهدف حفظ التوازن في الجيش بين الفرق العربيَّة والفرق الأعجميَّة، وأسكن المُعتصم التُرك مدينة سامرَّاء التي بناها خصيصًا لهم.

### ازدياد نُفوذ التُرك وأثره على الخِلافة

خريطة لِمدينة سامرَّاء، حاضرة الخِلافة العبَّاسيَّة خِلال القرن التاسع الميلاديّ، وهي المدينة التي شهدت صُعود التُرك وتحكُّمهم بأجهزة الدولة العبَّاسيَّة وسيطرتهم على مقاليد الأُمور فيها.

انتقلت عاصمة الخِلافة إلى سامرَّاء التي ظلَّت ما يقرب من خمسين سنة حاضرة دولة الخِلافة العبَّاسيَّة، وأضحت مقرًّا للعصبيَّة التُركيَّة الجديدة. ومُنذُ عهد المُعتصم أخذت تظهر على مسرح الحياة السياسيَّة شخصيَّاتٌ تُركيَّة أدَّت دورًا كبيرًا في الحياة العامَّة، أبرزها الأفشين وأشناس وإيتاخ ووصيف وسيما الدمشقي، وقد خدموا الدولة وساندوها في حُروبها الداخليَّة ضدَّ الحركات المُناهضة التي نشبت في أجزائها المُختلفة، وفي حُروبها الخارجيَّة ضدَّ الإمبراطوريَّة البيزنطيَّة. ومع مُرور الزمن أخذ هؤلاء التُرك يتجهون إلى تكوين كيانٍ خاصٍ بهم سواء في كنف الخِلافة أو مُنفصلًا عنها، كما طمع بعضهم في الاستئثار بِشُؤون الحُكم في العاصمة حين أدركوا أنَّ الخِلافة لا يُمكنها الاستغناء عن خدماتهم. وتُعدُّ خِلافة أبو جعفر هٰرون الواثق بالله مرحلة انتقالٍ بين عهدين: الأوَّل هو عهد سيطرة التُرك على مُقدرات الدولة مع بقاء هيبة الخِلافة، والثاني هو عهد سيطرة التُرك مع زوال هيبة الخِلافة وهُبوط مكانة الخُلفاء. ثبَّت التُرك في عهد الواثق أقدامهم في الحُكم، وحصل رُؤساؤهم على نُفوذٍ كبيرٍ حتَّى اضطرَّ الخليفة أن يخلع على أشناس لقب «السُلطان» مُعترفًا لهُ بِحُقوقٍ تتجاوز نطاق المهام العسكريَّة، فكان بِذلك أوَّل خليفةٍ استخلف سُلطانًا، وأسند إليه أعمال الجزيرة الفُراتيَّة والشَّام ومصر، كما عهد إلى إيتاخ بِولاية خُراسان والسند وكُور دجلة. نتيجةً لِهذا التوسُّع في الصلاحيَّات ازداد نُفوذ التُرك داخل العراق وخارجه، فهيمنوا على دار الخِلافة وأحكموا سيطرتهم الفعليَّة على كافَّة أقاليمها، ثُمَّ خطوا خُطوة أُخرى حين اعتقدوا أنَّهُ لا بُدَّ من السيطرة على شخص الخليفة حتَّى يستمر سُلطانهم بوصفه مصدر هذا السُلطان، فأحاطوا به يُراقبون تحرُّكاته، ويُشاركون في المُناقشات السياسيَّة، ومن أجل ذلك، لم يذهبوا إلى ولاياتهم، وأنابوا فيها عُمَّالًا عنهم. وقد شكَّل هذا التدبير خُطوةً سياسيَّةً على طريق انفصال الولايات عن الإدارة المركزيَّة، إذ طمع الوكلاء بِولاياتهم، واستقلَّوا بها مُنتهزين فُرصة ضعف السُلطة المركزيَّة، وعدم معرفة الخليفة بما يجري في الولايات لاطمئنانه إلى من ولَّاهم من التُرك.
وخطا التُرك خُطوةً إضافيَّةً من أجل تشديد قبضتهم على الخِلافة، فأخذوا يتدخلون في اختيار الخُلفاء وتوليتهم، وكان الواثق هو آخر الخُلفاء الذين تمَّت توليتهم على التقليد الذي كان مُتبعًا من قبل، وعندما مات الواثق لم يعهد لِابنه مُحمَّد بِفعل صغر سنِّه، فنشب الصراع بين فئتين رئيسيَّتين بِشأن اختيار الخليفة. تألَّفت الفئة الأولى من كِبار رجال الدولة من أبناء البيت العبَّاسي والوزير مُحمَّد بن عبد الملك الزيَّات وقاضي القُضاة أحمد بن أبي دؤاد، وهُم أهل الحل والعقد في بيعة الخليفة، وقد رشَّحوا مُحمَّد بن الواثق. وتمثَّلت الفئة الثانية بِقُوَّة التُرك النامية، وقد رشَّحت هذه الفئة جعفر بن المُعتصم، ونجحت في فرضه، وتلقَّب «بالمُتوكِّل على الله». شكَّلت هذه الحادثة سابقة خطيرة في تولية الخُلفاء بعد ذلك، إذ أضحى القادة التُرك أهل الحل والعقد، لا تتم الخِلافة إلَّا بِمُوافقتهم ورضاهم، يرفعون الرجل الذي يرتضونه، والعكس صحيح، فأحكموا بذلك قبضتهم على شُؤون الخِلافة، يُصرِّفون الأُمور بِإرادتهم. وكان أن أدرك المُتوكِّل ومن بعده ابنه المُنتصر حقيقة موقف التُرك الضاغط على الخِلافة، وشعرا باستبدادهم بِشؤونها، وقلَّة احترامهم لِشخص الخليفة، فحاول كُلًا منهما التخلُّص منهم وتحجيمهم، فتنبَّه هؤلاء إلى الخطر المُحدق بهم، فتخلَّصوا من الخليفتين وقتلوهما. وهكذا أصبح التُرك سادة الموقف بِحق في عاصمة الخِلافة، ولا يقوى على مُنازعتهم أحد.

### أوضاع مصر الداخليَّة قُبيل قيام الإمارة الطولونيَّة
نشطت الدعوة العلويَّة في مصر مُنذُ أيَّام أبي جعفر المنصور (136 - 158هـ \ 753 - 775م) واستمرَّت طيلة العصر العبَّاسي الأوَّل، وما حدث من اضطهاد العبَّاسيين للعلويين في المشرق الإسلامي، أجبرهم على الفرار إلى الجهات البعيدة عن مقر الخلافة العبَّاسيَّة، ومنها مصر. وسببُ الخلاف الشديد بين العلويين والعبَّاسيين هو بطبيعة الحال أنَّ العلويين اعتقدوا بأنَّ العبَّاسيين مُغتصبين للسُلطة مثل الأُمويين، على الرُغم من أنَّ بني العبَّاس من آل البيت، الذين اعتقد العلويين بِأحقيتهم بالخِلافة. ويبدو أنَّ الخُلفاء العبَّاسيين بعد أبي جعفر لم يتعرَّضوا للعلويين في مصر، ولعلَّ مردُ ذلك يعود إلى إخلادهم إلى الهُدوء من جهة ومُحاولة هؤلاء استقطابهم من جهةٍ أُخرى، وبقي الوضع على ذلك حتَّى اعتلاء المُتوكِّل سُدَّة الخِلافة، وهو الذي أبغض العلويين؛ فأرسل كتابًا إلى والي مصر إسحٰق بن يحيى يأمُره بِإخراج آل عليّ بن أبي طالب منها، فأُخرجوا من الفسطاط في شهر رجب سنة 236هـ المُوافق فيه شهر كانون الثاني (يناير) سنة 851م، إلى العراق ومن هُناك أُبعدوا إلى المدينة المُنوَّرة، واضطرَّ الذين بقوا في مصر إلى الاختفاء بِفعل أنهم أصبحوا غير آمنين على أنفُسهم، واستأصل خلفه يزيد بن عبد الله شأفة هؤلاء وحمل منهم جماعة إلى العراق على أقبح وجه. وأقرَّ الخليفة المُنتصر يزيد بن عبد الله على ولايته بِمصر، وأمرهُ بألَّا يُقبِّل - يلتزم - علويّ ضيعة، ولا يركب فرسًا، ولا يُسافر من الفسطاط إلى طرفٍ من أطرافها، وأن يُمنعوا من اتخاذ العبيد إلَّا العبد الواحد، وإن كانت بينه وبين أحدٍ من الطالبيين خُصومةٌ من سائر الناس، قُبل قول خصمه فيه ولم يُطالب بِبيِّنة.
اضطربت أوضاعُ مصر على أثر خلع الخليفة أبو العبَّاس أحمد المُستعين بالله في شهر مُحرَّم سنة 252هـ المُوافق فيه شهر كانون الأوَّل (ديسمبر) سنة 856م، ومُبايعة الخليفة المُعتز وذلك بِفعل اضطراب الوضع في بغداد، وكانت فُرصةً للطامحين لِلقيام ضدَّ الحُكم العبَّاسي. فقد ثار جابر بن الوليد المدلجي في الإسكندريَّة في ربيع الآخر 252هـ المُوافق فيه آذار (مارس) 866م، فاشتدَّ أمره وقويت شوكته وبسط نُفوذه على منطقة واسعة في الدلتا، وجبى خراجها، ولم يستطع والي مصر يزيد بن عبد الله أن يقضي على حركته، فأرسل الخليفة المُعتز قُوَّةً عسكريَّةً بِقيادة مزاحم بن خاقان تمكَّنت من هزيمته، وقبض مزاحم عليه، فكافأهُ الخليفة بأن عيَّنهُ واليًا على مصر بدلًا من يزيد بن عبد الله وذلك في ربيع الأوَّل سنة 253هـ المُوافق فيه آذار (مارس) 867م. وعلى هذا الشكل تتابعت الحركات العلويَّة في مصر مُنذُ عهد الخليفة العبَّاسي المُتوكِّل بِهدف القضاء على الحُكم العبَّاسي فيها وتأسيس دولة علويَّة في رُبوعها، وكان الذي شجَّعهم على الخُروج الأوضاع المُضطربة في المشرق الإسلامي بِعامَّة، حيثُ قامت الإمارات الانفصاليَّة، وفي بغداد بِخاصَّة حيثُ الصراع على النُفوذ بين الخِلافة والتُرك، وظلَّ الوضع على هذا الحال إلى أن جاء أحمد بن طولون إلى مصر وأسس إمارته.

## التاريخ

### ظُهور أحمد بن طولون
ترجعُ أُصول أحمد بن طولون إلى قبيلة التغزغز التُركيَّة، وتحديدًا إلى أُسرةٍ كانت تُقيمُ في بُخارى. كان والدهُ «طولون» الذي نُسبت إليه الدولة التي أسسها أحمد لاحقًا، كان مملوكًا جيء به إلى نوح بن أسد الساماني عامل بُخارى وخُراسان، فأرسلهُ بِدوره هديَّةً إلى الخليفة المأمون مع من أُرسل من المماليك التُرك في سنة 200هـ المُوافقة لِسنة 816م. أُعجب الخليفة المأمون كثيرًا بهذا المملوك التُركي الذي ظهر عليه علامات النجابة والإخلاص، فحظي عنده، وازدادت مكانته لديه، فأسند إليه وظائف عدَّة نجح في إدارتها بِشكلٍ لافت، فعيَّنهُ رئيسًا للحرس، ولقَّبهُ بِأمير الستر، واستمرَّ مُدَّة عشرين سنة يشغل هذا المنصب الهام. أنجب طولون عددًا من الأبناء من بينهم أحمد الذي يُكنى بِأبي العبَّاس، الذي وُلد في 23 رمضان 220هـ المُوافق فيه 22 آب (أغسطس) 835م في بغداد من جاريةٍ تُدعى «قاسم»، ونشأ في كنف والده ورعايته مُختلفًا عن نشأة أقرانه أولاد العجم، فحرص على الابتعاد عن جو التُرك العابثين والآثمين، وكان يعيبُ عليهم ما يرتكبوه من مُنكرات، فاشتهر بين معارفه بالتقوى والصلاح، وبنفس الوقت بالشدَّة والقُوَّة والبأس نظرًا لِتربيته العسكريَّة. ويبدو أنَّ الحاجة كانت ماسَّة في ذلك الوقت إلى ضابطٍ شابٍ يخدم في ثغر طرسوس، لهُ بأس لِقاء العدو والرغبة في الجهاد، ولهُ من التقوى ما يُناسب الجو الديني الخالص الذي شاع في المدينة، نظرًا لِلأهميَّة الاستراتيجيَّة والعسكريَّة الفريدة لِهذه المدينة الواقعة على الحُدود بين آسيا الصُغرى والشَّام، حيثُ تلتقي بلادُ المُسلمين ببلاد البيزنطيين؛ وفي نفس الوقت كان أحمد بن طولون قد طلب من الوزير عُبيد الله بن يحيى أن يكتب لهُ أرزاقهُ في الثغر سالِف الذِكر، وعرَّفهُ رغبتهُ في المقام به، فوافق على طلبه وكتب لهُ به. بناءً على هذا، خرج أحمد بن طولون إلى ثغر طرسوس وقضى فيه سنوات شبابه بعيدًا عن الوسط التُركي في العراق، وأخذ العلم والحديث والآداب عن كِبار العُلماء الطرسوسيين، كما تزوَّج وأنجب، وتطلَّع إلى الاشتراك في الصوائف التي كانت تغزو الروم، كما تعرَّف عن قُرب على الشَّام وما كانت تمتاز به من الأهميَّة العسكريَّة،  ورُبما كانت أيَّامهُ الأولى فيها فاتحة طُموحه في تولِّيها مع مصر.
خطا أحمد بن طولون خُطواته الأولى نحو الشُهرة عندما تُوفي والده في سنة 240هـ المُوافقة لِسنة 854م وهو في العشرين من عُمره. فقد فوَّض إليه الخليفة العبَّاسي المُتوكِّل ما كان لِأبيه من الأعمال العسكريَّة المُختلفة، وسُرعان ما أُتيح له أن يستولي على إمرة الثُغور ودمشق وديار مصر. وعلى هذا الشكل دخل أحمد بن طولون في خضم الحياة السياسيَّة المُضطربة آنذاك في العراق، وهو يتمتَّع باحترام التُرك وثقتهم، كما نال ثقة الخِلافة واحترامها، فكانت علاقته بِكُلٍ من الخليفتين المُتوكِّل والمُستعين جيِّدة، وقد بدأت صلته بِهذا الأخير خِلال عودته من طرسوس، عندما انضمَّ إلى قافلة تجاريَّة قادمة من بيزنطة تحملُ طرائف ومتاع روميَّة للخليفة، فأنقذها من قُطَّاع طُرقٍ أعراب تعرَّضوا لها في منطقة الرها، فاحتفظ لهُ الخليفة بالجميل ومنحهُ ألف دينار.
وكان أحمد بن طولون على العكس من الكثير من قادة الحرس التُرك، يُظهرُ احترامه وتقديره للخليفة إن دخل عليه أو تحدث عنه. وعندما نُفي الخليفة إلى واسط، نتيجة صراعه مع المُعتز والتُرك، سمح له هؤلاء باصطحاب أحمد بن طولون معه، فكان رفيقه في مُعتقله، ولا شكَّ بأنَّ هذا الاختيار وقُبول التُرك به كمُرافق للخليفة، مردَّهُ إلى الثقة التي حصل عليها من الجميع. وأثبت أحمد بن طولون أنه جديرٌ بِهذه الثقة، فعامل الخليفة المُستعين بالحُسنى، ورفض طلبًا لِقبيحة، والدة المُعتز، بِقتله مُقابل تقليده واسط، وكان جوابه: «لًا يَرَانِي اللهُ  أَقْتُلُ خَلِيْفَةً لَهُ فِي رَقَبَتِي بَيْعَةٌ وَأَيْمَانٌ مُغَلَّظَةٌ أَبَدًا»، فسلَّم الخليفة سليمًا لِأعدائه وهو يُدركُ مصيرهُ المحتوم. وكان لِموقفه هذا الأثر الكبير في نُفوس التُرك فأعظموا فيه دينهُ وعقله، وكبُر في نظرهم، وباتوا يتطلَّعون إلى هذا الشَّاب ليتسلَّم زعامتهم، كما عُظم في أعيُن البغداديين.

### تولية أحمد بن طولون الديار المصريَّة

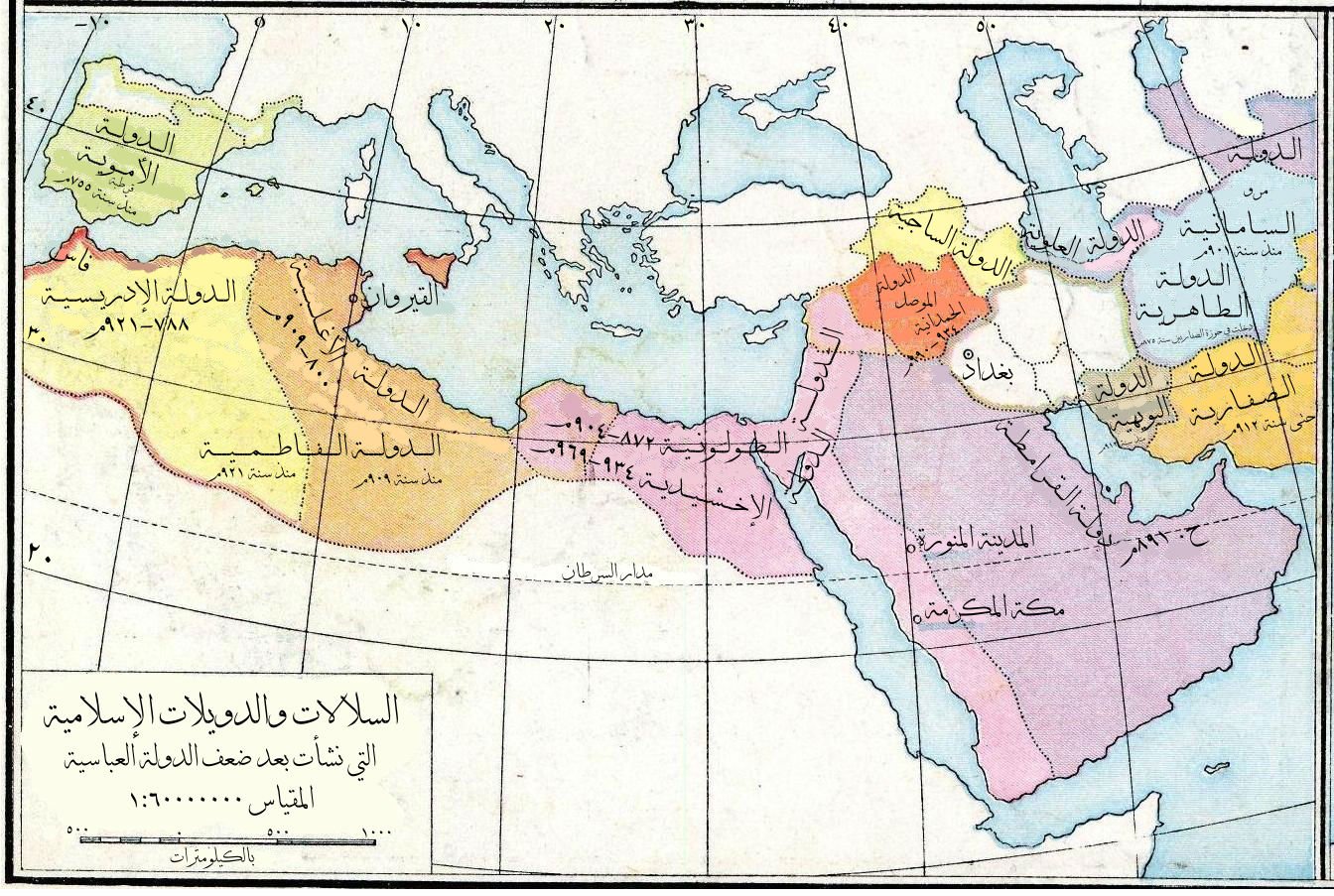
خريطة الدولة العبَّاسيَّة عند تفكُكها إلى عدَّة دُويلات، ومن بينها الدولة الطولونيَّة.

برز بايكباك التُركي على المسرح السياسي على أثر الصراع الذي انتهى بِمقتل الخليفة المُستعين وتولية المُعتز. وكان هذا القائد التُركي في مُقدِّمة القادة التُرك الذين أداروا هذا الصراع، وقد تقاسموا الأعمال والنواحي فيما بينهم. فأقطع المُعتز بايكباك أعمال مصر ونواحيها، ويبدو أنه خشي مُغادرة عاصمة الخِلافة حتَّى لا يتعرَّض للعزل، وآثر أن يبقى قريبًا من مركز السُلطة يُشارك في اتخاذ القرارات، وأناب عنهُ أحمد بن طولون في مصر، وقد فضَّلهُ على غيره لما عُرف عنه من حُسن السيرة وبِفعل قرابته له، فهو زوج أُمِّه. سار أحمد بن طولون إلى مصر بِرفقة أحمد بن مُحمَّد الواسطي، ودخلها يوم الأربعاء 23 رمضان 254هـ المُوافق فيه 15 أيلول (سپتمبر) 868م. وكانت السياسة السائدة آنذاك أن يتولَّى السُلطة في مصر أكثر من شخصٍ حتَّى يُراقب بعضهم بعضًا. فكان عامل الخِراج أحمد بن مُحمَّد بن المُدبِّر، ذو السيرة السيرة السيِّئة في المُجتمع المصري بِفعل شدَّته وقسوته، وهو من دُهاة الناس وشياطين الكُتَّاب. وكان شُقير الخادم على البريد، وهو غُلامُ قبيحة والدة المُعتز، يُراقبُ أعمال كبار المُوظفين وسُلوك النَّاس ويُعلمُ الخِلافة بذلك، وهو دائمًا يدسُّ بين هذه القوى المُتعددة، وكان بكَّار بن قُتيبة على القضاء، وعلى الإسكندريَّة إسحٰق بن دينار، وعلى برقة أحمد بن عيسى الصعيدي. وما أن استقرَّ أحمد بن طولون في الفسطاط حتَّى اصطدمت مصالحه مع هذه القوى، فساءت علاقته بابن المُدبِّر الذي حاول استقطابه بِعشرة آلاف دينار، فرفض ابن طولون الهديَّة وردَّها بِفعل أنه دخل مصر وهو مُفعم بِتطلُّعات سُلطويَّة تفوق كُلَّ حد. أدرك ابنُ المُدبِّر أنَّهُ أمام رجلٍ طموحٍ قد يُشكِّلُ خطرًا عليه، فراح يُحيكُ المُؤامرات للتخلُّص منه أو إبعاده عن مصر، فأرسل تقريرًا إلى دار الخِلافة أوضح فيه بأنَّ أحمد بن طولون رجلٌ لا يُؤتمنُ لا على ولاية مصر ولا حتَّى على طرفٍ من الأطراف واتهمهُ بأنَّهُ ينوي الاستقلال بِمصر.
تصدَّى أحمد بن طولون لِهذه المُؤامرة التي صاغها ضدَّه ابن المُدبِّر واستقطب بعض التُجَّار في مصر والعراق، فاستخدمهم لاستمالة أولي الأمر في بغداد عن طريق بذل المال، وقد نجح في هذا المضمار حيثُ مكَّنتهُ هذه السياسة من الاستمرار في حُكم مصر على الرُغم من كثرة الوُشاة والكُتب المُتلاحقة من ابن المُدبِّر وشُقير الحاجب، كما كانت دعمًا آخر له إضافةً إلى دعم بعض القادة التُرك المُهيمنين على مُقدرات الخِلافة مثل بايكباك ويارجوخ. واستمال أحمد بن طولون الوزير الحسن بن مُخلَّد عن طريق بذل المال أيضًا، فأرسل لهُ هذا الكُتب التي كان يبعثها ابن المُدبِّر وشُقير الحاجب ضدَّه. وبهذا الأُسلوب السياسي كشف ابن طولون أعداءه واطلع على حقيقة موقفهم منه، لِذلك قرَّر التخلُّص منهم حتَّى تخلو له الساحة السياسيَّة، فاستدعى شُقير الحاجب واعتقله، ولم يستحمل الأخير هول الصدمة، فمات. التفت أحمد بن طولون بعد ذلك إلى التخلُّص من ابن المُدبِّر بِفعل خطره عليه ووُقوفه حجر عثرة في وجه مشروعاته الكُبرى في مصر، فكتب إلى الخليفة المُهتدي يطلب منه صرفه عن خراج مصر وتعيين مُحمَّد بن هلال مكانه، وهو أحد أصدقائه. ولمَّا كان بايكباك مُهيمنًا على دار الخِلافة، فقد وافق الخليفة على طلبه. وساعدت الظُروف السياسيَّة، التي حدثت في بغداد، أحمد بن طولون في تثبيت أقدامه في مصر، فقد حدث أن قُتل بايكباك في سنة 256هـ المُوافقة لِسنة 870م وخلفه القائد التُركي يارجوخ وهو ختن ابن طولون، فكتب إليه: «تسلَّم من نفسك لِنفسك»، وهي إشارة واضحة لِتسليمه مصر كُلَّها، ولكنَّهُ استثنى الخراج الذي ظلَّ بِيد أحمد بن المُدبِّر، الذي أضحى محدود السُلطة في ظل هيمنة ابن طولون. سار أحمد بن طولون بِخُطىً ثابتة للسيطرة على الأُمور كُلها في مصر، فخرج على رأس قُوَّة عسكريَّة إلى الإسكندريَّة واستخلف طغلغ على الفسطاط وطخشي بن يلبرد على الشُرطة. وعندما وصل إليها في رمضان سنة 257هـ المُوافق فيه حُزيران (يونيو) 871م استقبلهُ عاملها إسحٰق بن دينار بالترحاب، فأقرَّهُ عليها، كما استلم برقة من أحمد بن عيسى الصعيدي، فعظُمت بِذلك منزلته وكثُر قلق ابن المُدبِّر وغمُّه. وبذلك بدأت مرحلة جديدة في تاريخ مصر.
توفي يارجوخ في سنة 259هـ المُوافقة لِسنة 873م وهو صاحب إقطاع مصر الذي كان أحمد بن طولون يحكُمه بالنيابة عنه ويدعو لهُ على منابره بعد الخليفة، فأقرَّهُ الخليفة المُعتمد واليًا عليها، وبذلك أضحى حاكم مصر الشرعي من قِبل الخِلافة مُباشرةً، وتُعدُّ هذه السنة سنة تأسيس الإمارة الطولونيَّة. وفي سنة 263هـ المُوافقة لِسنة 877م، ورد كتاب المُعتمد إلى أحمد بن طولون يطلب منه إرسال خراج مصر، فردَّ عليه قائلًا: «لستُ أُطيقُ ذلك والخراجُ بِيد غيري»، فما كان من المُعتمد عندئذٍ إلَّا أن قلَّدهُ خراج مصر وولَّاهُ إمرة الثُغور الشَّاميَّة على أثر اضطراب أوضاعها. فأضحى بذلك سيِّد الديار المصريَّة كُلَّها والمُشرف العام على جميع أعمالها العسكريَّة والإداريَّة والقضائيَّة والماليَّة، وقام بِضرب  الدينار الأحمدي رمزًا لِهذا الاستقلال.

### الحركات المُعارضة التي قامت في وجه ابن طولون
واجه أحمد بن طولون في بداية حياته السياسيَّة حركات ثوريَّة عدَّة اتسم مُعظمها بالطابع الديني المذهبي بِفعل النزاع الذي كان سائدًا خِلال هذه المرحلة، وكان التصدي لها يُحقق أكثر من حاجة، منها إقرار الأمن في الداخل، والإخلاص للبيت العبَّاسي، والدفاع عن الخِلافة العبَّاسيَّة، وتثبيت مركزه بِوصفه عاملها القوي. فقد استطاع القائد بغا الكبير بعد أن فرَّ من بغداد أن يستقرَّ في منطقة الكنائس بين برقة والإسكندريَّة، ورفع راية العصيان في سنة 255هـ المُوافقة لِسنة 869م، وادعى نسبًا علويًّا لاستقطاب الأنصار، واتخذ اسمًا هو أحمد بن مُحمَّد بن إبراهيم بن طباطبا، ثُمَّ سار إلى صعيد مصر، فكثُر أتباعه وادَّعى الخِلافة. كان من الطبيعي أن يتصدَّى أحمد بن طولون لِمثل هذه الثورات التي تُشكِّلُ خطرًا على وضعه الداخلي، فأرسل إليه القائد بَهم بن الحُسين اصطدم به وتغلَّب عليه وقتله. وفي سنة 256هـ المُوافقة لِسنة 780م قامت حركة ثوريَّة أُخرى بِقيادة إبراهيم بن مُحمَّد بن الصوفي العلوي، فهاجم إسنا، فدخلها ونهبها، وعاث فسادًا في نواحيها، فأرسل إليه أحمد بن طولون القائد ابن يزداد، فتغلَّب العلوي عليه وأسره، فأرسل ابن طولون جيشًا آخر بِقيادة بَهم بن الحُسين اصطدم به في نواحي إخميم وهزمه وقتل كثيرًا من رجاله، ونجا هو، فسار إلى الواحات فأقام مُدَّةً ثُمَّ ظهر في نواحي الأشمونين في سنة 259هـ المُوافقة لِسنة 873م. فوجَّه إليه ابن طولون جيشًا بِقيادة ابن أبي المُغيث فوجده قد أصعد (ذهب إلى الصعيد) لِقتال رجُلٍ ظهر هُناك زعم أنَّهُ عبدُ الحميد بن عبدُ الله بن عبد العزيز بن عبد الله بن عُمر بن الخطَّاب، فتقاتلا قتالًا شديدًا أسفر عن انهزام العلوي، فولَّى هاربًا إلى أسوان، فعاث فيها وقطع كثيرًا من نخلها. فسيَر إليه ابن طولون جيشًا بِقيادة بَهم بن الحُسين وأمره بطلبه أين كان. فسار في أثره، وعندما علم بذلك هرب إلى عيذاب، وعبر البحر إلى مكَّة، وتفرَّق أصحابه. وعندما وصل إلى مكَّة بلغ خبره واليها، فقبض عليه وسجنه ثُمَّ أرسلهُ إلى ابن طولون، فطيف به في البلد، ثُمَّ سجنه مُدَّة وأطلقه، فذهب إلى المدينة المُنوَّرة فأقام بها إلى أن مات.
لم يضع القضاء على حركة ابن الصوفي حدًّا لِحركات التمرُّد واستئصال الفتنة في الصعيد، فقد ظهر رجلٌ من أتباعه يُكنى أبو روح، واسمهُ «سكن»، خرج في سنة 260هـ المُوافقة لِسنة 874م في بوادي بُحيرة الإسكندريَّة وثار ضدَّ الحُكم الطولوني للثأر له؛ والتفَّت حوله طائفةٌ كبيرة، فقطع الطريق وأخاف السابلة، فوجَّه إليه أحمد بن طولون قائده يلبق الطرسوسي على رأس جيشٍ كثيف، لكنَّه هزمهم وردَّهم على أعقابهم. وأهمل أحمد بن طولون أمر أبي روح مُدَّةً من الزمن، حتَّى إذا علم بأنَّهُ يغزو الفيُّوم أرسل جيشين للإجهاز عليه، فهزموه وأصحابه شرَّ هزيمة وقتلوا كثيرًا منهم ومن استسلم أُسر. وتصدَّى أحمد بن طولون لِحركة عبد الحميد بن عبدُ الله بن عبد العزيز بن عبد الله بن عُمر بن الخطَّاب، المُكنى «أبو عبد الرحمٰن العُمري»، على الرُغم من أنَّ هذه الحركة لم تكن مُوجَّهة مُباشرةً ضدَّ الطولونيين وإنما قامت ضدَّ قبائل البجا، الذين كانوا يُغيرون على المناطق السكنيَّة المُتاخمة لِلثُغور الجنوبيَّة لِمصر، فخرج هذا العُمري غضبًا للمُسلمين وكمن لهم في طريقهم، فلمَّا عادوا خرج عليهم وقتل قائدهم ومن معه ودخل بلادهم فنهبها وأكثر القتل فيهم، وتابع عليهم الغارات حتَّى أدَّوا له الجزية ولم يُؤدوها لِأحدٍ قبله. واشتدَّت شوكة العُمري وكثُر أتباعه ما أثار أحمد بن طولون الذي لم يكن يقبل بِوُجود أيّ قُوَّة، مهما كان نوعها، يُمكن أن تشغل أي دور قد يكون مُنافسًا لِسُلتطه ولِوجوده الشخصي في مصر، وقد خشي أن يتجاوز حربه ضدَّ البجا فيطمع في مصر كُلَّها لِذلك رأى في بقائه انتقاصًا لِسيادته؛ فأرسل إليه جيشًا كثيفًا، فلمَّا تصافوا لِلقتال تقدَّم العُمري وأخبر قائد الجيش أنَّه لا يطمع في مصر ولا رغبة لهُ في حرب ابن طولون، وأنَّه لم يخرج للفساد ولم يتعرَّض أو يؤذي أهل البلاد سواء أكانوا مُسلمين أم من أهل الذمَّة، وأنَّ خُروجه كان طلبًا لِلجهاد فقط. فرفض قائد الجيش ذلك وقاتله فانهزم أمامه وعاد أدراجه إلى الفسطاط يجُرُّ أذيال الخسارة. ولم تمض أشهُرٍ ذات عدد حتَّى وافى أحمد بن طولون غُلامان زعما أنَّهُما من غلمان العُمري وأنهُما قتلاه وأتيا بِرأسه تقرُّبًا منهُ وحظوة، فأمر بِقتلهما، وغسَّل رأس العُمري وكفَّنهُ وطيَّبهُ ودفنه. وفي سنة 261هـ المُوافقة لِسنة 875م ثار أهلُ برقة على الحُكم الطولوني وأخرجوا أميرهم مُحمَّد بن فروخ. ويبدو أنَّ الثورة كانت أشدَّ خطرًا، بِدليل اهتمام أحمد بن طولون بِإخمادها وتسخيره الجيش والأُسطول في القضاء عليها، فأرسل إليهم ثلاثة جُيوش بريَّة تُساندهم حملة بحريَّة وأمر القادة بالرفق بِأهل برقة واستعمال اللين، فإن انقادوا وإلَّا السيف. ففعل القادة ما أمرهم به أميرهم، وطمع أهلُ برقة، ففتحوا الباب الذي عليه أحد الجُيوش بِقيادة أبي الأسود الغطريف ليلًا وأوقعوا بِعسكره وقتلوا منهم، كان الغطريف من بينهم، فلمَّا عرف ابن طولون بذلك كتب إلى سائر القادة يأمرهم بِقتال أهل المدينة، فنصبوا عليهم المجانيق وجدّوا في قتالهم، فاضطروا إلى طلب الأمان، وفتحوا الباب للجيش الطولوني، فدخل إلى المدينة، وقُبض على جماعة من رؤساء الفتنة وحُملوا إلى الفسطاط، بينما أُعدم بعضهم صلبًا.

### التمدُّد الطولوني باتجاه الشَّام
يعود اهتمام أحمد بن طولون بالشَّام إلى مرحلة الشباب، وتحديدًا إلى الأيَّام التي قضاها في ثغر طرسوس، حيثُ أدرك أهميَّة ثُغورها في الدفاع عن الداخل الإسلامي ضدَّ الأطماع البيزنطيَّة. وأتاحت لهُ ثورة عيسى بن الشيخ في فلسطين والأُردُن الفُرصة كي يتدخَّل في الشُؤون الشَّاميَّة من واقع تكليف الخليفة أبو العبَّاس أحمد المُعتمد على الله له إخماد ثورته. وإذا كانت جُهوده لم تُثمر إلَّا أنَّ هذه الحركة لفتت نظره إلى أهميَّة الشَّام ومدى تأثيرها السياسي والعسكري على مشروعاته في مصر، كما دفعته إلى تكوين جيشٍ خاصِ به لاستخدامه في التوسُّع. ورأى ابن طولون أنَّ عليه أن يتوسَّع باتجاه الشرق في الشَّام والوُصول إلى حُدود العراق والأناضول لِضروراتٍ عسكريَّةٍ وسياسيَّة، أهمُّها ضمان تدخُّله في شؤون الخِلافة والدفاع عن أمنه في مصر، فالشَّام هي مفتاح مصر، وأيُّ غازٍ سواء أكان بيزنطيُّا أو عبَّاسيًّا أو شاميًّا حتَّى، لا بُدَّ له وأن ينطلق من هذه البلاد نحو مصر. كما دفعهُ عامل الجهاد الديني إلى ضمِّ هذا الإقليم تمهيدًا للسيطرة على ثُغوره والدفاع عن بلاد المُسلمين أمام توثُّب البيزنطيين، لا سيَّما وأنَّ الروم أخذوا يضغطون بشكلٍ مُتواصلٍ على مناطق الثُغور الإسلاميَّة وبِخاصَّةً بعد خِلافة المُتوكِّل، وعجز الخِلافة العبَّاسيَّة عن التصدي لِلهجمات البيزنطيَّة. هذا بالإضافة إلى أهميَّة الشَّام الاقتصاديَّة بالنسبة لِمصر وحاجتها لِمواردها الأوليَّة كالأخشاب لِصناعة السُفن، بالإضافة لِلموارد الأُخرى التي يحتاجها ابن طولون في مشروعه التوسُعي.

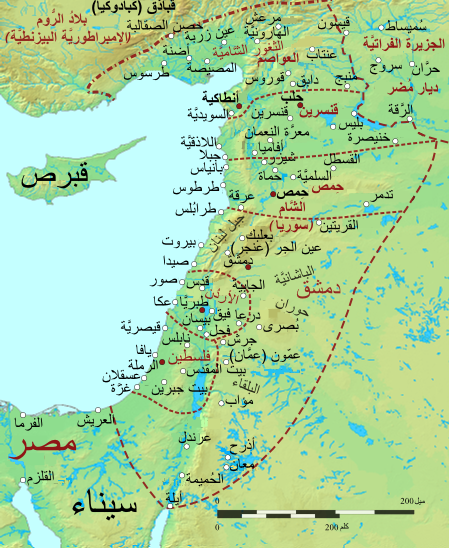
الأجناد والثُغور الشَّاميَّة قُبيل ضمِّها إلى الدولة الطولونيَّة.

وفي تلك الفترة كانت الثُغور الشَّاميَّة مُضطربة إمَّا بِفعل النزاعات بين الوُلاة الذين كانت تُعينهم الخِلافة أو بسبب مقتل هؤلاء قبل وصولهم إليها لِتسلُّمها، بالإضافة إلى أنهم لم يُقيموا فيها وأنابوا عنهم من يتولَّى إدارتها ويُجبي خِراجها ويغزو بِأهلها، وكان من بين هؤلاء الوُلاة أحمد بن طولون نفسه الذي أناب عنهُ من يُحصِّل خِراجها ما أثار الأمير أبي أحمد المُوفَّق طلحة أخي الخليفة المُعتمد، فتشاور مع الأخير واتفقا على عزل ابن طولون وتعيين مُحمَّد بن هٰرون التغلبي، وكان يتولَّى الموصل، غير أنَّهُ قُتل في الطريق على شاطئ دجلة سنة 260هـ المُوافقة لِسنة 874م. فاختار الخليفة مُحمَّد بن علي بن يحيى بدلًا منه وقلَّدهُ الثُغور، لكنَّ هذا قُتل أيضًا بعدما ألَّب سيما الطويل التُركي المُتسلِّط على الثُغور أنصاره فيها ودعاهم إلى الثورة على الوالي الجديد، فتمَّ تعيين أرخور بن أولغ طرخان التُركي بدلًا منه، لكنَّ هذا تشاغل بِملذَّاته، وكان غرًّا جاهلًا، أساء السيرة واستولى على كُلِّ ما لاح له، وأخَّر الميرة والأرزاق عن سُكَّان حصن لؤلؤة، ففقدوا بذلك القُدرة على الصُمود في وجه هجمات البيزنطيين، فسقط الحصن بِأيديهم. فاستاء الخليفة من ذلك ورأى من الأفضل إعادة تسليم المنطقة إلى أحمد بن طولون، فارتدَّت إليه ولاية الثُغور مرَّة أُخرى. وقد أسفر هذا عن نتائج بالغة الأهميَّة إذ وضَّح للسُكَّان أنَّ الثُغور لن يحميها بشكلٍ فعَّال إلَّا أحمد بن طولون، وأنَّ جهاد البيزنطيين لن يتحقق إلَّا تحت رايته. وما حدث آنذاك من وفاة أماجور والي الشَّام، وتعيين القادة التُرك ابنه عليّ واليًا على هذا البلد مكان والده وكان صبيًّا، بالإضافة إلى ازدياد وضع المُوفَّق حرجًا بِفعل وُقوعه تحت ضغط ثورة الزُنج التي أنهكت قُواه؛ أُتيح لِابن طولون استغلال الأوضاع المُؤاتية لِيثب على الشَّام ويضُمَّها إلى مصر، فلم يعترف بِولاية علي بن أماجور، وأرسل إليه كتابًا يُعزِّيه بأبيه ويُخبره بأنَّ الخليفة قد قلَّدهُ الشَّام كُلَّها مُضافًا إلى الثُغور الشَّاميَّة، وأنَّهُ قادمٌ لِيُعلن الجهاد ضدَّ البيزنطيين، ويطلب منه أن يُقدِّم للجيش الطولوني ما يحتاج إليه من الميرة والعلف والتسهيلات الأُخرى. ولم يكن أمام علي بن أماجور الضعيف إلَّا أن يستجيب لِطلبه فأعلن الولاء والطَّاعة له ودعا لهُ على المنابر.
خرج أحمد بن طولون من القطائع في شهر شوَّال سنة 264هـ المُوافق فيه شهر حُزيران (يونيو) سنة 878م وسار إلى الرملة حيثُ وافاه عاملها مُحمَّد بن رافع، فقدَّم لهُ الميرة والعلف وفُروض الولاء والطاعة وخطب لهُ على المنابر، فأبقاهُ ابن طولون في عمله. وأعلن والي مصر أثناء تقدُّمه في فلسطين، أنَّهُ قدم للجهاد، فجاءته العساكر والمُطوَّعة، فضمَّها إلى جيشه وتقدَّم نحو دمشق، فخرج علي بن أماجور وأركان دولته لاستقباله والوفاء بِحقِّه في الرئاسة، وانضمُّوا إليه وأعدَّوا له الميرة والعلف. ومكث أحمد بن طولون أيَّامًا عدَّة في دمشق نظَّم خلالها أوضاعها الإداريَّة والعسكريَّة ودُعي لهُ على منابرها، وضمَّ جُندها وقادتهم إلى جيشه، ثُمَّ تابع تقدُّمه نحو حِمص وعزل واليها عيسى الكرخي بِفعل سوء سيرته وشكوى الحمصيين من ظُلمه حرصًا منهُ على كسب وِدَّهم. ثُمَّ تقدَّم بعد ذلك إلى حماة فملكها وسار إلى حلب ودخلها، ثُمَّ تقدَّم إلى منطقة الثُغور حيثُ فتح قنسرين والعواصم، وضرب الحصار على أنطاكية بعد أن رفض واليها سيما الطويل الدُخول في طاعته، فاقتحمها بالاتفاق مع سُكَّانها وقاتل حاميتها حتَّى استسلمت له، وقُتل واليها على أيدي الأهالي الحاقدين عليه لِشدَّة ظُلمه وسوء تدبيره. كان من الطبيعي بعد سُقوط أنطاكية أن يتوجَّه أحمد بن طولون إلى بقيَّة الثُغور الشَّاميَّة، فدخل المصيصة وأضنة وانتهى به المطاف في طرسوس المدينة المُحبَّبة إلى قلبه، فامتنع واليها عن استقباله والترحيب به وأغلق الأبواب في وجهه، وفي روايةٍ أُخرى أنَّ ابن طولون دخل المدينة في جمعٍ عظيمٍ دون أن يُعارضه أحد. كان باستطاعة أحمد بن طولون أن يمضي في تحقيق غايته الجهاديَّة إلى أبعد مدى، كما كان بإمكانه دُخول بغداد نفسها، غير أنَّ التطوُّرات السياسيَّة في مصر وخُروج ابنه العبَّاس عليه، والأخبار المُزعجة التي وصلت إليه اضطرَّتهُ إلى طي فكرة الجهاد مُؤقتًا والعودة إلى القطائع لِيقضي على الثورة، إلَّا أنه كان عليه أن يُؤمِّن أطراف إمارته في شمال شرقي الشَّام حيثُ بعض المُتسلطين الذين رأى فيهم خطرًا يُهددُ بلاده ومُكتسباته، لِذلك قرَّر ضرب هذه القوى، فأرسل جيشًا إلى الرقَّة وجيشًا آخر إلى حرَّان، فضمَّهُما إلى الأملاك الطولونيَّة. ودخلت مُدن ساحل الشَّام تحت حُكم ابن طولون وأهمُّها طرابُلس وعكَّا ويافا وذلك بالتزامن مع دُخوله إلى دمشق. وهكذا دخلت الشَّام في مرحلةٍ جديدةٍ في تاريخ علاقتها مع مصر، إذ أضحتا تابعتين لِقيادةٍ واحدة تقومُ في وقتٍ واحدٍ بِتحريك الجُيوش والأساطيل وقيادتها وتنسيق الأعمال فيما بينها. وبدأ الأُسطول الطولوني نشاطه انطلاقًا من قواعده في الشَّام، فهاجم جُزر بحر إيجة ومُدن اليونان، كما كلَّفت الخِلافة أحمد بن طولون، على الرُغم من العداء المُستحكم بينهما، بِمُهمَّة الدفاع عن حُدودها البريَّة المُحاذية لِبلاد الروم وبِخاصَّةً على جبهة الفُرات في شمالي العراق التي هدَّدت بغداد نفسها.

### الاضطرابات في الشَّام ضدَّ الحُكم الطولوني
كان أحمد بن طولون قد عيَّن حاجبه لؤلؤ الذي اشترك معهُ في السيطرة على الشَّام حاكمًا عامًّا عليها قبل أن يُقفل ويعود إلى مصر، فاتسع بذلك سُلطانُ هذا الحاجب وخُطب لهُ على المنابر بعد الخليفة وابن طولون، وكُتب اسمهُ على السكَّة. وبعد سنة 268هـ المُوافقة لِسنتيّ 881-882م توضَّحت بوادر الشقاق بين أحمد بن طولون وغُلامه لؤلؤ بِدافع عاملين: الأوَّل مالي، فقد شدَّد ابن طولون على غُلامه في جباية الضرائب، وكان عامل الخِراج تابعًا مُباشرةً لابن طولون ويأتمر بِأمره ما كبَّل يديّ لؤلؤ، فأبدى سخطه واستولى على قسمٍ من الخراج. أمَّا العاملُ الثاني فسياسي ويتعلَّق بِتعيين أحمد بن طولون صهره مُحمَّد بن فتح بن خاقان واليًا على ديار مضر من دون أن يستشير لؤلؤ. وعلمت الخِلافة بما حصل، فاستغلَّ مُحمَّد بن سُليمان الكاتب هذا الخِلاف لِضرب ابن طولون، فحثَّ لؤلؤ على الانضمام إلى أبي أحمد المُوفَّق طلحة وإرسال الخِراج إليه. وفشلت مساعي ابن طولون في إعادة غُلامه إلى الطاعة. واستولى لؤلؤ على مليون دينار، ثُمَّ انحاز إلى المُوفَّق وانضمَّ إليه. وهاجم لؤلؤ أثناء ذهابه إلى العراق، بالس ونهبها، واستولى على قرقيساء. نتيجةً لِهذا التطوُّر السياسي، اضطرَّ أحمد بن طولون لِلخُروج إلى الشَّام لِوضع حد لِحركة غُلامه لؤلؤ، وكان يأمل أن يلحق به قبل أن يدخل إلى العراق، لِأنَّ من شأن ذلك أن يُهدِّد كيان دولته، لِذلك جدَّ في السير حتَّى لا تفوته هذه الفُرصة وبِخاصَّةً أنَّ المُوفَّق كان على وشك القضاء على ثورة الزُنج وأضحى بِوسعه استعمال ورقة لؤلؤ لِلضغط عليه، ولمَّا وصل إلى دمشق كان لؤلؤ قد فرَّ إلى العراق وانضمَّ إلى المُوفَّق.
استغلَّ أحمد بن طولون وُجوده في دمشق لِيُعيد سيطرتهُ على مناطق الثُغور، والمعروف أنَّ «يازمان» خادم الفتح بن خاقان قد استبدَّ بها بِتحريضٍ من المُوفَّق وأعلن التمرُّد على الطولونيين، وراح يستقطب الأنصار ويُضيِّق على السُكَّان، فخشي ابن طولون سوء العاقبة وطمع البيزنطيين، فرأى أن يلجأ إلى السياسة لِإقناع يازمان بالعودة إلى طاعته، وكلَّف في الوقت نفسه نائبه خلف الفرغاني وأقرَّهُ القيام بِغزو البيزنطيين في خُطوةٍ لاستقطاب السُكَّان. رفض يازمان دعوة أحمد بن طولون، فكلَّف هذا خلف الفرغاني القبض عليه، غير أنَّ أنصاره في طرسوس طردوا الفرغاني وولُّوا عليهم يازمان وتركوا الدُعاء لابن طولون على المنابر ولعنوه، وعندما علم بذلك خرج بِنفسه لِتأديب الثائر، ولمَّا وصل إلى المصيصة أرسل وجوه من معه إلى يازمان يدعوهُ مُجددًا إلى الطاعة، في خُطوةٍ سياسيَّةٍ أخيرةٍ مُقابل منحه الأمان، ولكنَّ يازمان رفض الدعوة أيضًا وأصرَّ على المُقاومة، وتحصَّن في أضنة، فحاصرهُ ابن طولون وقد عسكر في مرج المدينة في شهر جمادى الآخرة سنة 270هـ المُوافق فيه شهر كانون الأوَّل (ديسمبر) 883م، فعمد يازمان إلى تفجير مياه نهر البردان، وكان الفصلُ شتاءً والبردُ شديدًا والأمطارُ غزيرةً والثُلوج كثيفة، فكاد الجيشُ أن يغرق بعد أن غرق المرج، واضطرَّ ابن طولون أن يرحل عن المدينة في جُنح الليل من دون أن يُحقق نجاحًا، فأقام أيَّامًا في المصيصة قبل أن يعود إلى دمشق ثُمَّ إلى مصر. وهكذا فشل أحمد بن طولون في المُحافظة على مُكتسباته كاملةً في الشَّام.

### اعتلاء خُمارويه السُلطة

خريطة تُظهرُ موقع معركة الطواحين بين الطولونيين والعبَّاسيين، على مقرُبة من الرملة بِفلسطين.

اتجه أحمد بن طولون في أواخر أيَّامه إلى تحسين الأجواء بينهُ وبين المُوفَّق، فأبدى الأخير استعداده نظرًا لِأنَّ الخلاف لم يصب في المصلحة العامَّة للمُسلمين، وأدّى إلى إضعاف مصر والعراق على حدٍ سواء، واشترط أحمد بن طولون أن يكون تكريم الخليفة العبَّاسي ورد اعتباره إليه بندًا أساسيًّا في الصُلح، فقبل المُوفَّق وبادر بِتكريم الخليفة وردَّ إليه اعتباره وأطلقهُ من محبسه. وكانت الخُطوة التالية اعتراف الخِلافة بِشرعيَّة حُكم في مصر والشَّام، وقد أبدت استعدادها لِتنفيذ ذلك لولا أنَّ المنيَّة وافت ابن طولون يوم الأحد في 10 ذي القعدة 270هـ المُوافق فيه 10 أيَّار (مايو) 884م، فاجتمع قادة الجُند واختاروا أبا الجيش خُمارويه بن أحمد بن طولون خلفًا لِوالده تنفيذًا لِوصيَّة الأخير، وإرضاءً للجُند الذين فضَّلوه والتفّوا من حوله للمُحافظة على تُراث الإمارة ومكاسبها، وكان عُمره عشرين سنة. والواقع أنَّ أحمد بن طولون ترك وصيَّةً لابنه ضمَّنها خُلاصة تجاربه السياسيَّة، وحدَّد لهُ فيها الخُطوط العامَّة للسياسة التي يجب أن يتبعها، فأشار عليه بالمُحافظة على بيعة الخليفة كونها أمانة في عُنق كُل أمير وهي ما يُضفي على دولته مُقوِّماتها الشرعيَّة، ونصحهُ بالحفاظ على الجيش وإبقائه مُوحدًا وخاضعًا له ومُواليًا لِدولته، وضمان ولاء عبيده ومواليه والاستمرار بالتسلُّح والاستعداد العسكري الدائم والقضاء على المُؤامرات المُنبعثة من العراق، وكسب ود أهل البلاد والفوز بِرضاهم وتعاونهم، والاعتدال في النفقات وعدم الإسراف في المال. ولم يُخالف خُمارويه وصيَّة والده التي عدَّها ميثاقًا لِسياسته في مصر والشَّام وفي علاقاته مع الخِلافة العبَّاسيَّة في بغداد، باستثناء الناحية الاقتصاديَّة حيثُ مال إلى البذخ والإسراف في الترف.
واجه خُماروية في بداية حياته السياسيَّة مُشكلة رفض أخيه العبَّاس مُبايعته والاعتراف بِحُكمه، بعد أن كان والده قد قمع ثورته التي قام بها سابقًا أثناء تغيُّبه في الشَّام، واستنادًا إلى وصيَّة أحمد بن طولون لابنه هذا كان عليه أن يتولَّى حُكم الشَّام ومنطقة الثُغور ويعترف بِحُكم خُمارويه ويخضع لهُ ويُذعن بالطاعة، إلَّا أنَّهُ لم يفعل، إذ لم يشأ أن يتنازل عن حقه في خِلافة والده بِوصفه الابن الأكبر، وكان يتوهَّم أنَّ خُمارويه لا يقوى قلبهُ على مُناهضته. واستدعاه رجال الدولة وخواص الأولياء والغلمان، ثُمَّ أحضروا المُصحف لِأخذ البيعة منه، لكنَّهُ تردد، وكشف عن نيَّته في العصيان، ما أثار الريبة في نُفوس قادة الجُند الذين كانوا يكرهونه لِتعاليه وجفوته، فكان رفضه البيعة لِأخيه أو تباطؤه فيها بِمثابة النهاية المحتومة، فقد قُتل بعد ذلك بِأيَّام.

خريطة تُظهر جميع مُمتلكات الدولة الطولونيَّة في مصر والشَّام سنة 893م عندما اعترف الخليفة العبَّاسي المُعتضد بحق خُمارويه في حُكم البلاد المُمتدَّة من شاطئ الفُرات إلى برقة، فبقيت في حوزته طيلة 30 سنة.

وبعد أن اجتاز خُمارويه بِنجاح مُشكلة رفض أخيه العبَّاس الاعتراف بِحُكمه، وحقَّق وحدة القيادة السياسيَّة والعسكريَّة، ووحَّد الأُسرة الطولونيَّة، انصرف إلى الاعتناء بِتنمية القُوَّة العسكريَّة، فأسس جيشًا قويًّا اعتنى بِتدريبه وتسليحه وزيادة عدد أفراده، ثُمَّ سارع إلى تنظيم أُمور الشَّام بِسبب أهميَّتها في دعم سُلطته في مصر، لا سيَّما وأنَّ المُوفَّق كان قد انتهى من أمر الزُنج بالبصرة واستقام لهُ الأمر، فتفرَّغ لِمصر لِيأخذ بِثأره القديم، مُستغلًّا وفاة أحمد بن طولون وحداثة خُمارويه في السن. أسند خُمارويه قيادة أهم المُدن والمناطق الشاميَّة لِأفضل قادته، وكتب بعدها إلى الخِلافة العبَّاسيَّة يطلب إقراره على ما بيده من المناطق مُقابل الدُعاء لِلخليفة والطَّاعة التَّامة له، غير أنَّ المُوفَّق رفض طلبه، ما أغضب خُمارويه، فأظهر استياءه، الأمر الذي عُدَّ نذيرًا باستمرار النزاع واستئناف العمليَّات العسكريَّة. جمع المُوفَّق بين القُوَّة والدهاء في الحرب مع خُمارويه، فاستغلَّ إسحٰق بن كنداج، أميرُ الموصل والجزيرة الفُراتيَّة، الذي كان يرى أنَّهُ أحق بِولاية الشَّام ومصر، وامتدَّت يداه إلى الداخل الطولوني لِبذر بُذور الشقاق والفرقة واستغلال ما ينتج من عداوات، فاستقطب أحمد بن مُحمَّد الواسطي الذي كان قد أقسم على أن يهدم كُلَّ ما بناه خُمارويه وأحمد بن طولون، بعد أن قام خُمارويه بتقديم محبوب بن جابر على الواسطي، الذي كان الأخير يعتبرهُ من أتباعه ودونه في المنزلة، بالإضافة لِتخوُّفه من غدر خُمارويه نظرًا لأنَّه هو (أي الواسطي) كان من أشار عليه بقتل أخيه العبَّاس، فخشي أن ينتقم منه. ولمَّا أرسلهُ خُمارويه على رأس جيشٍ إلى العراق لِحرب العبَّاسيين، اتصل به المُوفَّق وألَّبهُ على سيِّده. تصدَّى خُمارويه لِلمُحاولات العبَّاسيَّة القاضية بِإقصائه عن الشَّام وانتزاع مصر منه، فأسرع في تجهيز الحملات العسكريَّة البريَّة والبحريَّة لِإبعاد الحلف المُناهض للطُولونيين عن هذه البلاد، وانتزاع الاعتراف بِشرعيَّته من العبَّاسيين بِقُوَّة السلاح. تقدَّمت الجُيوش الطولونيَّة إلى الشَّام، وما أن وصلت إلى فلسطين حتَّى ظهرت المُؤامرة، فقد انضمَّ الواسطي إلى الجُيوش العبَّاسيَّة مُعلنًا صراحةً خيانة سيِّده. وأسرعت القُوَّات العبَّاسيَّة بِدحر الجيش الطولوني، وسيطرت على الرقَّة وقنسرين والعواصم، كما هزمت جيشًا ضخمًا يقوده خُمارويه نفسه عند الطواحين على نهر أبي فطرس في جنوبي فلسطين قُرب الرَّملة. وانهمك أفراد الجيش العبَّاسي في جمع الغنائم والأسلاب، ففاجأهم الطولونيون وهُم على هذه الحال، فقلبوا الهزيمة إلى نصر. وخشي العبَّاسيّون من عودة خُمارويه، فتوجَّهت قُوَّاتهم الباقية إلى دمشق للاحتماء بها، فأغلق سُكَّانها الأبواب في وُجوههم ومنعوهم من دُخولها، وكان لِموقفهم هذا، المُساند للطولونيين، تأثيرٌ واضح في مجرى الأحداث السياسيَّة من واقع إعادة توحيد البلدين تحت الحُكم الطولوني، وانسجامًا مع شُعورهم ضدَّ العبَّاسيين. وتمكَّن الطولونيّون بِقيادة سعد الأيسر من استعادة زمام المُبادرة واستعاددة مُعظم مُدن الشَّام، فدخل سعد الأيسر دمشق وخطب فيها لخُمارويه، وأرسل إليه يُبشِّره بالفتح، فسُرَّ هذا وخجُل للهزيمة التي أُلحقت به، فأكثر من الصدقات، وأطلق سراح الأسرى. ولَّى خُمارويه قائد جيشه سعد الأيسر على الشَّام، فعمل هذا على نشر الأمن وتحقيق الاستقرار، وتصدَّى لِهجمات الأعراب على قوافل الحُجَّاج، فأمَّن بِذلك طريق الحج. وظلَّ خُمارويه مُدَّة سنة تقريبًا لا يتدخَّل مُباشرةً في شُؤون الشَّام، ما أعطى الفُرصة لِسعد الأيسر كي يعمل لِمصلحته مُتجاوزًا المصلحة العامَّة العُليا، ويبدو أنَّهُ تطلَّع نحو الاستقلال عن مصر، فاستخفَّ بِسيِّده واتهمهُ بالتخاذل والجُبن والانهماك باللهو، وكانت أخباره تصل إلى مصر، فتخوَّف منهُ خُمارويه وقرَّر القضاء عليه، فدبَّر لهُ مكيدة في الرَّملة وقتله. غضب سُكَّانُ دمشق لِمقتل أميرهم، فثاروا ضدَّ خُمارويه ولعنوه في الجامع الأُموي، فما كان منه إلَّا أن توجَّه إلى المدينة ودخلها، ولم ينتقم من أهلها، بل استقطبهم عن طريق الإغراء بالمال والعطايا، فاستردَّ سُلتطهُ ليس على دمشق فحسب، بل على البلاد كافَّة.
وأرسل خُمارويه الحملات العسكريَّة لِمُحاربة أعدائه في ديارهم مُتبنيًا سياسة الهُجوم، فبدأ بابن كنداج الذي كان أُلعوبة بيد المُوفَّق، وانحاز إليه في هذا الصراع مُحمَّد بن أبي السَّاج حاكم الأنبار بِفعل أنَّ مصلحته الآن تقضي بِذلك، ودعا لهُ على منابر أعماله. واصطدم الحليفان بِقُوَّات إسحٰق بن كنداج على مقرُبةٍ من الرقَّة في منطقة البليخ وانتصرا عليها. وفرَّ ابن كنداج إلى ماردين وتحصَّن بها. وطاردت القُوَّات الطولونيَّة جُنودهُ المُنهزمين حتَّى وصلت إلى سامرَّاء. وسيطر خُمارويه على منطقتيّ الجزيرة الفُراتيَّة والموصل وعيَّن ابن أبي السَّاج عاملًا عليهما نيابةً عنه، واضطرَّ ابن كنداج إلى الدُخول في طاعته ورضي بأن يكون أحد عُمَّاله، ودعا لهُ في أعماله التي بِيده. وما أن عاد خُمارويه إلى مصر حتَّى خرج عليه ابن أبي السَّاج بِتحريضٍ من المُوفَّق، وانقضَّ على أملاك الطولونيين في منطقة الجزيرة الفُراتيَّة، فاضطرَّ خُمارويه إلى الخُروج مرَّة أُخرى إلى الشَّام على رأس جيشٍ كبير، والتقى بالقُوَّات العبَّاسيَّة التي كان يقودها ابن أبي السَّاج في ثنية العُقاب بالقُرب من دمشق وانتصر عليها، وطارد ابن أبي السَّاج حتَّى الموصل، ثُمَّ تبعهُ حتَّى تكريت وانتصر عليه. وعلى هذا الشكل قضى خُمارويه على أعدائه الذين اجتموا ضدَّه، وأقرَّ الأمن على حُدوده الشرقيَّة، وامتدَّ نُفوذهُ من برقة إلى الفُرات ومن الأناضول إلى النوبة، وأضافت الخِلافة أرمينية إلى أملاكه نظير ما بذلهُ من جُهودٍ في منطقة الجزيرة الفُراتيَّة، واعترف الخليفة بسُلطانه على تلك البلاد وأقرَّهُ عليها، فاستقرَّ لهُ ولِأولاده من بعده حُكم مصر والشَّام الوراثي مُدَّة ثلاثين سنة، كما اعترف «يازمان»، المُستبد بالثُغور، بِحُكمه ودعا لهُ على منابر الثُغور. وفي 18 رجب 279هـ المُوافق فيه 14 تشرين الأوَّل (أكتوبر) 892م توفي الخليفة العبَّاسي وبُويع أبو العبَّاس أحمد بن المُوفَّق بالخِلافة وتلقَّب بِلقب «المُعتضد بالله»، فجدد اعتراف الخِلافة بِولاية خُمارويه وولده طيلة ثلاثين سنة على المناطق التي سيطر عليها، وتمَّت مُصاهرة بين البيتين العبَّاسي والطولوني، إذ زوَّج خُمارويه ابنته قطر الندى للخليفة المُعتضد.

### تصدُّع الإمارة الطولونيَّة وزوالها
كان خُمارويه قد بنى قصرًا بِسفح جبل قاسيون المُشرف على دمشق أسفل دير مرَّان، يشربُ فيه الخمر، فقُتل في قصره هذا على أيدي خدمه بِسبب انحلاله، في 28 ذي القعدة 282هـ المُوافق فيه 18 كانون الثاني (يناير) 896م. وكان والي الشَّام الأمير طُغج بن جف في القصر في تلك الليلة، وعندما علم بِذلك طارد القتلة وكانوا نيفًا وعشرين خادمًا، فأدركهم وقبض عليهم وقتلهم، وحمل أبا الجيش في تابوتٍ من دمشق إلى مصر، وكان يوم دُخوله عظيمًا حيثُ استقبلهُ جواريه وجواري غلمانه ونساء قادته بالصياح وما تصنع النساء في المآتم، وخرج الغلمان وقد حُلُّوا أقبيتهم، وفيهم من سوَّد ثيابه وشقَّها، فكانت في البلد ضجَّة وصرخة حتَّى دُفن. جرى ذلك في الوقت الذي لم يكن يُقدَّر أنَّهُ سيُقتل في نشوة النصر وذروة الظفر، لِتتصدَّع الإمارة من بعده وتهوى. شكَّل مقتل خُمارويه المُفاجئ بداية نهاية الدولة الطولونيَّة، حيثُ بدا البيت الطولوني وكأنَّهُ فرغ من الرجال القادرين على مُواصلة مسيرة الدولة بِنجاح، وبدت النُظم التي وضعها المُؤسس، والتي صمدت طيلة ستة وعشرين سنة، كأنها بُنيت على الرمال، فسارت الإمارة في خُطىً سريعة نحو الضُعف والانحلال، وتهاوى مُلك بني طولون في نحو عشر سنوات. اختار بطانة خُمارويه ابنه أبو العساكر جيش لِيكون حاكمًا على مصر والشَّام مكانه، ولم يتجاوز الرابعة عشرة من عُمره، مُتجاوزةً أعمامه أبناء أحمد بن طولون البالغين والقادرين على ملء الفراغ، وذلك للحِفاظ على امتيازاتها، فبايعته وهو صبيٌّ لم يُؤدبه الزمان ولم تُحصِّنهُ التجارب والعرفان. ولم يكن جيش بالأمير القادر على تحمُّل المسؤوليَّة التي أوكلت إليه، فقد انصرف إلى اللهو والشراب، وأحاط نفسه بِطبقةٍ فاسدة من الزُنوج والروم، لا وزن لِأفرادها ولا قدر لهم، ولم يكن لهم عهدٌ بِتقاليد البلاد وآداب العامَّة، وقد دفعوه إلى الانغماس بالملاهي والتجرُّد من الأخلاق.
دفعت هذه التطوُّرات بعض القادة من المغاربة والبربر والخزر، الذين يميلون إلى أحمد بن طولون وأبنائه، إلى الطلب من جيش التنحي عن العرش وتولية أحد أعمامه، فرفض الطلب، وأقدم على قتل عمِّه أبي العشائر نصر، وهو من القادة الطولونيين الذين برزوا في معركة الطواحين، ورمى بِرأسه إلى الثائرين. واضطرَّ القادة التُرك الذين شاركوا الثائرين في توجُهاتهم إلى الفرار من مصر، فتوجَّهوا إلى الكوفة، حيثُ رحَّب بهم الخليفة المُعتضد وأرسل عددًا من القادة والأُمراء لاستقبالهم. كما استغلَّ والي الشَّام طغج بن جف زعزعة الوضع الداخلي في مصر، وخرج على الحُكم الطولوني، رافضًا أن يخضع لِأميرٍ صغيرٍ وحاشيته الفاسدة، فأسقط اسمه من الخِطبة واستقلَّ بِحُكم ما بيده من الأعمال. كان خُروج طغج بن جف على هذا النحو من النُذر الخطرة التي برزت في هذه المرحلة من حياة الطولونيين لأنَّهُ يُعرِّضُ حُدود الدولة الشرقيَّة لِلخطر، وممَّا زاد الأمرُ صُعوبة وخُطورة أنَّهُ كانت تحت إمرته قُوَّاتٌ طولونيَّة كبيرة، ويتحكَّم بِموارد الشَّام مع وفرتها وكثرتها، الأمر الذي كان لهُ أثرٌ كبيرٌ في زعزعة الحُكم الطولوني. ولم تكن منطقة الثُغور لِترضى أيضًا أن تُذعن لِحُكم أميرٍ طفل، فأعلن أحمد بن طغان، نائب الطولونيين في الثُغور، عدم رضاه عمَّا آلت إليه الأوضاع، فخرج عن طاعة الدولة المُتداعية والانصياع للأمير الصغير جيش، وقرَّر خلعه بعد مُدَّة وجيزة من توليته. واشتدَّت الفتنة في مصر ضدَّ حُكم جيش، وامتدَّت إلى حاشيته والمُحيطين به، فقام عددٌ من قادة الجُند والموالي بخلعه وسجنه يوم 10 جمادى الآخرة 283هـ المُوافق فيه 25 تمُّوز (يوليو) 896م، ونهبوا داره، ثُمَّ ما لبثوا أن قتلوه بعد عدَّة أيَّام.
اجتمعت القوى النافذة وقادة الجُند، يوم خلع جيش، وأسرعوا في تولية أبي موسى هٰرون بن خُمارويه، وكان صغيرًا لم يتجاوز الرابعة عشرة من عُمره، مُتظاهرين بالولاء للبيت الطولوني، لكنَّ الواقع أنهم خشوا أن يتولَّى الحُكم أحد الرجال الطولونيين الكبار فيقف ضدَّ تطلُّعاتهم ويُحاسبهم على أعمالهم، لِذلك اتفقت أهواؤهم على تنصيب من لا يقدر على التصدي لِعبثهم، ضاربين بذلك الإمارة من داخلها وساروا بها نحو الهاوية. شهد عهد هٰرون أحداثًا داخليَّة خطيرة دفعت الإمارة إلى نهايتها المحتومة. فقد رأى القيِّمون على تسيير الأُمور أنَّهُم أضعف من أن يُواجهوا الأُمور المُستجدَّة، وتراجعوا أمام التحديات والتصدّي لِلأخطار الكبيرة التي ظهرت على مسرح الأحداث السياسيَّة في الشَّام والثُغور، في الوقت الذي انهمك فيه هٰرون باللهو والسُكر، وأدركوا أنهم أضعف من أن يُخضعوا طغج بن جف، لِذلك استقطبوه بالسياسة، فأرسلوا إليه سفارة تُساومه في الاعتراف بِحُكم هٰرون مُقابل الاحتفاظ بِنُفوذه في الشَّام، فنجحت هذه في مُهمَّتها وسُويِّت الأُمور في الشَّام وتقررت جميع أعمالها، لكن على الرُغم من ذلك فإنَّ الأُمور في مصر ازدادت سوءًا، إذ تقاسمت الحاشية السُلطة والوظائف العامَّة مُشكلةً مراكز قوى داخل الدولة، وراحت تعمل لِمصلحتها، فاحتكرت السُلطة وتحكَّمت بِشُؤون الدولة، وأصبح لها الكلمة الأولى في تسيير الأُمور، وقد سيطر بضعة أفرادٍ منها على بضع طوائفٍ من الجُند، فأصبحوا لا يأتمرون إلَّا بِأمر من سيطر عليهم بحيثُ صاروا لهُ كالغلمان. واختصَّ كُلُّ واحدٍ من هؤلاء القادة بِسُلطاتٍ إداريَّةٍ واسعة. فقد تولَّى أبو جعفر بن أبَّى الوصاية على الأمير الصغير، وتصرَّف بدر الحمامي في شُؤون الشَّام يُصلح أمرها كيف يشاء. وعمدوا إلى التضييق على أنصار أحمد بن طولون، فنكَّلوا بهم وشتَّتوا شملهم. وعلى هذا الشكل تفتَّتت وحدة الدولة والجيش.
وشهد عهد هٰرون أيضًا أحداثًا خارجيَّة خطيرة أكملت حلقات التدهور، وأدَّت بالنهاية إلى سُقوط الإمارة الطولونيَّة. ففي سنة 284هـ المُوافقة لِسنة 897م، وبينما كان أحمد بن طغَّان نائب الطولونيين على الثُغور مُنهمكًا بِحرب البيزنطيين، أقدم راغب الخادم مولى المُوفَّق، الذي كان قد نزل طرسوس للجهاد، أقدم على إسقاط الدُعاء للطولونيين ودعا لِبدر مولى الخليفة المُعتضد. ورأى الخليفة العبَّاسي أنَّ الفُرصة مؤاتية للتدخّل في الشؤون الطولونيَّة والقضاء على استقلال هذه الإمارة وإعادة المناطق التي سيطرت عليها إلى حظيرة الدولة العبَّاسيَّة، خُصوصًا بعد أن غادر أحمد بن طغَّان طرسوس عائدًا إلى مصر وكلَّف نائبة دميانة القيام بِأمر المدينة، فدفع الخليفة راغبًا إلى الاصطدام بِدميانة وبالقائد العسكري يُوسُف بن الباغمردي الذي عُيِّن خلفًا له، وأسفر الصدام عن انتصار راغب، فاعتقل خصميه وحملهُما مُقيدين إلى بغداد، فانحسر بذلك النُفوذ الطولوني عن الثُغور وبِخاصَّةً في طرسوس، وأضحى وُجودهم في هذه المنطقة أمرًا لا قيمة له. وجاءت الضربة القاضية لِلنُفوذ الطولوني في الثُغور من الأهالي أنفُسهم، فقد قدمت وُفودٌ منهم على الخليفة تطلب منهُ العناية بِشؤونهم وضبط أُمور ثغرهم، وتعيين من يقودهم للجهاد ضدَّ البيزنطيين، وبِخاصَّة أنهم أضحوا بغير أمير، بعد أن طردوا الوالي الطولوني بِسبب سوء تصرُفاته. ويبدو أنَّ الخليفة ارتضى هذه التبعيَّة، فعيَّن ابن الأخشيد أميرًا على الثُغور. وتطلَّع الخليفة بعد ذلك إلى منطقة الجزيرة الفُراتيَّة وأعالي الفُرات من ديار ربيعة وديار مضر، لاقتطاعها من مُلك الطولونيين، واضطرَّ هؤلاء تحت ضغط الأحداث السياسيَّة والعسكريَّة المُتمثلة بِخُروج بعض مُدن الشَّام وثُغورها، بالإضافة إلى ما أصابهم من الوهن، إلى مُقايضة وُجودهم فيها مُقابل اعتراف الخِلافة بِحُقوقهم في مصر والشَّام، وذلك في سنة 285هـ المُوافقة لِسنة 898م. كما أبرم الخليفة مُعاهدةً مُذلَّة مع الطولونيين أجبرهم فيها على التنازل عن أعمال حلب وقنسرين والعواصم، وأن يدفعوا أربعمائة وخمسين ألف دينار سنويًّا إلى بيت المال في بغداد، مُتعمدًا إرهاقهم ماديًّا في سبيل خلق مُبررٍ لِتدخُله المُباشر، وأن يُوافقوا على تعيين مندوب يُمثِّل الخليفة في مصر لِيقوم بِالإشراف على أوضاعها.
ازداد الوضع الطولوني في الشَّام خُطورةً على أثر ظُهور قُوَّة جديدة قُدِّر لها أن تقضي على ما بقي للطولونيين من نُفوذٍ بِموجب الاتفاق الأخير مع العبَّاسيين، وهيبةً في النُفوس، وتُعلي كلمة الخِلافة وتُظهرها بِمظهر المُنقذ للعالم الإسلامي، وتُحلُّها من أيَّة وُعود أعطتها للطولونيين، وتمنحها سندًا شرعيًّا لِغزو مصر واستئصال بني طولون منها. هذه القُوَّة الجديدة هي قُوَّة القرامطة الذين اجتاحوا الشَّام ونشروا الفوضى والاضطراب في جميع أرجائها، ولم يُفلح الجيش الطولوني بالوُقوف في وجهها ورد خطرها، فضاعت هيبة الطولونيين في نُفوس الناس، وارتفعت صيحات النقمة والاحتجاج في أرجاء العالم الإسلامي في غربي آسيا، وتدفقت الرسائل من عُلماء وأعيان مصر والشَّام إلى دار الخِلافة لالتماس المُساعدة. كانت الخِلافة تنتظر الفُرصة المُؤاتبة لِلتدخُّل وإثبات وُجودها وتأكيد مكاسبها في الشَّام، وإظهار ضُعف الطولونيين، خاصَّةً بعد وفاة المُعتضد واعتلاء أبو أحمد علي المُكتفي بالله سُدَّة الخِلافة، فقرَّر التصدي للقرامطة وضربهم في الشَّام في خُطوةٍ أولى، ومن ثُمَّ القضاء على الطولونيين فيها وفي مصر في خُطوةٍ ثانية. سار الخليفة في جيشٍ عرمرميّ إلى الموصل ومنها راح يُرسل الجُيوش الواحد تلو الآخر إلى الشَّام للقضاء على القرامطة. توجَّه الجيش الأوَّل إلى حلب وتعداده عشرة آلاف مُقاتل، وعسكر أفراده في وادي بطنان القريب من المدينة، فباغتتهم القُوَّات القُرمُطيَّة وهزمتهم، وقتلت كثيرًا منهم، ونجا القائد أبو الأغر مع نفرٍ من جُنوده لا يتجاوزون الألف، ودخل بهم إلى حلب، فطاردتهم القُوَّات القُرمُطيَّة وحاصرت المدينة، غير أنَّهُ تمكَّن بِمُساعدة سُكَّانها من رفع الحصار بعد اصداماتٍ ضارية مع المُحاصرين، وقتل منهم أعدادًا كثيرة، ووصل الخليفة في غُضون ذلك إلى الرقَّة، وأرسل جيشًا كثيفًا لِمُطاردة القرامطة والقضاء عليهم، بِقيادة مُحمَّد بن سُليمان الكاتب، فالتقى بهم بالقُرب من حماة وهزمهم، واستأصل شأفتهم، ووضع حدًا لِخطرهم في الشَّام، وذلك في سنة 291هـ المُوافقة لِسنة 904م. كما قُبض على الزعيم القُرمُطي الحسن بن زكرويه مع ثلاثمائة ونيِّف من مُرافقيه، فأُرسلوا إلى الخليفة الذي أمر بِإعدامهم فورًا. وما كاد مُحمَّد بن سُليمان الكاتب يفرغ من الاحتفال بالنصر على القرامطة حتَّى تلقَّى أمرًا من الخليفة بأن يستعد لِحرب الطولونيين، فمضى لِتنفيذ هذه الرغبة، واستعان بالقادة أنفُسهم الذين شاركوه في حرب القرامطة ومُعظمهم ممن خدم في الجيش الطولوني وفرّوا في عهد أبو العساكر جيش، وهُم أعرف الناس بِمصر ومسالِكها، فأعدَّ جيشًا تعداده عشرة آلاف مُقاتل أغلبُهم من الخُراسانيَّة الأشدَّاء. ودعم الخليفة هذا الجيش البرّي بِحملةٍ بحريَّة، فأرسل قائد الأُسطول العبَّاسي في الشَّام ومصر كي يفرض حصارًا بحريًّا على الثُغور الطولونيَّة ويقطع الإمدادات عنهم.
تقدَّم مُحمَّد بن سُليمان الكاتب على رأس جيشه إلى دمشق ودخلها من دون مُقاومة، وانضمَّت إليه بقايا القُوَّات الطولونيَّة في الشَّام، ووُلاة الطولونيين الناقمون على هٰرون، ثُمَّ تابع تقدُّمه حتَّى دخل فلسطين، فقدَّم لهُ عاملها الطولوني وصيف بن سوار تكين الطاعة، وانضمَّ إلى قُوَّاته. حاول هٰرون التصدّي للجُيوش العبَّاسيَّة واستقطاب وُلاة الشَّام إلى صفِّه مُجددًا، غير أنَّهم لم يستجيبوا له، وخلال هذا الوقت كان الأُسطول العبَّاسي قد بلغ مدينة تنيس، حيثُ التقى بالأُسطول الطولوني وهزمهُ شرَّ هزيمة وسقطت المدينة بيده، ثُمَّ لحق به حتَّى دُمياط حيثُ هزمه للمرَّة الثانية واستولى على مراكبه وأُسر بحَّارته، ثُمَّ تقدَّم نحو الفسطاط فأحرق الجسر الشرقي الذي يصلها بالروضة، وخرَّب الجسر الغربي الذي يصلها بالجيزة، فقطع بِذلك الإمدادات عنها مُمهدًا الطريق للقُوَّات البريَّة لاقتحامها. وفي ظل هذه الظُروف الحرجة قُتل هٰرون وهو ثمل على يد عمَّاه شيبان وعُديّ ليلة الأحد في 19 صفر 292هـ المُوافق فيه 31 كانون الأوَّل (ديسمبر) 904م، وخلفهُ شيبان. وما كاد مُحمَّد بن سُليمان الكاتب يقف على تمزُّق الطولونيين وتفرُّق قُوَّاتهم على هذا الشكل، واطمأنَّ إلى ضُعف المُقاومة الطولونيَّة، حتَّى تقدَّم من فلسطين إلى مصر. وتقهقرت قُوَّات شيبان بن أحمد فدخلت العاصمة للدفاع عنها، فطاردتها القُوَّات العبَّاسيَّة حتَّى وصلت إلى الفسطاط والقطائع وضربت الحصار عليهما، كما تقدَّم الأُسطول العبَّاسي وحاصرهُما من النهر. وتعرَّضت المدينتان للضرب المُتواصل من البرِّ والنهر في ظلِّ مُقاومةٍ طولونيَّةٍ ضارية، ما دفع مُحمَّد بن سُليمان الكاتب إلى أن يعرض الاستسلام على شيبان مُقابل تأمينه وتأمين رجاله، وعندما علم هؤلاء بذلك تركوه وانضموا إلى الجيش العبَّاسي، فاضطرَّ شيبان عندئذٍ إلى طلب الأمان لهُ ولِأهله فمُنح أيَّاه، لكنَّ العساكر لم تعلم بِهذا الصُلح، لِذا حدث في اليوم التالي أن اشتبك الجيشان وانهزمت القُوَّات الطولونيَّة ودخل الجُنود العبَّاسيّون القطائع بِقيادة مُحمَّد بن سُليمان، الذي نقض الأمان الذي منحه لِشيبان، وعامل الأُسرة الطولونيَّة بِقسوة، فأخرجها من مصر وأرسل أفرادها، البالغ عددهم عشرين شخصًا، إلى بغداد مع قادتهم ومواليهم، ونقل معهم آثارهم وتُحفهم، واستصفى أموالهم. وهكذا سقطت الدولة الطولونيَّة وعادت مصر ولايةً عبَّاسيَّة كما كانت قبل سبعٍ وثلاثين سنة، وتولّاها مُحمَّد بن سُليمان الكاتب بناءً على أمر الخليفة.

## الثقافة والمظاهر الحضاريَّة

### الإنشاءات العُمرانيَّة

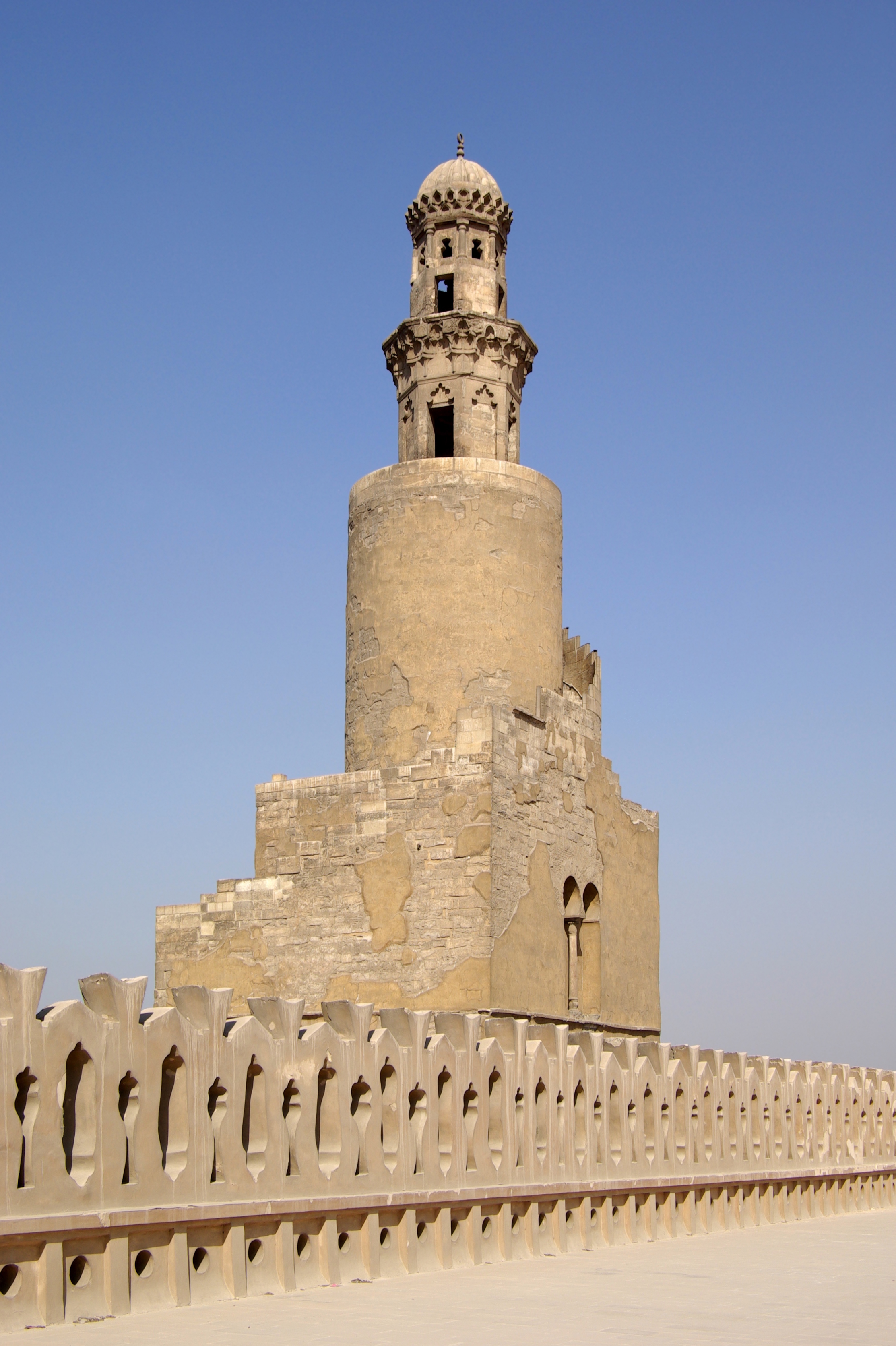
مئذنة مسجد ابن طولون، أضخم أثر معماري باقٍ من العصر الطولوني.

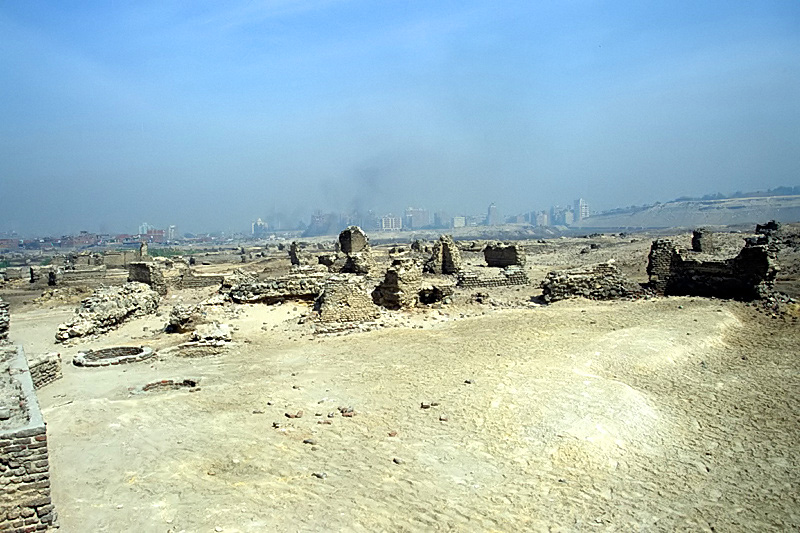
الفسطاط ومُحيطها.

بعد أن استقلَّ أحمد بن طولون بِمصر عن الدولة العبَّاسيَّة، حاول الارتقاء بالفسطاط لِيُضاهي بها مركز الخِلافة في بغداد وسامرَّاء. ولمَّا ضاقت به الدار التي يسكُنها بعد الاستكثار من العبيد والرجال؛ قرَّر أن يتوسَّع، فاختار مكانًا يقع إلى أقصى الشمال الشرقي من العسكر بين جبل يشكر وسفح المُقطَّم، قُرب دار الإمارة، وأسَّس ضاحيةً جديدةً تُسمَّى «القطائع» على مساحةٍ تُقدَّرُ بِميلٍ مُربَّع، وذلك في سنة 257هـ المُوافقة لِسنة 870م، فاختطَّ فيها قصرًا وأمر أصحابه وغلمانه وأتباعه أن يختطوا لِأنفُسهم حوله، فاختطوا وبنوا حتَّى اتصل البناء بِعمارة الفسطاط، ثُمَّ قُطِّعت القطائع وسُمِّيت كُل قطيعة باسم من سكنها. فكانت للنوب قطيعة مُفردة تُعرف بهم، وللروم قطيعة أُخرى، وللفرَّاشين قطيعة مُفردة، ولِغيرهم من كُلِّ صنفٍ من الغلمان قطيعة مُفردة تُعرف بهم. وبنى القادة مواضع مُتفرِّقة ومُتعددة، فعمرت القطائع عمارةً حسنة، وتفرَّقت فيها السكك والأزقَّة، وبُنيت فيها المساجد والكنائس، والطواحين، والحمَّامات، والأفران، والأسواق، فصارت مدينة كبيرة أعمر وأحسن من مُدن الشَّام. وكانت عمارة المباني سواء السكنيَّة أم الدينيَّة على النمط السَّامرَّائي الذي كان شائعًا في ذلك الزمان في دار الخِلافة. كما شُيِّد فيها بيمارستان كان المرضى يُعالجون فيه ويُوزَّع عليهم الدواء بالمجَّان. وبنى أحمد بن طولون قصرهُ الجديد، فأتقن بناءه، وجعل لهُ حديقة غنَّاء، وميدانًا فسيحًا لِعرض الجيش والضرب فيه بالصوالجة، فسُمي القصر كُلَّهُ «الميدان». وأنشأ هذا القصر الكبير على طراز قُصور خُلفاء بغداد، وأقام فيه المظلَّات، وكان لهُ أبوابٌ للدُخول والخُروج، ولِكُلِّ بابٍ اسم، وهي: باب الميدان، وباب الصوالجة، وباب الخاصَّة، وباب الجبل، وباب الحرم، وباب الدرمون، وباب دعناج، وباب السَّاج، وباب الصلاة الذي عُرف أيضًا بباب السِّباع. وكان الطريق الذي يخرج منه ابن طولون ويعرج منهُ إلى القصر واسعًا، فقطَّعهُ ابن طولون بِحائط وبنى فيه ثلاثة أبواب كبيرة. وكانت الدُروب مُتصلة كُلَّها، واحدٍ إلى جانب واحد. وكانت الأبواب المذكورة تُفتح في يوم العيد أو يوم عرض الجيش أو يوم صَدَقة، وباستثناء هذه الأيَّام لا تُفتح إلَّا بِترتيب في أوقاتٍ مُعيَّنة.

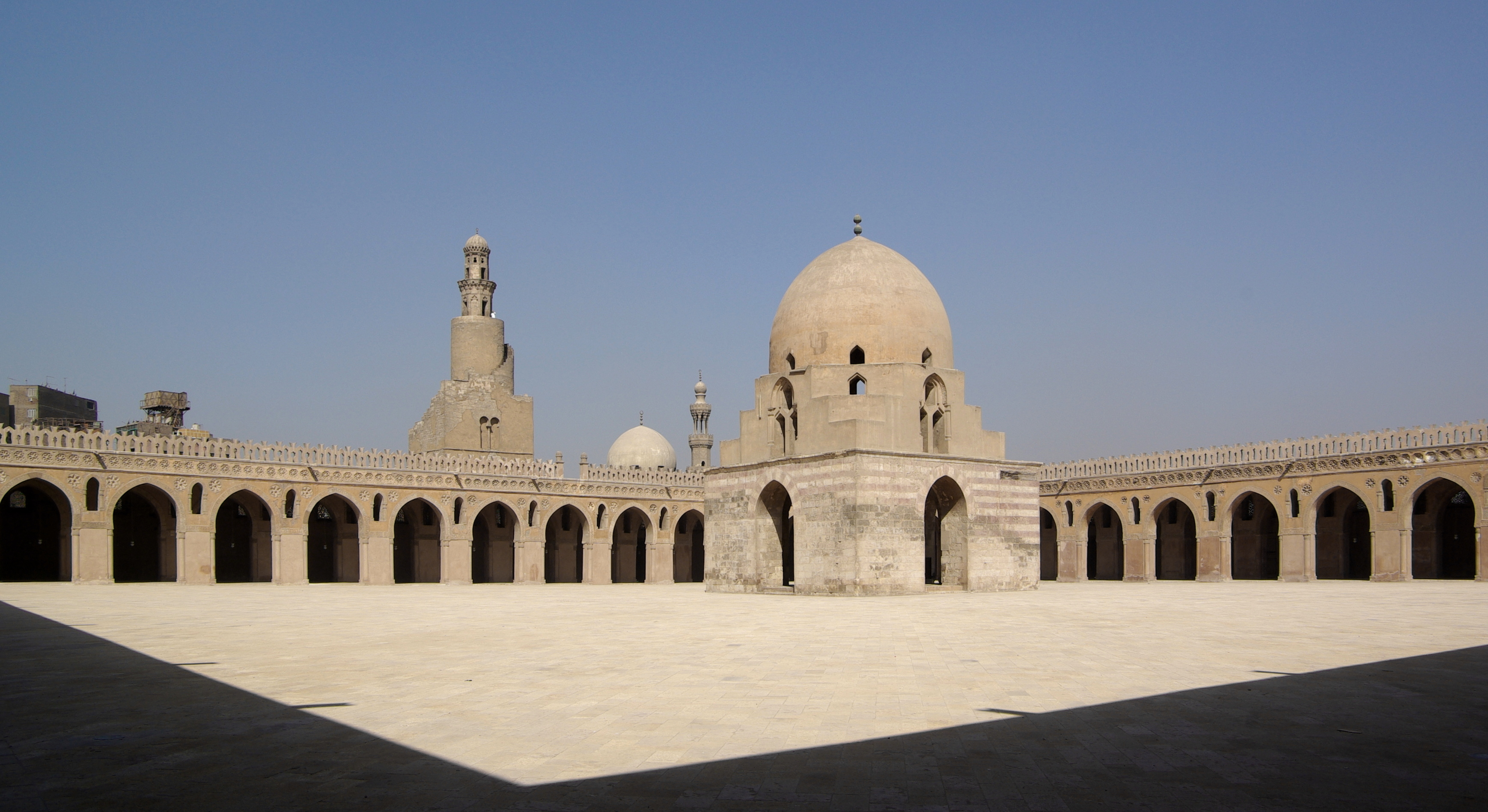
صحن جامع ابن طولون.

والأثرُ الباقي حتَّى اليوم من أعمال ابن طولون العُمرانيَّة هو مسجده المعروف بِجامع ابن طولون، وهو من أقدم المساجد الباقية بالقاهرة. وقد بُني هذا الجامع في جبل يشكر بعد أن ضاق المسجد القديم المُلاصق للشُرطة بالمُصلّين خُصوصًا في صلاة الجُمُعة، وكان ابن طولون قد وجد فوق الجبل مبلغًا من المال في المكان المعروف بِتنَّور فرعون، فاستثمرهُ في بناء الجامع والعين المعروفة بِعين أبيّ بن خُليد. وتولَّى رجلٌ مسيحيٌّ حاذق في الهندسة بناء الجامع والعين في سنة 263هـ المُوافقة لِسنة 877م، وبعد أن فرغ من بناءه في شهر رمضان سنة 265هـ المُوافق لِشهر آذار (مارس) سنة 879م، بيَّضهُ وخلَّقهُ وعلَّق فيه القناديل، وفرش فيه الحُصر العبدانيَّة والسَّامانيَّة، وحمل إليه صناديق المصاحف، ونقل إليه القُرَّاء والفُقهاء. وكان بناءه قياسًا واقتباسًا من بناء جامع سامرَّاء. وهذا الاهتمام بالعُمران لدى ابن طولون، تحوَّل عند ابنه خُمارويه إلى إسرافٍ وتبذير، فقد زاد في إنشاءات قصر أبيه، وحوَّل الميدان إلى بُستانٍ زرع فيه أنواع الرياحين وأصناف الشجر المُطعَّم العجيب، وأنواع الورد والزعفران والنيلوفر، وغرس أشجار النخيل والمشمش واللوز وهجَّن بعضها، وحفر السواقي لِسقايتها، وابتنى بُرجًا من خشب السَّاج سرَّح فيه الطُيور كالقماري والدباسي والنونيات. وأنشأ في داره مجلسًا بِرواقه سمَّاه «بيت الذهب»، طلى جُدرانه كُلَّها بالذهب المُجاول باللازورد المنقوش، وحُفرت صُوره وصُور نسائه على الخشب بالحجم الطبيعي. وبنى خُمارويه أيضًا في داره دورًا للسِّباع جعل فيها بُيوتًا بآزاج، كُلُّ بيتٍ يسع أسدًا ولبؤة، وخصَّص لِكُلِّ صنفٍ من الدواب اصطبلات. وكان لِتبذيره هذا أثرٌ في إضعاف الدولة لاحقًا. زالت جميع هذه الآثار المعماريَّة الطولونيَّة ولم يبقى منها سوى المسجد، فعندما دخل الجيش العبَّاسي القطائع قام بِإحراقها ونقل متاعها وأثاثها إلى عاصمة الخِلافة، في مُحاولةٍ لِإزالة آثار تلك الدولة التي استعصت على الخِلافة طيلة سنواتٍ طويلة.

### الاقتصاد
كان أحمد بن طولون بِحاجةٍ إلى المال لِتنفيذ مشروعاته في مصر والتمكين لِنفسه فيها، واضطرَّته هذه الحاجة إلى إجراء إصلاحات اقتصاديَّة للسيطرة على موارد البلاد وتنميتها من واقع ضبط الخِراج وتحسين الإنتاج. ففيما يتعلَّق بِضبط الخِراج، فالمعروف أنَّ أوضاع مصر الاقتصاديَّة كانت قبل قُدوم أحمد بن طولون إلى مصر في غاية السوء، وقد بدأت دلائل الاضطراب الاقتصادي مُنذُ عهد الخليفة أبي جعفر المنصور، عندما أمر بأن يُرسل الوُلاة إلى العاصمة قدرًا معلومًا من الخِراج، وأهمل في الوقت نفسه مُراقبتهم، فاندفع هؤلاء في فرض ضرائب جديدة على السُّكَّان واشتطّوا في جبايتها، ثُمَّ دخل الإقطاع التُركي في العصر العبَّاسي الثاني من خِلال اقتسام الولايات بين القادة التُرك، وقد حملوا معهم سياسة ضريبيَّة وزراعيَّة مُتعسِّفة بِهدف مُضاعفة الخِراج والحُصول على الأموال بِشتَّى الطُرق. وعندما آل الخِراج إلى ابن المُدبِّر زاد الضرائب أربعة أضعاف عمَّا كان عليه. ففرض ضريبة على الكلأ، وعلى المصايد، وعلى أشجار النخيل، والسنط، واللبخ، واحتكر مادَّة النطرون، فانهارت بذلك الحياة الاقتصاديَّة، وتدهور الإنتاج، وأضحت البلاد على شفا الإفلاس. وكان على أحمد بن طولون أن يُقوِّم الأوضاع الاقتصاديَّة حتَّى ينتشل البلاد من عثرتها ويبني اقتصادًا سليمًا. وكانت خُطوته الأولى في هذا السبيل السيطرة على الخِراج، فأقصى ابن المُدبِّر عنه وجعل ديوان الخِراج خاضعًا لهُ خُضوعًا مُباشرًا ومُطلقًا. وعيَّن مُوظفين في الإدارة الماليَّة يثق بهم ويُدينون له بالولاء والطَّاعة، وعزل من اشتهر بالفساد، وفرض رقابةً صارمة على مُوظفي هذا الديوان ووضع حدًا لِنهبهم وسلبهم بحيثُ لم يعد باستطاعتهم أن يفرضوا ما طاب لهم من ضرائب من دون رقيب، على نحو ما كانو يفعلون. وحظَّر الارتفاق على العُمَّال، وكان تدبيره هذا من أنجح الخُطوات التي اتخذها لِضبط أوضاع البلاد وكف أيدي العابثين عن التلاعب.

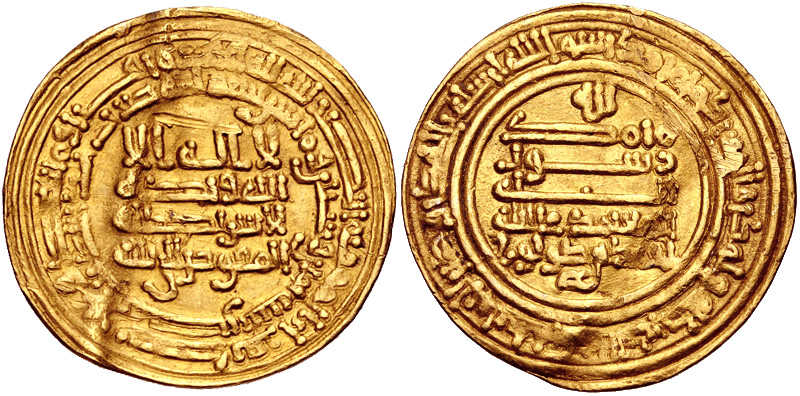
الدينار الطولوني الذهبي.

وعمد أحمد بن طولون إلى إصلاح العملة، فسكَّ الدينار الطولوني الجديد الذي امتاز بِثقل وزنه وخُلُوِّه من الغش، الأمر الذي أعاد الثقة الماليَّة والطمأنينة إلى السوق. وكان اعتماده على الخِراج بِوصفه المورد الضريبي الأوَّل، واعتقد َأنَّهُ لو أحسن توزيعه وضبطه وجبايته، لأضحى من أهم الموارد الماليَّة في البلاد، لِذلك لوحظ بأنَّهُ مُنذ أن بدأ رقابته على الماليَّة العامَّة رغب بنفسه عن أدناس المُعاون، وألغى الجبايات الظالمة القديمة التي لم تتجاوز حصيلتها مائة ألف دينار في السنة، كما ألغى ضريبة الكلأ والمصايد والأخشاب، وأباح للناس استخدام النطرون. فارتفع خِراج مصر نتيجة هذه الإصلاحات فبلغ رقمًا لم يبلغه من قبل، فقد أصبح نحوًا من أربعة ملايين وثلاثمائة ألف دينار. وفيما يتعلَّق بِتحسين الإنتاج، فقد عمل أحمد بن طولون على حماية الفلَّاحين والمُنتجين على حدٍ سواء، وبثَّ الطمأنينة والاستقرار في نُفوسهما من خِلال ما أجراه من إصلاحاتٍ إداريَّة قضت على الفتن الداخليَّة. وحمى الفلَّاح من جشع العُمَّال وطمعهم، ووفَّر له الأرض الزراعيَّة وحاجته من الماء، فأصلح أقنية الري، وحفر الجديد منها، كما أصلح السُدود الخربة، ومنع مُمارسات مُتعهدي الضرائب على الفلَّاحين، فتحسَّنت أوضاع مصر الزراعيَّة وتضاعف الدخل الزراعي، ودخلت الدولة في ميادين الإنتاج الزراعي كمُساهم. واستولى أحمد بن طولون على الأراضي الزراعيَّة التي تركها أصحابها، وتولَّى زراعتها بِنفسه، كما عمد إلى استغلال الأملاك التي كانت لِصاحب إقطاع مصر، وكان يُرسل إلى سُكَّانها الأصليين نصيبًا من خِراجها، وكان يُشرف على هذه الأراضي ديوانٌ خاص اسمه ديوان الأملاك.
واهتمَّ أحمد بن طولون بِإصلاح الوضع التجاري ليُعيد إلى التجارة الثقة والحيويَّة، وإذ لم يحتكر التجارة ولا المُساهمة فيها إلَّا أنَّ إصلاحاته هدفت إلى إصلاح العملة لِيُعيد الثقة إليها ما أدَّى إلى ارتفاع الميزان التجاري، واستعاد التُجَّار الثقة بالاقتصادي المصري، وأقبلوا على الأسواق. والمعروف أنَّ أموال مصر التي كانت تُرسل إلى بغداد أضحت تُصرف في البلاد، فتحسَّن وضع الجُند والمُوظفين والغلمان، وأضحت مصر مركزًا لِنشاطٍ اقتصاديٍّ كبير. وضرب أحمد بن طولون نطاقًا حول حُدود مصر لِحماية اقتصادها، فلا تتسرَّب الكُتب ولا نفيس الأمتعة إلَّا بِإذنه. وشمل الإصلاح الصناعي تشجيع صناعة النسيج في تنيس والإسكندريَّة والبهنسا والأشمونين ودُمياط وإخميم، كما راجت صناعة الأسلحة، وعُمرت دور الصناعة فساهمت في حركة التصنيع. تأمَّن لِأحمد بن طولون نتيجة هذه الإصلاحات أموالٌ طائلة حيثُ بلغ الخِراج وحده أربعة آلاف ألف دينار مع رخاء الأسعار، وكان كُل ذلك مُعينًا لابن طولون في خُطوته نحو الاستقلال.

### الدين
كان الإسلام هو الدينُ الأكثر انتشارًا في رُبوع الدولة الطولونيَّة، وكان أغلب الأهالي في مصر والشَّام من أهل السُنَّة والجماعة، وكان هُناك فئة أقل عددًا من الشيعة الاثنا عشريَّة تستوطن بعض أنحاء الشَّام كجبل عامل جنوبيّ لُبنان، وبعض مُدن وقُرى السَّاحل والدَّاخل. وكان القضاء على المذهب الحنفي، وهو المذهب الرسمي للدولة العبَّاسيَّة، على أنَّ المذاهب الإسلاميَّة الأُخرى كانت رائجة ومُنتشرة، وكان من يطلب التقاضي وفق المذهب المالكي أو الشافعي أو الحنبلي يُجابُ إلى طلبه. نبغ في عهد الدولة الطولونيَّة عددٌ كبيرٌ من الفُقهاء والمُحدثين، منهم من علماء المالكيَّة مُحمَّد بن عبد الله بن الحكم المصري المُتوفَّى سنة 268هـ المُوافقة لِسنة 881م، الذي تولَّى الإفتاء بِمصر، وكان فقيه مصر على مذهب الإمام مالك، وكانت تُشَدُّ إليه الرِّحال من المغرب والأندلُس، ولهُ مصنَّفاتٌ كثيرة. ومن المالكيَّة أيضًا مُحمَّد بن أصبغ بن الفرج (ت. 275هـ \ 888م) وروح بن الفرج أبو الزنباع الزبيري (ت. 282هـ \ 895م)، وأحمد بن مُحمَّد بن خالد الإسكندراني (ت. 309هـ \ 921م). أمَّا الشافعيَّة فقد نبغ منهم الربيع بن سُليمان المُرادي (ت. 270هـ \ 883م)، صاحب الإمام الشافعي، وهو الذي روى أكثر كُتبه، وقال الشافعي عنه: «الربيعُ راويتي»، و«ما خدمني أحدٌ ما خدمني الربيع». ومن فُقهاء الشافعيَّة أيضًا قحزم بن عبد الله الأسواني (ت. 271هـ \ 884م)، وهو من أصلٍ مسيحيّ، وكان من جُملة أصحاب الشافعي الآخذين عنه، وكان مُقيمًا بأسوان، ومنهم كذلك أبو القاسم بشر بن منصور البغدادي (ت. 302هـ \ 914م)، الذي جاء إلى مصر وتفقَّه على المذهب الشافعي. أمَّا الفُقهاء الحنفيَّة، فمن أشهرهم القاضي بكَّار بن قُتيبة الثقفي (ت. 270هـ \ 883م)، ومنهم أيضًا أحمد بن أبي عمران (ت. 285هـ \ 898م)، وكان من أكابر الحنفيَّة وهو شيخ الطحاوي.
نَعِم أهلُ الذمَّة في عصر الدولة الطولونيَّة بالهُدوء والاستقرار، فتحسَّنت أحوالهم، وباشروا طُقوسهم الدينيَّة بِحُريَّةٍ تامَّة. وأحسن الأُمراء الطولونيّون مُعاملة أهل الذمَّة وخاصَّة النصارى منهم. وكان أحمد بن طولون لا يتواني عن الدفاع عن حُقوقهم والاقتصاص لهم من عُمَّاله وقادته. وممَّا تجدر الإشارة إليه، أنَّ المصادر التاريخيَّة القديمة لم تذكر شيءًا عن تاريخ اليهود في مصر والشَّام، ودورهم في الحياة السياسيَّة في هذا العصر، كما كان شأئهم في عصر الوُلاة. ويبدو أنَّ اليهود كانوا مُسالمين، مُنصرفين إلى شؤونهم الخاصَّة، ويُباشرون أعمالهم في هُدوءٍ وسلام ولا شأن لهم بِأُمور السياسة والحُكم، ولا علاقة لهم أيضًا بالحُكَّام. يقول موريس فارگون أنَّهُ بالرُغم من قلَّة الوثائق التي وصلت عن هذا العصر، فإنَّ الجالية اليهوديَّة في مصر كانت على جانبٍ عظيمٍ من الأهميَّة، وكان أكثريَّة اليهود يمتازون بالثراء، ومن بينهم أكبر رجال الأعمال. وممَّا يدُل على ثراء اليهود في هذا العصر أنَّهُ حينما ألزم أحمد بن طولون بطريرك القِبط الأنبا ميخائيل الأوَّل بِدفع غرامة ماليَّة قدرها عُشرون ألف دينار، اضطرَّ إلى بيع بعض أملاك الكنيسة القبطيَّة في مصر، فاشترى اليهود أوقاف بعض الكنائس وأرض الحبش، ظاهر الفسطاط، كما اشتروا كنيسة بِجوار الكنيسة المُعلَّقة بِقصر الشمع. وفي الحقيقة تمتَّع اليهود في ذلك العصر بالحُريَّة الدينيَّة والاجتماعيَّة والاقتصاديَّة، فباشروا طُقوسهم الدينيَّة في أمنٍ وهُدوءٍ، واستمرّوا في مُزاولة المهن المُختلفة واقتناء الضياع والاشتغال بالتجارة وخاصَّةً تِجارة العملة، كما اشتغلوا بالعُلوم والطِّب.
هذا في حين قام النصارى بِدورٍ لا يُستهانُ به في إدارة البلاد، وهو الدور نفسه الذي قاموا به أيضًا في عصر الوُلاة، فكان منهم عُمَّالُ الخِراج، وكُتَّابُ الدواوين، بل شاركوا في أعمال الشُرطة والمُحافظة على الأمن والنظام في البلاد. وتُشيرُ أوراق البردي إلى أسماء كثيرٍ من النصارى الذين كانوا يقومون بِجباية الخِراج، وجمع الضرائب الأُخرى، فشغلوا وظيفتيّ القسطال والجهبذ(1). ومن بين النصارى اتخذ أحمد بن طولون ووُزراؤه بعض الكُتَّاب، فكان لابن طولون كاتبان مسيحيَّان، هُما يوحنَّا وإبراهيم ابنا موسى، كما كان لِوزير ابن طولون أحمد بن المارداني، كاتبٌ مسيحيٌّ يُسمَّى يوحنَّا. وكان ابن طولون، أيضًا، يتخذ بعض مواليه من النصارى، ومن هؤلاء «أندونة»، الذي نُسبت إليه قرية أندونة في الجيزة. وكان أحمد بن طولون يتردد كثيرًا على رُهبان دير القصير ويخلوا في بعض القلالي يُفكِّر، وكان يأنس بِراهبٍ حكيم يُدعى أندونة أيضًا، ويلتمس منه النُصح والإرشاد. كما كان خُمارويه يعتمدُ على بعض المسيحيين في المُحافظة على الأمن والنظام في بعض البلاد المصريَّة، وفي الدفاع عن حُدود بلاده. وتُشير الرواية القبطيَّة إلى أنَّ أُسقف طما ويُسمَّى الأنبا بخوم، كان لهُ حوالي ثلاثمائة غُلام، وكان يعتمد عليهم في حفظ الأمن في بلاده، كما أتقن الكثير منهم الرمي بالنشَّاب. وكان الأنبا بخوم يتمتَّع بِمكانة كبيرة لدى خُمارويه، كما قرَّب الأخير غلمان الأُسقف المذكور إليه واعتمد عليهم في حفظ الأمن والنظام، وفي تفقُّد أحوال تلك البلاد، وحراسة الحُدود الغربيَّة، لِأنَّهُ كان يخشى الفاطميين في المغرب، وكان لِهذا الأُسقف وغلمانه من ينقل إليهم أخبارهم، ثُمَّ يُخبرون بها خُمارويه. وفي الواقع، قد أحسن خُمارويه مُعاملة أهل الذمَّة جميعًا، وخاصَّةً النصارى، وكان يُراعي أحوالهم، وخاصَّةً الأساقفة والرُهبان، ولم تُشر المصادر التاريخيَّة إلى أنه أقدم على إساءة أحدٍ منهم، أو تعرَّض لِكنائسهم وأديرتهم بِسوء. هذا ويُشيرُ أحد المُؤرخين إلى مخطوطٍ قبطيّ يرجع إلى العصر الطولوني كُتب فيه أنَّ ابن طولون لم يكن يُعامل جميع طبقات الشعب على قدم المُساواة، فكان يُفضِّل التُرك على بقيَّة المُسلمين، والملكيين على سائر النصارى. وكان يميل إلى اعتبار بطريرك اليعاقبة خصمًا خطيرًا له، وكان ينتهز كُل فرصة تسنح له لِيوقع عليه الغرامات حتَّى تظل كنيستهُ في حالة فقرٍ مُدقع.

### العُلوم والآداب
اشتُهرت مصر في العصر الطولوني بالطب، فظهر من الأطبَّاء سعيد بن ترفيل، وهو مسيحي كان في خدمة أحمد بن طولون، وسعيد بن البطريق وهو مسيحيٌّ أيضًا كانت له عِدَّة مُؤلَّفات منها تاريخه المُسمَّى «التاريخ المجموع على التحقيق والتصديق». كذلك ظهر خِلال تلك الفترة بعض الكُتّاب الذين اهتموا بِتدوين التاريخ والخطط، ومن أشهرهم عبد الرحمٰن بن عبد الحكم القُرشي، وكان من أهل الرواية والحديث، ثم شُغف بِالقصص والأخبار، وكَلِف بالتاريخ، ومن مُؤلَّفاته كتاب «فُتوح مصر»، ويُعدُّ ابن عبد الحكم أوَّل مُؤرِّخ لِخطط مصر الإسلاميَّة. ومن أشهر مُؤرِّخي مصر في العصر الطولوني أبو جعفر أحمد بن يُوسُف المعروف بابن الداية، وقد ألَّف كتابًا في سيرة أحمد بن طولون، وكتابًا آخر في سيرة خُمارويه، كما كان لهُ كُتبًا أُخرى وهي: كتاب «أخبار غلمان بني طولون»، وكتاب «حُسن العُقبى»، وكتاب «أخبار الأطباء»، وكتاب «المُكافأة». وكذلك من أشهر مُؤرخي الدولة الطولونيَّة أبو مُحمَّد عبدُ الله بن مُحمَّد المديني المعروف بالبلويّ، وذكر ابن النديم أنه كان عالمًا وفقيهًا وواعظًا، وأنه ألَّف كُتبًا كثيرة منها: كتاب الأبواب، وكتاب المعرفة، وكتاب الدين وفرائضه. وقد فُقدت هذه الكُتب جميعًا ولم يبق من مُؤلَّفاته إلا كتابه «سيرة أحمد بن طولون» الذي يُعدُّ من أهم المصادر لِدراسة تاريخ مصر والشرق الأدنى الإسلامي في النصف الثاني من القرن الثالث الهجري المُوافق للقرن التاسع الميلادي. وفي العصر الطولوني ازدهرت الدراسات اللُغويَّة، وكان من بين أبرز اللُغويين الوليد بن مُحمَّد التميمي المعروف بولاَّد، كذلك أنجبت المدرسة اللُّغوية أحمد بن جعفر الدينوري صاحب كتاب «المُهذَّب في النحو»، وأبا جعفر النحَّاس صاحب كتاب «معاني القُرآن ومنسوخه»، ومُحمَّد بن حسَّان النحوي.

## الجيش

فارسٌ مملوك من رُماة النشَّاب.

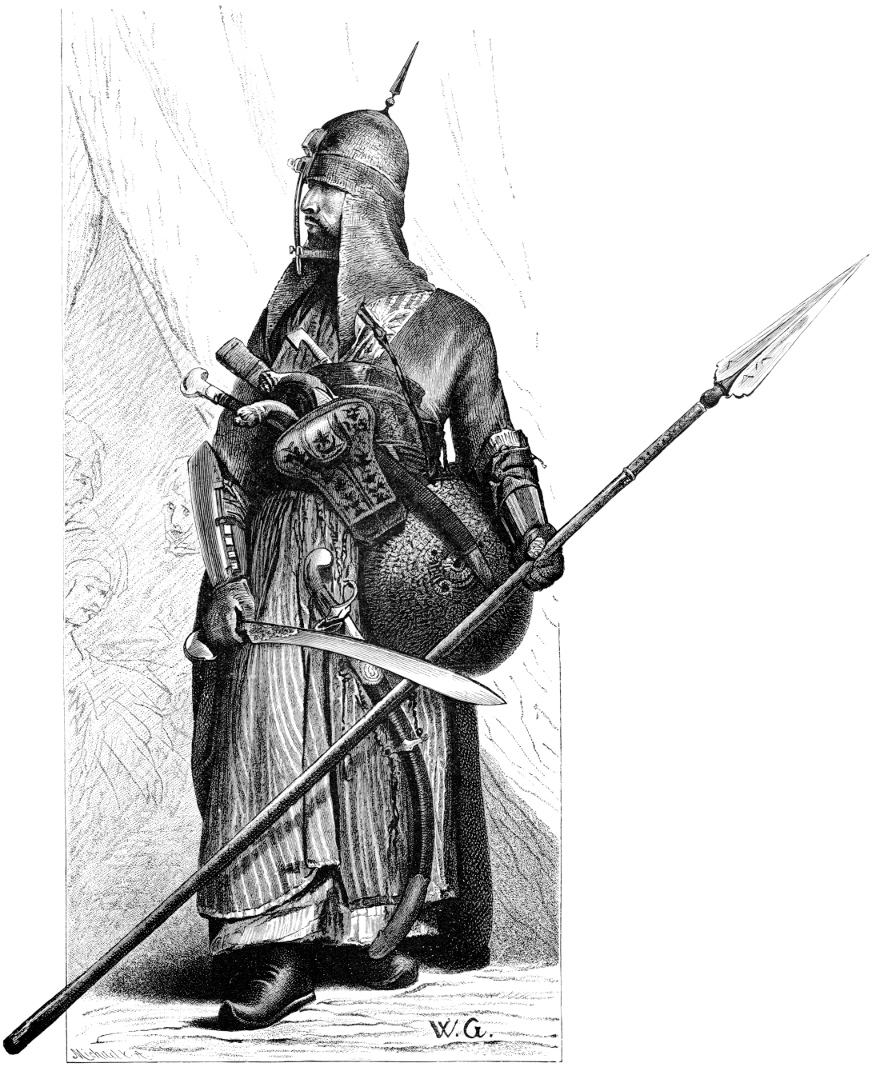
جُنديٌّ مملوك بدرعه وسلاحه الكامل، من أمثال الرجال الذين شكَّلوا لُبَّ الجيش الطولوني.

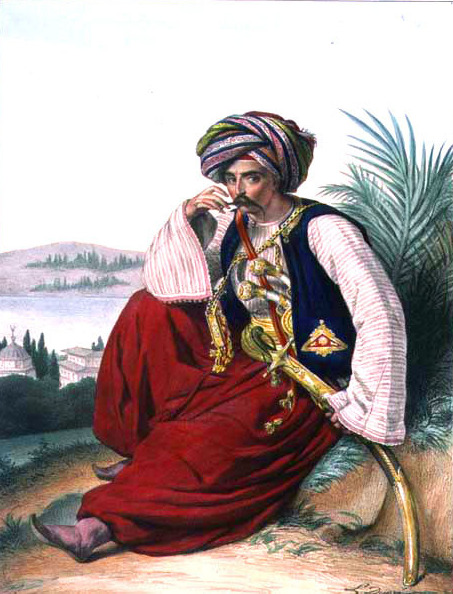
مملوكٌ روميّ.

أدرك أحمد بن طولون أهميَّة دور الجيش في تحقيق مشروعاته، لِذلك عمل مُنذ أن وطئت قدماه أرض مصر على تأسيس جيشٍ مُدرَّبٍ يدينُ له بالولاء ويُعتمد عليه، ويكون أداته في تحقيق أهدافه وصيانة استقلاله. وقد تجلَّت رغبته في تأسيس قُوَّةٍ عسكريَّةٍ خاصَّة به مُنذُ أن رأى حرس أحمد بن المُدبِّر الخاص، فأحبَّ أن يختص به لِنفسه من دون غيره. وظلَّت هذه الرغبة تُراوده، غير أنَّ خشيته من إثارة سخط الخِلافة وارتيابها في نواياه، وهو لا يزال في بداية حياته السياسيَّة، بالإضافة إلى حاجته إلى المال الذي كان في يد ابن المُدبِّر، وقد كفَّ يده عنه، وراح يُراقب تحرُّكاته ويوصلها إلى القيِّمين في بغداد؛ حالت من دون الإقدام على هذه الخُطوة الجريئة، لكنَّهُ ظلَّ يترقَّب الفُرصة لاستغلالها، وقد جاءته الفُرصة عندما ثار عيسى بن الشيخ الشيباني، عامل فلسطين والأُردُن، ضدَّ الخلافة العبَّاسيَّة مُستغلًا اضطراب أوضاعها وضعف إمكاناتها، فنقض طاعتها واستولى على دمشق، وقطع الخِراج عن بغداد وطمع في أموال مصر التي كانت تُحملُ إليها، ثُمَّ هداهُ تفكيره إلى الاستيلاء على مصر نفسها، حتَّى إذا تُوفي الخليفة المُهتدي وخلفه الخليفة المُعتمد، تخلَّف عن البيعة اعتدادًا بِقُوَّته، ولم يدعُ لهُ على المنابر في الأراضي التي يُسيطرُ عليها. وتوافقت توجُهات الخِلافة في استرداد هيبتها مع رغبة أحمد بن طولون في وقف هذا التيَّار المُندفع من الشَّام إلى مصر، فكتب المُعتمد إليه أن يُساعده في القضاء على هذه الثورة، وكانت فُرصة استغلَّها والي مصر، فاستأذن بالإكثار من الجُند وتكوين جيشٍ قوي، فأذن لهُ الخليفة. استفاد ابن طولون من التجربة التي عاشها في بغداد من غلبة التُرك واستبدادهم، فخشي أن يغلب على الجيش عُنصرٌ واحد يستبد بالأمر ويُوجّه أُمور الدولة لِصالحه، لِذلك لم يتخذ جُنده من عشيرته التُرك حتَّى لا تنتقل الفتن والدسائس إلى مصر، كما أنَّه استبعد حصر الجيش كُلّه بالعرب كي لا يُكرر تجربة الأغالبة الذين اعتمدوا على العنصر العربي حتَّى امتلأ تاريخهم بالصراعات المريرة، كما أنَّ هذا العُنصر فقد ميزته العسكريَّة مُنذُ أن حرمهُ المُعتصم من العطاء، فاضطرَّ العرب إلى النُزوح إلى الريف وعملوا بالزراعة. من أجل ذلك قرَّر أحمد بن طولون تنويع عناصر جيشه من التُرك والزُنج والعرب، فاستخدم أربعة وعشرين ألفًا من التُرك، وأربعين ألفًا من الزُنوج، وسبعة آلاف من العرب وبقيَّة المائة ألف الذي تألَّف منها جيشه من الأجناس الأُخرى كالروم والأفغان.
وبالغ أحمد بن طولون في استكثار عديد جيشه وتدعيمه، تُحفِّزه المُؤامرات والدسائس والفتن التي كانت تُحاك ضدَّه في عاصمة الخِلافة، فبلغ عديده مائة ألف مُقاتل، كما سلف. وسيطر أحمد بن طولون على هذا الجيش الضخم من واقع سياسة مدروسة ومرسومة، فقد جعل ضُبَّاطه من التُرك المُقربين إليه. وكان هذا الجيش على استعدادٍ دائمٍ لِتنفيذ ما يُطلب منه، وقد شُغل أفراده بالتدريب الشاق وإخماد الفتن والفُتوح، وأتاح لهم جني الثروات واكتساب الجاه، ووفَّر لهم أسباب الراحة، وكان يؤثرهم على نفسه، ويقول أنَّهم ينتسبون إليه انتساب الأبناء إلى الآباء، لِذلك كان يُغدق عليهم بِسخاء، ويدفع أعطياتهم في أوقاتها. ولم تحدث في أيَّامه أيَّة ثورة تُنسب إلى التخلّف في الفوز بالأُجور، الأمر الذي ألفه المُعاصرون له، إنما كان في بعض الأحيان يمنح راتب سنة منحة خالصة لهم فتكون أيديهم وقُلوبهم قويَّة. واعتنى أحمد بن طولون بالأُسطول البحري الذي جاء تأسيسه مُتأخرًا عن تأسيس الجيش البري. ولم تتضح الحاجة الماسَّة إلى الأُسطول إلَّا بعد أن توسَّع ابن طولون في الشَّام واضطرَّ إلى حماية ثُغوره من هجمات البيزنطيين بالإضافة إلى المُحافظة على الطريق البحري الذي يربط الشَّام بمصر. وازدادت عنايته بالأُسطول البحري حين اشتدَّت رغبة المُوفَّق في انتزاع مصر منه، فخشي أن يطأهُ من ناحية النيل، لِذلك شرع في بناء حصن الجزيرة والإكثار من بناء السُفن. وكان شديد الإحساس بِقيمة الأُسطول لاستكمال استعداده العسكري، وقد ضمَّ مائة مركب كبير ومائة مركب عسكري سوى العلابيَّات والحمائم والعشاريَّات والسناديل وقوراب الخدمة. وبعد وفاة أحمد بن طولون، عمد خُمارويه إلى تنمية القُوَّة العسكريَّة لِإمارته، فراد عدد أفراد الجيش من واقع إدخال عناصر جديدة في صُفوفه. فقد استقدم جُنودًا جُددًا من آسيا الوُسطى من العُنصر التُركي، وضمَّ إليهم طائفةٌ من سُكَّان البلاد الشوام والمصريين، فتضاعف العُنصر الوطني في الجيش، وجنَّد العرب المُقيمين في منطقة الحوف وغيرها من المناطق التي يسكُنها العرب المعروفون بالشجاعة والبأس، فدرَّبهم ونظَّمهم، وسلَّحهم، وكوَّن منهم فرقة خاصَّة سمَّاها «المُختارة»، واتخذهم حرسًا خاصًّا له مع الزُنوج.

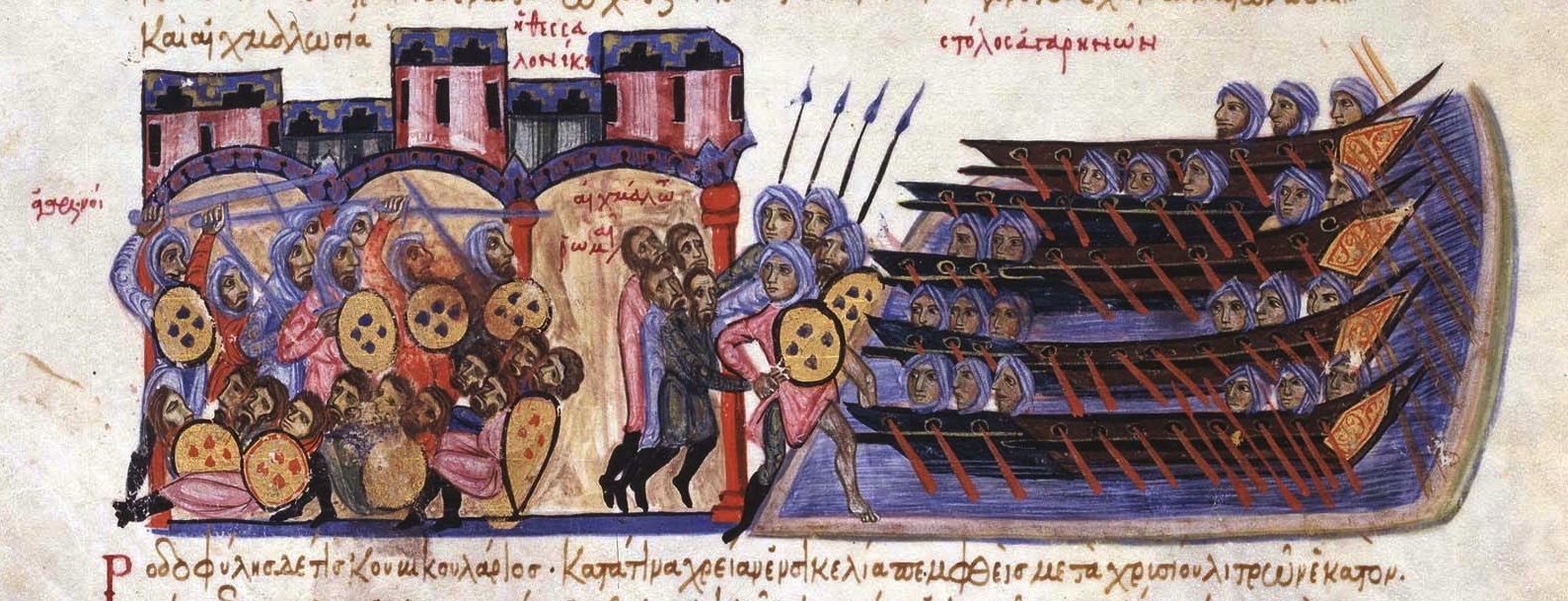
مُنمنمة روميَّة تُظهرُ أُسطول المُسلمين الطولونيين القادم من الشَّام ومصر، وهُم يغزون مدينة سالونيك.

بالغ خُمارويه في النفقة على الجيش في الزي والسلاح، فقد ألبس عناصرهُ الأقبية الحريريَّة وجواشن الديباج، وصاغ لهم المناطق، وقلَّدهم بالسُيوف المُحلَّاة يضعونها على أكتافهم، فيتماشى هذا مع الفخامة التي غلبت على الحياة في عصره والتي شملت كُلَّ شيءٍ تقريبًا، فإذا مشوا بين يديه وموكبه على ترتيبه كُلُّ طائفةٍ بزيِّها وسلاحها، فرقة المُختارة أولًا، ثُمَّ أصناف العسكر وفي أعقابهم الزُنج. واعتنى خُمارويه بِتدريب جيشه، فخصَّص لِكُلِّ طائفةٍ دورها في القتال، وبالغ بِبذل المال على أفرادها، وأعطاهم أكثر مما أعطاهم والده، فكان يمنحهم أعطياتهم بِشكلٍ مُنتظم، ويُوزِّعُ عليهم الهبات بِوفرة في كُلِّ مُناسبة، بالإضافة إلى ما كانوا يغنمونه من أسلاب الحرب، الأمر الذي شدَّهم إلى الدولة وربطهم بها بِرباطٍ قوامه المصلحة المُتبادلة، وقد بلغت نفقات الجيش تسعُمائة ألف دينار سنويًّا. ارتفعت مكانة الجيش نتيجة ذلك الاهتمام الزائد، وأضحى لِجُنوده وقادته نُفوذٌ أقوى ممَّا كان في أيَّام أحمد بن طولون، فاستأثر قادته بامتلاك الضياع، وأدَّت طوائفه دورًا كبيرًا في سياسة الدولة الخارجيَّة لا سيَّما في حُروب الشَّام والدفاع عن الإمارة. واهتمَّ خُمارويه بالأُسطول البحري أيضًا، وقد أدَّى دورًا مُهمًا في الحُروب التي خاضها الأمير الطولوني في الشَّام من خِلال دعم الحملات البريَّة.

## العلاقة مع دُول الجوار

### مع الخِلافة العبَّاسيَّة

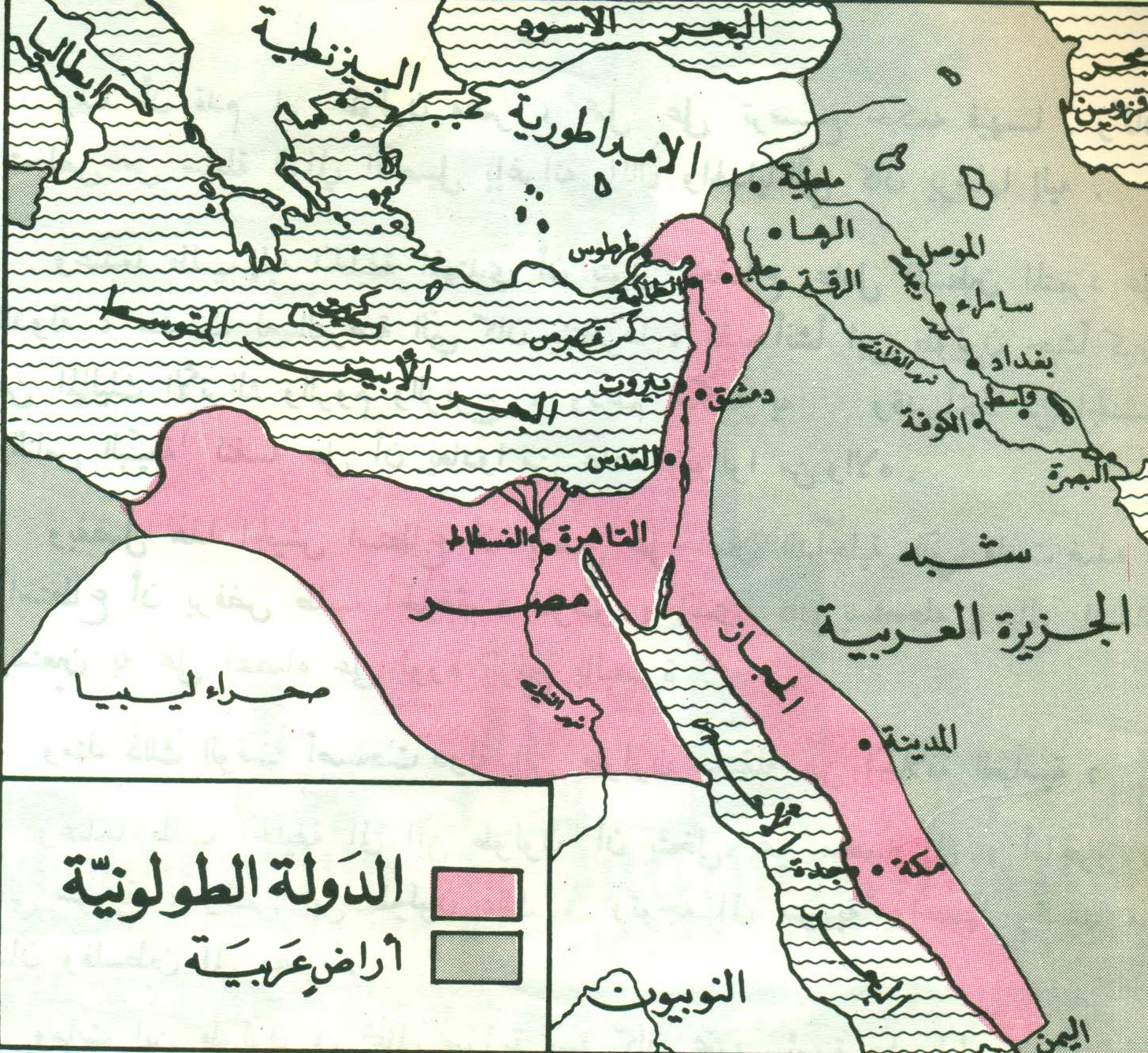
الدولة الطولونيَّة (بالوردي) وما جاورها من أراضٍ عبَّاسيَّة (بالرمادي).

اعترف أحمد بن طولون بالسُلطة الروحيَّة للخليفة العبَّاسي بِصفته خليفة المُسلمين أجمعين، واستمرَّ بالدُعاء له على منابر المساجد في مصر والشَّام. وكان عكس الكثير من الأُمراء والقادة التُرك، يكّنُ الاحترام والتقدير والتبجيل لِمنصب الخليفة، انطلاقًا من تربيته العسكريَّة الدينيَّة وولائه للإسلام. إلَّا أنَّه وعلى الرُغم من ذلك، كانت العلاقة بين الطولونيين والعبَّاسيين أقرب إلى الحرب الباردة نتيجة الدسائس التي كان يُحيكُها الساسة العبَّاسيين ضدَّ ابن طولون ومن بعده ابنه خُمارويه في دار الخِلافة. ولعلَّ أخطر من واجه ابن طولون من العبَّاسيين كان الأمير أبي أحمد طلحة أخي الخليفة المُعتمد، الذي سيطر على الشُؤون العامَّة في دار الخِلافة، وقاد حركةً إصلاحيَّةً بِهدف النُهوض بالسُلطة المركزيَّة وتقوية قبضتها على ولاياتها ومن بينها مصر، بالإضافة إلى حرصه على أن تبقى مع الشَّام خالصتين له من دون مُنافس بِفعل خيراتهما ونظرًا لِأهميتهما السياسيَّة والاقتصاديَّة، لِذلك سعى جادًا إلى القضاء على الإمارة الطولونيَّة التي انفصلت عن الإدارة المركزيَّة في بغداد واستقلَّت بِحُكم مصر وبدأت تتطلَّع نحو الشَّام. ومن جهته نهض أحمد بن طولون لِلدفاع عن حُقوقه المُكتسبة في مصر، فتصدَّى لِأكبر قُوَّة في الدولة العبَّاسيَّة، وهي ليست قُوَّة الخليفة الذي ربتطه به صلاتٌ ومصالحٌ مُشتركة، وإنما هي قُوَّة المُوفق طلحة، وظهر التنافس والنزاع واضحًا بينهما. استمرَّ الخلاف قائمًا بين المُوفَّق وابن طولون حتَّى السنوات الأخيرة من حياة الأخير، ولم يُفلح أيٌّ منهما في القضاء على الآخر، فاتجها إلى تحسين الأجواء بينهُما وإصلاح ما فسد، فأسقطا اللعن والسُباب من على المنابر، وكادت الخِلافة أن تعترف بِشرعيَّة حُكم ابن طولون لولا أن وافته المنيَّة كما سلف. استمرَّ المُوفَّق يُحيك المُؤتمرات والدسائس ضدَّ الطولونيين ويُؤلِّب القوى في الشَّام عليهم خِلال عهد خُمارويه، ولم يتوقَّف حتَّى وفاته في 21 صفر 287هـ المُوافق فيه 4 حُزيران (يونيو) 891م، فاستراحت الدولة الطولونيَّة من ألد أعدائها، وتطوَّرت العلاقة بين الطولونيين والعبَّاسيين نحو الأفضل بالتقارب الأُسري بالزواج، فقد زوَّج خُمارويه ابنته قطر الندى للخليفة المُعتضد الذي رحَّب بِهذه الزيجة وطمع في هذه المُصاهرة، وكان لِكُلٍّ منهما دوافع مُتباينة. فخُمارويه كان يُريد أن يربط البيتين بِروابط مودَّة مُستديمة وإكساب البيت الطولوني مجدًا ونُفوذًا قلَّما فاز به، ولم يكن من السُهولة أن تتم مُصاهرة بين خليفة المُسلمين وبين والٍ من وُلاة دولته، ويُعدُّ ذلك ظاهرةً مُلفتة، ولعلَّهُ كان من الأسلحة التي استعملها لِإغراء الخليفة بِتجديد الصُلح والاعتراف بِولايته الوراثيَّة تمامًا مثل العُروض الماليَّة السخيَّة التي تقدَّم بها. أمَّ الخليفة فكان بِحاجةٍ للمال وطمع بِمزيدٍ منه كي يُفقر خُمارويه بِجهاز ابنته حيثُ توقَّع أن تُجهَّز العروس بما يُناسب مقام الخِلافة من واقع أن يُظهر الطولونيُّون ثراءهم الواسع، فتتدفَّق الأموال والهدايا إلى الخزينة المركزيَّة التي هي بِأمس الحاجة إليها. وقد تمَّ الزواج في سنة 282هـ المُوافقة لِسنة 895م. وصدقت توقُعات الخليفة، فقد بالغ خُمارويه في تجهيز ابنته وذلك في مُحاولةٍ لِإظهار تفوّق الطولونيين الاقتصادي على حاضرة الخِلافة، وإطلاع الناس على ينعمون به من ثراءٍ وترفٍ  ورخاء، وتحقق له ما أراد، إذا دُهش أهالي بغداد بما رؤوه من النفائس التي حملتها معها العروس، والتي لم يكونوا قد شاهدوا لها مثيل مُنذ أيَّام الرشيد والمأمون.

### مع الإمبراطوريَّة البيزنطيَّة

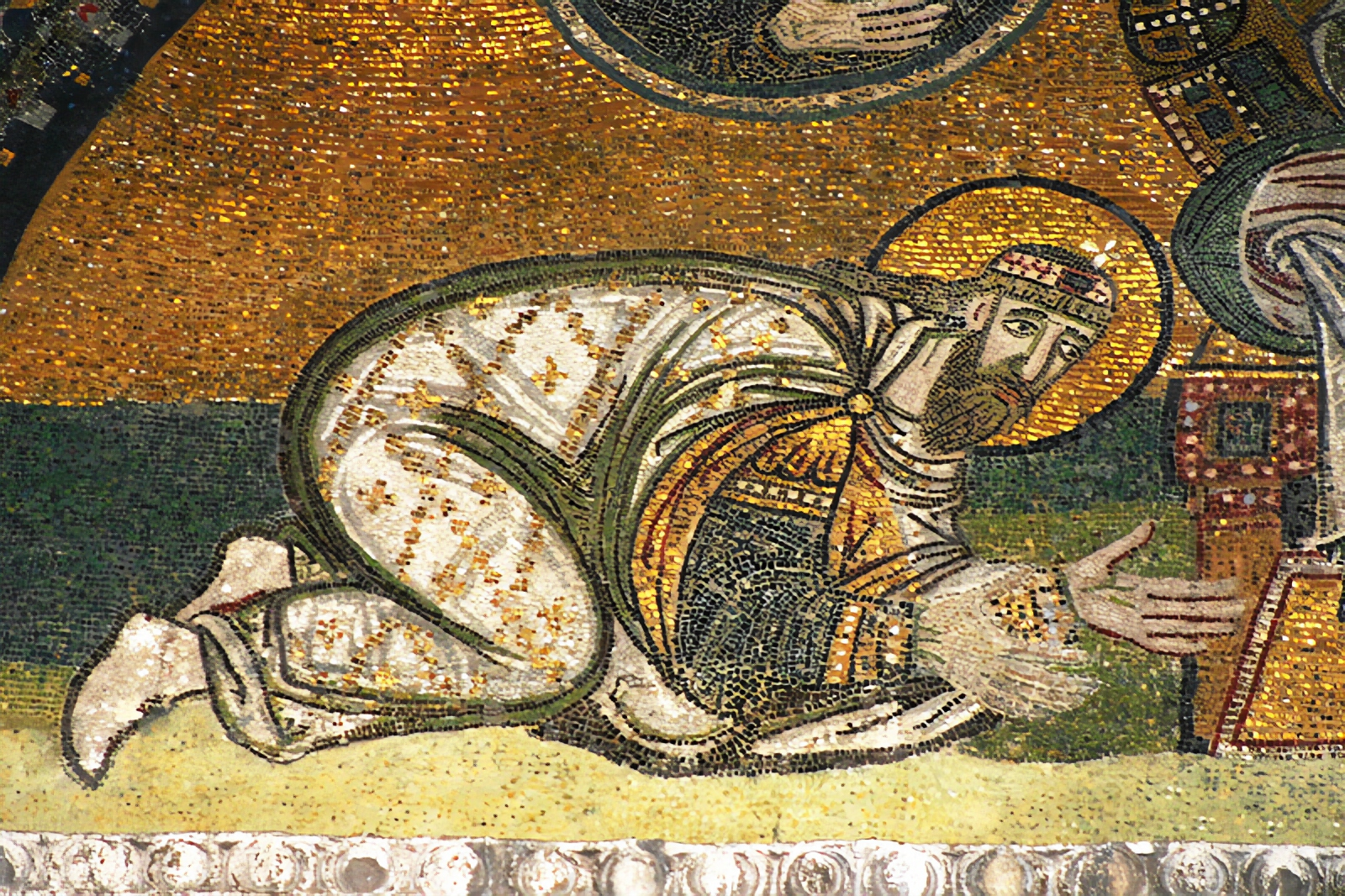
جُزءٌ من لوحةٍ فُسيفسائيَّة تُصوِّرُ قيصر الروم الإمبراطور ليون السَّادس، المُلقَّب بِالحكيم ساجدًا أمام المسيح (لا يظهر) في آيا صوفيا. عاصر هذا الإمبراطور الدولة الطولونيَّة حتَّى انهيارها، وشهد عهده تقدُّم المُسلمين على حساب الروم في الأناضول.

اتسمت العلاقة بين الطولونيين والبيزنطيين بالعدائيَّة مُنذُ أن كان أحمد بن طولون أميرًا على الثُغور، فقد طمع البيزنطيّون باستعادة سيطرتهم على تلك المنطقة من الأناضول، وطرد المُسلمين منها، خُصوصًا بعد أن دبَّ الضعف في جسم الدولة العبَّاسيَّة، وتراجعت هيبة الخلافة وسيطر القادة العسكريّون على مقاليد الأُمور. وقد تمكَّن البيزنطيّون من السيطرة على بضعة حُصون وبلدات حُدوديَّة غير أنَّهم لم يتقدموا أكثر من ذلك. ولم تكن لِبيزنطة في عهد الإمبراطور ليون السَّادس (273 - 299هـ \ 886 - 912م) من القُوَّة ما تستطيع به مُواجهة المُسلمين في الشرق والغرب، لِذلك حاول هذا الإمبراطور التقرُّب من مملكة أرمينية والتحالف معها لِمُواجهة المُسلمين على الجبهة الشرقيَّة، لكن ما حدث من نُشوب النزاع بين البيزنطيين بِسبب مُشكلة زيجات الإمبراطور جعل الصراع بين المُسلمين والبيزنطيين شاقًا وصعبًا. ففي الأربع عشرة سنة الأولى من حُكم ليون السَّادس تعرَّضت الإمبراطوريَّة لِهزائم عديدة في الشرق عند أبواب قيليقية وفي غربها، حيثُ أدَّى انتصارُ المُسلمين إلى أن يزحفوا على امتداد الساحل وأن يتوغلوا في جوف آسيا الصُغرى. وتابع خُمارويه سياسة أبيه القاضية بالجهاد ضدَّ البيزنطيين من خلال التعاون مع يازمان، حاكم منطقة الثُغور، فحقَّقا انتصاراتٍ كبيرة في البر والبحر. وظلَّ التعاون المُثمر بين الرجلين في الكفاح ضدَّ البيزنطيين طيلة حياة يازمان، والمعروف أنه غزا الصائفة مع أحمد بن طغَّان العجيفي في جمادى الآخرة 278هـ المُوافق فيه أيلول (سپتمبر) 891م، وأًصيب بِشظيَّة منجنيق أمام حصن سلندو وتوفي في 14 رجب المُوافق فيه 22 تشرين الأوَّل (أكتوبر) مُتأثرًا بِجُروحه، فحُمل إلى طرسوس ودُفن فيها. وحرص خُمارويه على استمرار حركة الجهاد بعد وفاة يازمان، فراح يتدخَّل في تولية العُمَّال في طرسوس وعزلهم، ويمُدَّهم بالمال والسلاح. ورافق النشاط العسكري البرّي، نشاطٌ بحريٌّ مُماثلٌ قامت به البحريَّة الطولونيَّة، وما حلَّ بالبيزنطيين من هزائم برًّا وبحرًا أجبر الحُكومة البيزنطيَّة على أن تستدعي من إيطاليا قائدها الشُجاع نقفور فوقاس. وتُوفي خُمارويه من دون أن يرى نتائج جهاده واسع النطاق، حيثُ ركن البيزنطيّون إلى المُسالمة وطلبوا الصُلح في سنة 283هـ المُوافقة لِسنة 896م.

## قائمة الأُمراء الطولونيين
| اللقب | الاسم                    | سنوات الحُكم            |
| --- | ------------------------ | ---------------------- |
| إمارة مُستقلَّة إداريًّا بِحُكم الأمر الواقع عن الدولة العبَّاسيَّة مُنذ عهد الخليفة أبو العبَّاس أحمد المُعتمد على الله.             |                          |                        |
| أمير أبو العبَّاس | أحمد بن طولون            | 254 - 270هـ 868 - 884م |
| أمير أبو الجيش | خُمارويه بن أحمد بن طولون | 270 - 282هـ 883 - 896م |
| أمير أبو العساكر | جيش بن خُمارويه           | 282 - 283هـ 895 - 896م |
| أمير أبو موسىٰ | هٰرون بن خُمارويه          | 283 - 292هـ 896 - 904م |
| أمير أبو المناقب | شيبان بن أحمد بن طولون   | 292هـ 904 - 905م       |
| عادت الإمارة إلى حظيرة الدولة العبَّاسيَّة في عهد الخليفة أبو أحمد علي المُكتفي بالله، وعلى يد القائد مُحمَّد بن سُليمان الكاتب |                          |                        |

### هوامش
- 1: الجهبذ هو الذي يقوم بِجباية الخِراج، ويضطلع بِتسليم وتحرير دفع الخِراج والإعفاء منه، كما يُشرف على الضرائب الأُخرى.

### باللُغة العربيَّة
1. 1 2 3 4  جحا، شفيق؛ البعلبكي، مُنير؛ عُثمان، بهيج (1999م). المُصوَّر في التاريخ (ط. التاسعة عشرة). بيروت، لُبنان: دار العلم للملايين. ص. 13 - 14.
2. ↑  طقُّوش، مُحمَّد سُهيل (1429هـ - 2008م). تاريخ الطولونيين والأخشيديين والحمدانيين (ط. الأولى). بيروت - لُبنان: دار النفائس. ص. 6. ISBN:9789953184562. {{استشهاد بكتاب}}: تحقق من التاريخ في: |سنة= (مساعدة)
3. ↑  جحا، شفيق؛ البعلبكي، مُنير؛ عُثمان، بهيج (1999م). المُصوَّر في التاريخ (ط. التاسعة عشرة). بيروت، لُبنان: دار العلم للملايين. ص. 11.
4. 1 2 3  جحا، شفيق؛ البعلبكي، مُنير؛ عُثمان، بهيج (1999م). المُصوَّر في التاريخ (ط. التاسعة عشرة). بيروت، لُبنان: دار العلم للملايين. ص. 5 - 6.
5. 1 2  جحا، شفيق؛ البعلبكي، مُنير؛ عُثمان، بهيج (1999م). المُصوَّر في التاريخ (ط. التاسعة عشرة). بيروت، لُبنان: دار العلم للملايين. ص. 8 - 10.
6. ↑  طقُّوش، مُحمَّد سُهيل (1429هـ - 2008م). تاريخ الطولونيين والأخشيديين والحمدانيين (ط. الأولى). بيروت - لُبنان: دار النفائس. ص. 23. ISBN:9789953184562. {{استشهاد بكتاب}}: تحقق من التاريخ في: |سنة= (مساعدة)
7. ↑  الطبري، أبو جعفر مُحمَّد بن جُرير؛ تحقيق مُحمَّد أبو الفضل إبراهيم (1387هـ - 1967م). تاريخ الرُسل والمُلوك، الجُزء الثامن (ط. الثانية). القاهرة - مصر: دار المعارف. ص. 103. {{استشهاد بكتاب}}: تحقق من التاريخ في: |سنة= (مساعدة)
8. ↑  الطبري، أبو جعفر مُحمَّد بن جُرير؛ تحقيق مُحمَّد أبو الفضل إبراهيم (1387هـ - 1967م). تاريخ الرُسل والمُلوك، الجُزء الثامن (ط. الثانية). القاهرة - مصر: دار المعارف. ص. 99. {{استشهاد بكتاب}}: تحقق من التاريخ في: |سنة= (مساعدة)
9. ↑  اللُّميلم، عبدُ العزيز مُحمَّد (1991). نُفوذُ الأتراك في الخِلافة العبَّاسيَّة وأثره في قيام مدينة سامرَّاء، الجُزء الأوَّل (ط. الأولى). بيروت - لُبنان: مؤسسة الرسالة للطباعة والنشر والتوزيع. ص. 204 - 205. {{استشهاد بكتاب}}: تحقق من التاريخ في: |سنة= (مساعدة)
10. ↑  الجهشياري، أبو عبد الله مُحمَّد بن عبدوس؛ تقديم: د. حسن الزين (1408هـ - 1988م). كتاب الوُزراء والكُتَّاب (ط. الأولى). بيروت - لُبنان: دار الفكر الحديث. ص. 134. {{استشهاد بكتاب}}: تحقق من التاريخ في: |سنة= (مساعدة)
11. ↑  ابن خيَّاط، أبو عمرو خليفة بن خيَّاط بن خليفة الشيباني العصفري البصري؛ تحقيق: د. أكرم ضياء العمري (1397هـ). تاريخ خليفة بن خياط (ط. الثانية). دمشق - سوريا: دار القلم. ص. 292. {{استشهاد بكتاب}}: تحقق من التاريخ في: |سنة= (مساعدة)
12. ↑  الطبري، أبو جعفر مُحمَّد بن جُرير؛ تحقيق مُحمَّد أبو الفضل إبراهيم (1387هـ - 1967م). تاريخ الرُسل والمُلوك، الجُزء الثامن (ط. الثانية). القاهرة - مصر: دار المعارف. ص. 234. {{استشهاد بكتاب}}: تحقق من التاريخ في: |سنة= (مساعدة)
13. ↑  ابن الأثير الجزري، عزُّ الدين أبي الحسن عليّ بن أبي الكرم الشيباني؛ تحقيق: أبو الفداء عبدُ الله القاضي (1407هـ - 1987م). الكامل في التاريخ، الجُزء السَّادس (ط. الأولى). بيروت - لُبنان: دار الكُتب العلميَّة. ص. 76. {{استشهاد بكتاب}}: تحقق من التاريخ في: |سنة= (مساعدة)
14. ↑  البلاذريّ، أحمد بن يحيى بن جابر بن داود (1988م). فُتوح البُلدان. بيروت - لُبنان: دار ومكتبة الهلال. ص. 418. {{استشهاد بكتاب}}: تحقق من التاريخ في: |سنة= (مساعدة)
15. 1 2  طقُّوش، مُحمَّد سُهيل (1429هـ - 2008م). تاريخ الطولونيين والأخشيديين والحمدانيين (ط. الأولى). بيروت - لُبنان: دار النفائس. ص. 27. ISBN:9789953184562. {{استشهاد بكتاب}}: تحقق من التاريخ في: |سنة= (مساعدة)
16. ↑  الدوري، عبدُ العزيز (2006). العصر العبَّاسي الأوَّل: دراسةٌ في التاريخ السياسي والإداري والمالي (ط. الأولى). بيروت - لُبنان: مركز دراسات الوحدة العربيَّة. ص. 232. {{استشهاد بكتاب}}: تحقق من التاريخ في: |سنة= (مساعدة)
17. ↑  محمود، حسن أحمد؛ الشريف، أحمد إبراهيم. العالم الإسلامي في العصر العبَّاسي (ط. الخامسة). القاهرة - مصر: دار الفكر العربي. ص. 329.
18. ↑  السُيوطي، جلالُ الدين عبدُ الرحمٰن بن أبي بكر؛ تحقيق: حمدي الدمرداش (1425هـ-2004م). تاريخُ الخُلفاء (ط. الأولى). بيروت - لُبنان: مكتبة نزار مصطفى الباز. ص. 263. {{استشهاد بكتاب}}: تحقق من التاريخ في: |سنة= (مساعدة)
19. 1 2  اليعقوبي، أبو العبَّاس أحمد بن إسحٰق بن جعفر بن وهب بن واضح؛ تحقيق: عبدُ الأمير مُهنَّا (1993م). تاريخ اليعقوبي، الجزء الثاني (ط. الأولى). بيروت - لُبنان: مؤسسة الأعلمي للمطبوعات. ص. 441. {{استشهاد بكتاب}}: تحقق من التاريخ في: |سنة= (مساعدة)
20. 1 2  طقُّوش، مُحمَّد سُهيل (1429هـ - 2008م). تاريخ الطولونيين والأخشيديين والحمدانيين (ط. الأولى). بيروت - لُبنان: دار النفائس. ص. 29. ISBN:9789953184562. {{استشهاد بكتاب}}: تحقق من التاريخ في: |سنة= (مساعدة)
21. ↑  الطبري، أبو جعفر مُحمَّد بن جُرير؛ تحقيق مُحمَّد أبو الفضل إبراهيم (1387هـ - 1967م). تاريخ الرُسل والمُلوك، الجُزء التاسع (ط. الثانية). القاهرة - مصر: دار المعارف. ص. 154 - 155. {{استشهاد بكتاب}}: تحقق من التاريخ في: |سنة= (مساعدة)
22. ↑  المسعودي، أبو الحسن عليّ بن الحُسين بن عليّ؛ تحقيق: أسعد داغر (1965). مُرُوجُ الذهب ومعادنُ الجوهر، الجُزء الرابع (ط. الأولى). بيروت - لُبنان: دار الأندلس. ص. 36 - 39؛ و50 - 51. {{استشهاد بكتاب}}: تحقق من التاريخ في: |سنة= (مساعدة)
23. 1 2  المقريزي، أبو العبَّاس تقيُّ الدين أحمد بن عليّ بن عبد القادر الحُسيني العُبيدي (1418هـ). المواعظ والاعتبار في ذكر الخطط والآثار، الجُزء الثاني (ط. الأولى). بيروت - لُبنان: دار الكُتُب العلميَّة. ص. 116 - 117. {{استشهاد بكتاب}}: تحقق من التاريخ في: |سنة= (مساعدة)
24. ↑  ابن تغري بردي، أبو المحاسن جمالُ الدين يُوسُف بن تغري بردي بن عبد الله الظاهري الحنفي؛ قدَّم لهُ وعلَّق عليه: مُحمَّد حُسين شمسُ الدين (1413هـ - 1992م). النُجوم الزاهرة في مُلوك مصر والقاهرة، الجُزء الثاني (ط. الأولى). بيروت - لُبنان: دار الكُتب العلميَّة. ص. 309. {{استشهاد بكتاب}}: تحقق من التاريخ في: |سنة= (مساعدة)
25. ↑  الكِندي، أبو عُمر مُحمَّد بن يُوسُف بن يعقوب الكِندي المصري؛ تحقيق: مُحمَّد حسن مُحمَّد حسن إسماعيل، وأحمد فريد المزيدي (1424هـ - 2003م). كتاب الوُلاة وكتاب القُضاة (ط. الأولى). بيروت - لُبنان: دار الكُتب العلميَّة. ص. 204. {{استشهاد بكتاب}}: تحقق من التاريخ في: |سنة= (مساعدة)
26. ↑  المقريزي، أبو العبَّاس تقيُّ الدين أحمد بن عليّ بن عبد القادر الحُسيني العُبيدي (1418هـ). المواعظ والاعتبار في ذكر الخطط والآثار، الجُزء الثاني (ط. الأولى). بيروت - لُبنان: دار الكُتُب العلميَّة. ص. 118. {{استشهاد بكتاب}}: تحقق من التاريخ في: |سنة= (مساعدة)
27. ↑  طقُّوش، مُحمَّد سُهيل (1429هـ - 2008م). تاريخ الطولونيين والأخشيديين والحمدانيين (ط. الأولى). بيروت - لُبنان: دار النفائس. ص. 46. ISBN:9789953184562. {{استشهاد بكتاب}}: تحقق من التاريخ في: |سنة= (مساعدة)
28. ↑  ابن تغري بردي، أبو المحاسن جمالُ الدين يُوسُف بن تغري بردي بن عبد الله الظاهري الحنفي؛ قدَّم لهُ وعلَّق عليه: مُحمَّد حُسين شمسُ الدين (1413هـ - 1992م). النُجوم الزاهرة في مُلوك مصر والقاهرة، الجُزء الثالث (ط. الأولى). بيروت - لُبنان: دار الكُتب العلميَّة. ص. 1. {{استشهاد بكتاب}}: تحقق من التاريخ في: |سنة= (مساعدة)
29. ↑  طقُّوش، مُحمَّد سُهيل (1429هـ - 2008م). تاريخ الطولونيين والأخشيديين والحمدانيين (ط. الأولى). بيروت - لُبنان: دار النفائس. ص. 42. ISBN:9789953184562. {{استشهاد بكتاب}}: تحقق من التاريخ في: |سنة= (مساعدة)
30. 1 2 3  البلوي المدني، أبو مُحمَّد عبدُ الله بن مُحمَّد بن عُمير؛ تحقيق: مُحمَّد كُرد عليّ (1998). سيرة أحمد بن طولون (ط. الأولى). القاهرة - مصر: مكتبة الثقافة الدينيَّة. ص. 33 - 36. {{استشهاد بكتاب}}: تحقق من التاريخ في: |سنة= (مساعدة)
31. ↑  ابن تغري بردي، أبو المحاسن جمالُ الدين يُوسُف بن تغري بردي بن عبد الله الظاهري الحنفي؛ قدَّم لهُ وعلَّق عليه: مُحمَّد حُسين شمسُ الدين (1413هـ - 1992م). النُجوم الزاهرة في مُلوك مصر والقاهرة، الجُزء الثالث (ط. الأولى). بيروت - لُبنان: دار الكُتب العلميَّة. ص. 5. {{استشهاد بكتاب}}: تحقق من التاريخ في: |سنة= (مساعدة)
32. ↑  ابن تغري بردي، أبو المحاسن جمالُ الدين يُوسُف بن تغري بردي بن عبد الله الظاهري الحنفي؛ قدَّم لهُ وعلَّق عليه: مُحمَّد حُسين شمسُ الدين (1413هـ - 1992م). النُجوم الزاهرة في مُلوك مصر والقاهرة، الجُزء الثالث (ط. الأولى). بيروت - لُبنان: دار الكُتب العلميَّة. ص. 4. {{استشهاد بكتاب}}: تحقق من التاريخ في: |سنة= (مساعدة)
33. ↑  البلوي المدني، أبو مُحمَّد عبدُ الله بن مُحمَّد بن عُمير؛ تحقيق: مُحمَّد كُرد عليّ (1998). سيرة أحمد بن طولون (ط. الأولى). القاهرة - مصر: مكتبة الثقافة الدينيَّة. ص. 38 - 39. {{استشهاد بكتاب}}: تحقق من التاريخ في: |سنة= (مساعدة)
34. ↑  محمود، حسن أحمد. حضارة مصر الإسلاميَّة: العصر الطولوني. القاهرة - مصر: دار الفكر العربي. ص. 17.
35. 1 2  البلوي المدني، أبو مُحمَّد عبدُ الله بن مُحمَّد بن عُمير؛ تحقيق: مُحمَّد كُرد عليّ (1998). سيرة أحمد بن طولون (ط. الأولى). القاهرة - مصر: مكتبة الثقافة الدينيَّة. ص. 40. {{استشهاد بكتاب}}: تحقق من التاريخ في: |سنة= (مساعدة)
36. ↑  طقُّوش، مُحمَّد سُهيل (1429هـ - 2008م). تاريخ الطولونيين والأخشيديين والحمدانيين (ط. الأولى). بيروت - لُبنان: دار النفائس. ص. 45. ISBN:9789953184562. {{استشهاد بكتاب}}: تحقق من التاريخ في: |سنة= (مساعدة)
37. 1 2 3  المقريزي، أبو العبَّاس تقيُّ الدين أحمد بن عليّ بن عبد القادر الحُسيني العُبيدي (1418هـ). المواعظ والاعتبار في ذكر الخطط والآثار، الجُزء الثاني (ط. الأولى). بيروت - لُبنان: دار الكُتُب العلميَّة. ص. 120 - 121. {{استشهاد بكتاب}}: تحقق من التاريخ في: |سنة= (مساعدة)
38. ↑  البلوي المدني، أبو مُحمَّد عبدُ الله بن مُحمَّد بن عُمير؛ تحقيق: مُحمَّد كُرد عليّ (1998). سيرة أحمد بن طولون (ط. الأولى). القاهرة - مصر: مكتبة الثقافة الدينيَّة. ص. 43. {{استشهاد بكتاب}}: تحقق من التاريخ في: |سنة= (مساعدة)
39. ↑  ابن سعيد الغرناطي المغربي، نورُ الدين أبو الحسن عليّ بن موسى بن مُحمَّد بن عبد الملك؛ تحقيق: زكي مُحمَّد حسن، وشوقي ضيف، وسيِّدة كاشف (1953). المُغرِّب في حُلى المغرب، الجُزء الأوَّل، القسم الخاص بِمصر (ط. الأولى). القاهرة - مصر: مطبعة جامعة فؤاد الأوَّل. ص. 78. {{استشهاد بكتاب}}: تحقق من التاريخ في: |سنة= (مساعدة)
40. ↑  ابن الداية، أبو جعفر أحمد بن يُوسُف (1894). سيرة أحمد بن طولون. برلين - الإمبراطوريَّة الألمانيَّة: نشر فولرز. ص. 11. {{استشهاد بكتاب}}: تحقق من التاريخ في: |سنة= (مساعدة)
41. ↑  البلوي المدني، أبو مُحمَّد عبدُ الله بن مُحمَّد بن عُمير؛ تحقيق: مُحمَّد كُرد عليّ (1998). سيرة أحمد بن طولون (ط. الأولى). القاهرة - مصر: مكتبة الثقافة الدينيَّة. ص. 58 - 59. {{استشهاد بكتاب}}: تحقق من التاريخ في: |سنة= (مساعدة)
42. ↑  ابن سعيد الغرناطي المغربي، نورُ الدين أبو الحسن عليّ بن موسى بن مُحمَّد بن عبد الملك؛ تحقيق: زكي مُحمَّد حسن، وشوقي ضيف، وسيِّدة كاشف (1953). المُغرِّب في حُلى المغرب، الجُزء الأوَّل، القسم الخاص بِمصر (ط. الأولى). القاهرة - مصر: مطبعة جامعة فؤاد الأوَّل. ص. 79. {{استشهاد بكتاب}}: تحقق من التاريخ في: |سنة= (مساعدة)
43. 1 2  البلوي المدني، أبو مُحمَّد عبدُ الله بن مُحمَّد بن عُمير؛ تحقيق: مُحمَّد كُرد عليّ (1998). سيرة أحمد بن طولون (ط. الأولى). القاهرة - مصر: مكتبة الثقافة الدينيَّة. ص. 46. {{استشهاد بكتاب}}: تحقق من التاريخ في: |سنة= (مساعدة)
44. 1 2  طقُّوش، مُحمَّد سُهيل (1429هـ - 2008م). تاريخ الطولونيين والأخشيديين والحمدانيين (ط. الأولى). بيروت - لُبنان: دار النفائس. ص. 49 - 50. ISBN:9789953184562. {{استشهاد بكتاب}}: تحقق من التاريخ في: |سنة= (مساعدة)
45. ↑  ابن الأثير الجزري، عزُّ الدين أبي الحسن عليّ بن أبي الكرم الشيباني؛ تحقيق: أبو الفداء عبدُ الله القاضي (1407هـ - 1987م). الكامل في التاريخ، الجُزء السَّادس (ط. الأولى). بيروت - لُبنان: دار الكُتب العلميَّة. ص. 313. {{استشهاد بكتاب}}: تحقق من التاريخ في: |سنة= (مساعدة)
46. ↑  زيود، مُحمَّد أحمد (1409هـ - 1989م). العلاقات بين الشَّام ومصر في العهدين الطولوني والإخشيدي 254 - 358هـ (ط. الأولى). دمشق - سوريا: دار حسَّان للطباعة والنشر. ص. 26. {{استشهاد بكتاب}}: تحقق من التاريخ في: |سنة= (مساعدة)
47. ↑  ابن الأثير الجزري، عزُّ الدين أبي الحسن عليّ بن أبي الكرم الشيباني؛ تحقيق: أبو الفداء عبدُ الله القاضي (1407هـ - 1987م). الكامل في التاريخ، الجُزء السَّادس (ط. الأولى). بيروت - لُبنان: دار الكُتب العلميَّة. ص. 272. {{استشهاد بكتاب}}: تحقق من التاريخ في: |سنة= (مساعدة)
48. ↑  البلوي المدني، أبو مُحمَّد عبدُ الله بن مُحمَّد بن عُمير؛ تحقيق: مُحمَّد كُرد عليّ (1998). سيرة أحمد بن طولون (ط. الأولى). القاهرة - مصر: مكتبة الثقافة الدينيَّة. ص. 62 - 64. {{استشهاد بكتاب}}: تحقق من التاريخ في: |سنة= (مساعدة)
49. ↑  طقُّوش، مُحمَّد سُهيل (1429هـ - 2008م). تاريخ الطولونيين والأخشيديين والحمدانيين (ط. الأولى). بيروت - لُبنان: دار النفائس. ص. 52. ISBN:9789953184562. {{استشهاد بكتاب}}: تحقق من التاريخ في: |سنة= (مساعدة)
50. ↑  ابن الأثير الجزري، عزُّ الدين أبي الحسن عليّ بن أبي الكرم الشيباني؛ تحقيق: أبو الفداء عبدُ الله القاضي (1407هـ - 1987م). الكامل في التاريخ، الجُزء السَّادس (ط. الأولى). بيروت - لُبنان: دار الكُتب العلميَّة. ص. 318 - 319. {{استشهاد بكتاب}}: تحقق من التاريخ في: |سنة= (مساعدة)
51. ↑  البلوي المدني، أبو مُحمَّد عبدُ الله بن مُحمَّد بن عُمير؛ تحقيق: مُحمَّد كُرد عليّ (1998). سيرة أحمد بن طولون (ط. الأولى). القاهرة - مصر: مكتبة الثقافة الدينيَّة. ص. 65. {{استشهاد بكتاب}}: تحقق من التاريخ في: |سنة= (مساعدة)
52. ↑  ابن الأثير الجزري، عزُّ الدين أبي الحسن عليّ بن أبي الكرم الشيباني؛ تحقيق: أبو الفداء عبدُ الله القاضي (1407هـ - 1987م). الكامل في التاريخ، الجُزء السَّادس (ط. الأولى). بيروت - لُبنان: دار الكُتب العلميَّة. ص. 327. {{استشهاد بكتاب}}: تحقق من التاريخ في: |سنة= (مساعدة)
53. ↑  البلوي المدني، أبو مُحمَّد عبدُ الله بن مُحمَّد بن عُمير؛ تحقيق: مُحمَّد كُرد عليّ (1998). سيرة أحمد بن طولون (ط. الأولى). القاهرة - مصر: مكتبة الثقافة الدينيَّة. ص. 244. {{استشهاد بكتاب}}: تحقق من التاريخ في: |سنة= (مساعدة)
54. 1 2  ابن سعيد الغرناطي المغربي، نورُ الدين أبو الحسن عليّ بن موسى بن مُحمَّد بن عبد الملك؛ تحقيق: زكي مُحمَّد حسن، وشوقي ضيف، وسيِّدة كاشف (1953). المُغرِّب في حُلى المغرب، الجُزء الأوَّل، القسم الخاص بِمصر (ط. الأولى). القاهرة - مصر: مطبعة جامعة فؤاد الأوَّل. ص. 116. {{استشهاد بكتاب}}: تحقق من التاريخ في: |سنة= (مساعدة)
55. ↑  الطبري، أبو جعفر مُحمَّد بن جُرير؛ تحقيق مُحمَّد أبو الفضل إبراهيم (1387هـ - 1967م). تاريخ الرُسل والمُلوك، الجُزء التاسع (ط. الثانية). القاهرة - مصر: دار المعارف. ص. 508. {{استشهاد بكتاب}}: تحقق من التاريخ في: |سنة= (مساعدة)
56. ↑  الطبري، أبو جعفر مُحمَّد بن جُرير؛ تحقيق مُحمَّد أبو الفضل إبراهيم (1387هـ - 1967م). تاريخ الرُسل والمُلوك، الجُزء التاسع (ط. الثانية). القاهرة - مصر: دار المعارف. ص. 511. {{استشهاد بكتاب}}: تحقق من التاريخ في: |سنة= (مساعدة)
57. ↑  الكِندي، أبو عُمر مُحمَّد بن يُوسُف بن يعقوب الكِندي المصري؛ تحقيق: مُحمَّد حسن مُحمَّد حسن إسماعيل، وأحمد فريد المزيدي (1424هـ - 2003م). كتاب الوُلاة وكتاب القُضاة (ط. الأولى). بيروت - لُبنان: دار الكُتب العلميَّة. ص. 163. {{استشهاد بكتاب}}: تحقق من التاريخ في: |سنة= (مساعدة)
58. ↑  محمود، حسن أحمد. حضارة مصر الإسلاميَّة: العصر الطولوني. القاهرة - مصر: دار الفكر العربي. ص. 82.
59. ↑  البلوي المدني، أبو مُحمَّد عبدُ الله بن مُحمَّد بن عُمير؛ تحقيق: مُحمَّد كُرد عليّ (1998). سيرة أحمد بن طولون (ط. الأولى). القاهرة - مصر: مكتبة الثقافة الدينيَّة. ص. 92. {{استشهاد بكتاب}}: تحقق من التاريخ في: |سنة= (مساعدة)
60. ↑  الكِندي، أبو عُمر مُحمَّد بن يُوسُف بن يعقوب الكِندي المصري؛ تحقيق: مُحمَّد حسن مُحمَّد حسن إسماعيل، وأحمد فريد المزيدي (1424هـ - 2003م). كتاب الوُلاة وكتاب القُضاة (ط. الأولى). بيروت - لُبنان: دار الكُتب العلميَّة. ص. 219. {{استشهاد بكتاب}}: تحقق من التاريخ في: |سنة= (مساعدة)
61. 1 2 3 4  المسعودي، أبو الحسن عليّ بن الحُسين بن عليّ؛ تحقيق: أسعد داغر (1965). مُرُوجُ الذهب ومعادنُ الجوهر، الجُزء الرابع (ط. الأولى). بيروت - لُبنان: دار الأندلس. ص. 123 - 125. {{استشهاد بكتاب}}: تحقق من التاريخ في: |سنة= (مساعدة)
62. ↑  زيود، مُحمَّد أحمد (1409هـ - 1989م). العلاقات بين الشَّام ومصر في العهدين الطولوني والإخشيدي 254 - 358هـ (ط. الأولى). دمشق - سوريا: دار حسَّان للطباعة والنشر. ص. 38. {{استشهاد بكتاب}}: تحقق من التاريخ في: |سنة= (مساعدة)
63. ↑  البلوي المدني، أبو مُحمَّد عبدُ الله بن مُحمَّد بن عُمير؛ تحقيق: مُحمَّد كُرد عليّ (1998). سيرة أحمد بن طولون (ط. الأولى). القاهرة - مصر: مكتبة الثقافة الدينيَّة. ص. 97. {{استشهاد بكتاب}}: تحقق من التاريخ في: |سنة= (مساعدة)
64. ↑  البلوي المدني، أبو مُحمَّد عبدُ الله بن مُحمَّد بن عُمير؛ تحقيق: مُحمَّد كُرد عليّ (1998). سيرة أحمد بن طولون (ط. الأولى). القاهرة - مصر: مكتبة الثقافة الدينيَّة. ص. 101 - 106. {{استشهاد بكتاب}}: تحقق من التاريخ في: |سنة= (مساعدة)
65. ↑  طقُّوش، مُحمَّد سُهيل (1429هـ - 2008م). تاريخ الطولونيين والأخشيديين والحمدانيين (ط. الأولى). بيروت - لُبنان: دار النفائس. ص. 71. ISBN:9789953184562. {{استشهاد بكتاب}}: تحقق من التاريخ في: |سنة= (مساعدة)
66. 1 2  ابن سعيد الغرناطي المغربي، نورُ الدين أبو الحسن عليّ بن موسى بن مُحمَّد بن عبد الملك؛ تحقيق: زكي مُحمَّد حسن، وشوقي ضيف، وسيِّدة كاشف (1953). المُغرِّب في حُلى المغرب، الجُزء الأوَّل، القسم الخاص بِمصر (ط. الأولى). القاهرة - مصر: مطبعة جامعة فؤاد الأوَّل. ص. 126. {{استشهاد بكتاب}}: تحقق من التاريخ في: |سنة= (مساعدة)
67. ↑  البلوي المدني، أبو مُحمَّد عبدُ الله بن مُحمَّد بن عُمير؛ تحقيق: مُحمَّد كُرد عليّ (1998). سيرة أحمد بن طولون (ط. الأولى). القاهرة - مصر: مكتبة الثقافة الدينيَّة. ص. 276. {{استشهاد بكتاب}}: تحقق من التاريخ في: |سنة= (مساعدة)
68. 1 2  ابن الأثير الجزري، عزُّ الدين أبي الحسن عليّ بن أبي الكرم الشيباني؛ تحقيق: أبو الفداء عبدُ الله القاضي (1407هـ - 1987م). الكامل في التاريخ، الجُزء السَّادس (ط. الأولى). بيروت - لُبنان: دار الكُتب العلميَّة. ص. 415. {{استشهاد بكتاب}}: تحقق من التاريخ في: |سنة= (مساعدة)
69. ↑  الكِندي، أبو عُمر مُحمَّد بن يُوسُف بن يعقوب الكِندي المصري؛ تحقيق: مُحمَّد حسن مُحمَّد حسن إسماعيل، وأحمد فريد المزيدي (1424هـ - 2003م). كتاب الوُلاة وكتاب القُضاة (ط. الأولى). بيروت - لُبنان: دار الكُتب العلميَّة. ص. 168 - 170. {{استشهاد بكتاب}}: تحقق من التاريخ في: |سنة= (مساعدة)
70. ↑  ابن الأثير الجزري، عزُّ الدين أبي الحسن عليّ بن أبي الكرم الشيباني؛ تحقيق: أبو الفداء عبدُ الله القاضي (1407هـ - 1987م). الكامل في التاريخ، الجُزء السَّادس (ط. الأولى). بيروت - لُبنان: دار الكُتب العلميَّة. ص. 417. {{استشهاد بكتاب}}: تحقق من التاريخ في: |سنة= (مساعدة)
71. ↑  البلوي المدني، أبو مُحمَّد عبدُ الله بن مُحمَّد بن عُمير؛ تحقيق: مُحمَّد كُرد عليّ (1998). سيرة أحمد بن طولون (ط. الأولى). القاهرة - مصر: مكتبة الثقافة الدينيَّة. ص. 304. {{استشهاد بكتاب}}: تحقق من التاريخ في: |سنة= (مساعدة)
72. ↑  ابن خلِّكان، أبو العبَّاس شمسُ الدين أحمد بن مُحمَّد بن إبراهيم بن أبي بكر البرمكي الإربلي؛ تحقيق: إحسان عبَّاس (1977). وفيَّات الأعيان وأنباء أبناء الزمان، الجُزء الثاني. بيروت - لُبنان: دار صادر. ص. 249. {{استشهاد بكتاب}}: تحقق من التاريخ في: |سنة= (مساعدة)
73. ↑  البلوي المدني، أبو مُحمَّد عبدُ الله بن مُحمَّد بن عُمير؛ تحقيق: مُحمَّد كُرد عليّ (1998). سيرة أحمد بن طولون (ط. الأولى). القاهرة - مصر: مكتبة الثقافة الدينيَّة. ص. 338 - 341. {{استشهاد بكتاب}}: تحقق من التاريخ في: |سنة= (مساعدة)
74. ↑  ابن سعيد الغرناطي المغربي، نورُ الدين أبو الحسن عليّ بن موسى بن مُحمَّد بن عبد الملك؛ تحقيق: زكي مُحمَّد حسن، وشوقي ضيف، وسيِّدة كاشف (1953). المُغرِّب في حُلى المغرب، الجُزء الأوَّل، القسم الخاص بِمصر (ط. الأولى). القاهرة - مصر: مطبعة جامعة فؤاد الأوَّل. ص. 131. {{استشهاد بكتاب}}: تحقق من التاريخ في: |سنة= (مساعدة)
75. ↑  محمود، حسن أحمد. حضارة مصر الإسلاميَّة: العصر الطولوني. القاهرة - مصر: دار الفكر العربي. ص. 97.
76. ↑  ابن العديم، كمالُ الدين عُمر بن أحمد بن هبة الله بن أبي جرادة العُقيلي؛ وضع حواشيه: خليل المنصور (1417هـ - 1996م). زبدة الحلب في تاريخ حلب، الجُزء الأوَّل (ط. الأولى). بيروت - لُبنان: دار الكُتب العلميَّة. ص. 80. {{استشهاد بكتاب}}: تحقق من التاريخ في: |سنة= (مساعدة)
77. ↑  زيود، مُحمَّد أحمد (1409هـ - 1989م). العلاقات بين الشَّام ومصر في العهدين الطولوني والإخشيدي 254 - 358هـ (ط. الأولى). دمشق - سوريا: دار حسَّان للطباعة والنشر. ص. 123. {{استشهاد بكتاب}}: تحقق من التاريخ في: |سنة= (مساعدة)
78. 1 2 3 4  الكِندي، أبو عُمر مُحمَّد بن يُوسُف بن يعقوب الكِندي المصري؛ تحقيق: مُحمَّد حسن مُحمَّد حسن إسماعيل، وأحمد فريد المزيدي (1424هـ - 2003م). كتاب الوُلاة وكتاب القُضاة (ط. الأولى). بيروت - لُبنان: دار الكُتب العلميَّة. ص. 173 - 175. {{استشهاد بكتاب}}: تحقق من التاريخ في: |سنة= (مساعدة)
79. ↑  ابن خلدون، أبو زيد عبدُ الرحمٰن مُحمَّد بن مُحمَّد وليُّ الدين الحضرميّ الإشبيليّ؛ تحقيق خليل شحادة (1408هـ - 1988م). تاريخ ابن خلدون المُسمّى كتاب العِبر وديوان المبتدأ والخبر في تاريخ العرب والبربر ومن عاصرهم من ذوي الشأن الأكبر، الجزء الثالث (ط. الثانية). بيروت - لُبنان: دار الفكر. ص. 332. {{استشهاد بكتاب}}: تحقق من التاريخ في: |سنة= (مساعدة)
80. 1 2 3 4  ابن تغري بردي، أبو المحاسن جمالُ الدين يُوسُف بن تغري بردي بن عبد الله الظاهري الحنفي؛ قدَّم لهُ وعلَّق عليه: مُحمَّد حُسين شمسُ الدين (1413هـ - 1992م). النُجوم الزاهرة في مُلوك مصر والقاهرة، الجُزء الثالث (ط. الأولى). بيروت - لُبنان: دار الكُتب العلميَّة. ص. 51. {{استشهاد بكتاب}}: تحقق من التاريخ في: |سنة= (مساعدة)
81. ↑  طقُّوش، مُحمَّد سُهيل (1429هـ - 2008م). تاريخ الطولونيين والأخشيديين والحمدانيين (ط. الأولى). بيروت - لُبنان: دار النفائس. ص. 96. ISBN:9789953184562. {{استشهاد بكتاب}}: تحقق من التاريخ في: |سنة= (مساعدة)
82. ↑  ابن الأثير الجزري، عزُّ الدين أبي الحسن عليّ بن أبي الكرم الشيباني؛ تحقيق: أبو الفداء عبدُ الله القاضي (1407هـ - 1987م). الكامل في التاريخ، الجُزء السَّادس (ط. الأولى). بيروت - لُبنان: دار الكُتب العلميَّة. ص. 447. {{استشهاد بكتاب}}: تحقق من التاريخ في: |سنة= (مساعدة)
83. 1 2  الكِندي، أبو عُمر مُحمَّد بن يُوسُف بن يعقوب الكِندي المصري؛ تحقيق: مُحمَّد حسن مُحمَّد حسن إسماعيل، وأحمد فريد المزيدي (1424هـ - 2003م). كتاب الوُلاة وكتاب القُضاة (ط. الأولى). بيروت - لُبنان: دار الكُتب العلميَّة. ص. 177. {{استشهاد بكتاب}}: تحقق من التاريخ في: |سنة= (مساعدة)
84. ↑  الطبري، أبو جعفر مُحمَّد بن جُرير؛ تحقيق مُحمَّد أبو الفضل إبراهيم (1387هـ - 1967م). تاريخ الرُسل والمُلوك، الجُزء العاشر (ط. الثانية). القاهرة - مصر: دار المعارف. ص. 22. {{استشهاد بكتاب}}: تحقق من التاريخ في: |سنة= (مساعدة)
85. ↑  طقُّوش، مُحمَّد سُهيل (1429هـ - 2008م). تاريخ الطولونيين والأخشيديين والحمدانيين (ط. الأولى). بيروت - لُبنان: دار النفائس. ص. 100. ISBN:9789953184562. {{استشهاد بكتاب}}: تحقق من التاريخ في: |سنة= (مساعدة)
86. ↑  ابن الأثير الجزري، عزُّ الدين أبي الحسن عليّ بن أبي الكرم الشيباني؛ تحقيق: أبو الفداء عبدُ الله القاضي (1407هـ - 1987م). الكامل في التاريخ، الجُزء السَّادس (ط. الأولى). بيروت - لُبنان: دار الكُتب العلميَّة. ص. 487. {{استشهاد بكتاب}}: تحقق من التاريخ في: |سنة= (مساعدة)
87. ↑  طقُّوش، مُحمَّد سُهيل (1429هـ - 2008م). تاريخ الطولونيين والأخشيديين والحمدانيين (ط. الأولى). بيروت - لُبنان: دار النفائس. ص. 107. ISBN:9789953184562. {{استشهاد بكتاب}}: تحقق من التاريخ في: |سنة= (مساعدة)
88. 1 2  ابن تغري بردي، أبو المحاسن جمالُ الدين يُوسُف بن تغري بردي بن عبد الله الظاهري الحنفي؛ قدَّم لهُ وعلَّق عليه: مُحمَّد حُسين شمسُ الدين (1413هـ - 1992م). النُجوم الزاهرة في مُلوك مصر والقاهرة، الجُزء الثالث (ط. الأولى). بيروت - لُبنان: دار الكُتب العلميَّة. ص. 88-89. {{استشهاد بكتاب}}: تحقق من التاريخ في: |سنة= (مساعدة)
89. ↑  الطبري، أبو جعفر مُحمَّد بن جُرير؛ تحقيق مُحمَّد أبو الفضل إبراهيم (1387هـ - 1967م). تاريخ الرُسل والمُلوك، الجُزء العاشر (ط. الثانية). القاهرة - مصر: دار المعارف. ص. 45 - 46. {{استشهاد بكتاب}}: تحقق من التاريخ في: |سنة= (مساعدة)
90. 1 2 3  الكِندي، أبو عُمر مُحمَّد بن يُوسُف بن يعقوب الكِندي المصري؛ تحقيق: مُحمَّد حسن مُحمَّد حسن إسماعيل، وأحمد فريد المزيدي (1424هـ - 2003م). كتاب الوُلاة وكتاب القُضاة (ط. الأولى). بيروت - لُبنان: دار الكُتب العلميَّة. ص. 179. {{استشهاد بكتاب}}: تحقق من التاريخ في: |سنة= (مساعدة)
91. ↑  زيود، مُحمَّد أحمد (1409هـ - 1989م). العلاقات بين الشَّام ومصر في العهدين الطولوني والإخشيدي 254 - 358هـ (ط. الأولى). دمشق - سوريا: دار حسَّان للطباعة والنشر. ص. 148. {{استشهاد بكتاب}}: تحقق من التاريخ في: |سنة= (مساعدة)
92. ↑  ابن تغري بردي، أبو المحاسن جمالُ الدين يُوسُف بن تغري بردي بن عبد الله الظاهري الحنفي؛ قدَّم لهُ وعلَّق عليه: مُحمَّد حُسين شمسُ الدين (1413هـ - 1992م). النُجوم الزاهرة في مُلوك مصر والقاهرة، الجُزء الثالث (ط. الأولى). بيروت - لُبنان: دار الكُتب العلميَّة. ص. 99. {{استشهاد بكتاب}}: تحقق من التاريخ في: |سنة= (مساعدة)
93. ↑  ابن الأثير الجزري، عزُّ الدين أبي الحسن عليّ بن أبي الكرم الشيباني؛ تحقيق: أبو الفداء عبدُ الله القاضي (1407هـ - 1987م). الكامل في التاريخ، الجُزء السَّادس (ط. الأولى). بيروت - لُبنان: دار الكُتب العلميَّة. ص. 500. {{استشهاد بكتاب}}: تحقق من التاريخ في: |سنة= (مساعدة)
94. ↑  ابن تغري بردي، أبو المحاسن جمالُ الدين يُوسُف بن تغري بردي بن عبد الله الظاهري الحنفي؛ قدَّم لهُ وعلَّق عليه: مُحمَّد حُسين شمسُ الدين (1413هـ - 1992م). النُجوم الزاهرة في مُلوك مصر والقاهرة، الجُزء الثالث (ط. الأولى). بيروت - لُبنان: دار الكُتب العلميَّة. ص. 101. {{استشهاد بكتاب}}: تحقق من التاريخ في: |سنة= (مساعدة)
95. ↑  طقُّوش، مُحمَّد سُهيل (1429هـ - 2008م). تاريخ الطولونيين والأخشيديين والحمدانيين (ط. الأولى). بيروت - لُبنان: دار النفائس. ص. 111. ISBN:9789953184562. {{استشهاد بكتاب}}: تحقق من التاريخ في: |سنة= (مساعدة)
96. ↑  إسلام ويب، المكتبة الإسلاميَّة: الكامل في التاريخ، الجُزء السَّادس. [ص: 496] 284 نسخة محفوظة 05 مارس 2016 على موقع واي باك مشين.
97. 1 2 3  الطبري، أبو جعفر مُحمَّد بن جُرير؛ تحقيق مُحمَّد أبو الفضل إبراهيم (1387هـ - 1967م). تاريخ الرُسل والمُلوك، الجُزء العاشر (ط. الثانية). القاهرة - مصر: دار المعارف. ص. 51 - 53. {{استشهاد بكتاب}}: تحقق من التاريخ في: |سنة= (مساعدة)
98. ↑  زيود، مُحمَّد أحمد (1409هـ - 1989م). العلاقات بين الشَّام ومصر في العهدين الطولوني والإخشيدي 254 - 358هـ (ط. الأولى). دمشق - سوريا: دار حسَّان للطباعة والنشر. ص. 144. {{استشهاد بكتاب}}: تحقق من التاريخ في: |سنة= (مساعدة)
99. ↑  ابن الأثير الجزري، عزُّ الدين أبي الحسن عليّ بن أبي الكرم الشيباني؛ تحقيق: أبو الفداء عبدُ الله القاضي (1407هـ - 1987م). الكامل في التاريخ، الجُزء السَّادس (ط. الأولى). بيروت - لُبنان: دار الكُتب العلميَّة. ص. 497. {{استشهاد بكتاب}}: تحقق من التاريخ في: |سنة= (مساعدة)
100. ↑  الطبري، أبو جعفر مُحمَّد بن جُرير؛ تحقيق مُحمَّد أبو الفضل إبراهيم (1387هـ - 1967م). تاريخ الرُسل والمُلوك، الجُزء العاشر (ط. الثانية). القاهرة - مصر: دار المعارف. ص. 68. {{استشهاد بكتاب}}: تحقق من التاريخ في: |سنة= (مساعدة)
101. 1 2  الطبري، أبو جعفر مُحمَّد بن جُرير؛ تحقيق مُحمَّد أبو الفضل إبراهيم (1387هـ - 1967م). تاريخ الرُسل والمُلوك، الجُزء العاشر (ط. الثانية). القاهرة - مصر: دار المعارف. ص. 70 - 71. {{استشهاد بكتاب}}: تحقق من التاريخ في: |سنة= (مساعدة)
102. ↑  زيود، مُحمَّد أحمد (1409هـ - 1989م). العلاقات بين الشَّام ومصر في العهدين الطولوني والإخشيدي 254 - 358هـ (ط. الأولى). دمشق - سوريا: دار حسَّان للطباعة والنشر. ص. 151. {{استشهاد بكتاب}}: تحقق من التاريخ في: |سنة= (مساعدة)
103. ↑  الطبري، أبو جعفر مُحمَّد بن جُرير؛ تحقيق مُحمَّد أبو الفضل إبراهيم (1387هـ - 1967م). تاريخ الرُسل والمُلوك، الجُزء العاشر (ط. الثانية). القاهرة - مصر: دار المعارف. ص. 97 - 98. {{استشهاد بكتاب}}: تحقق من التاريخ في: |سنة= (مساعدة)
104. ↑  ابن العديم، كمالُ الدين عُمر بن أحمد بن هبة الله بن أبي جرادة العُقيلي؛ وضع حواشيه: خليل المنصور (1417هـ - 1996م). زبدة الحلب في تاريخ حلب، الجُزء الأوَّل (ط. الأولى). بيروت - لُبنان: دار الكُتب العلميَّة. ص. 94 - 95. {{استشهاد بكتاب}}: تحقق من التاريخ في: |سنة= (مساعدة)
105. 1 2 3  الطبري، أبو جعفر مُحمَّد بن جُرير؛ تحقيق مُحمَّد أبو الفضل إبراهيم (1387هـ - 1967م). تاريخ الرُسل والمُلوك، الجُزء العاشر (ط. الثانية). القاهرة - مصر: دار المعارف. ص. 108 - 116. {{استشهاد بكتاب}}: تحقق من التاريخ في: |سنة= (مساعدة)
106. 1 2 3 4  الكِندي، أبو عُمر مُحمَّد بن يُوسُف بن يعقوب الكِندي المصري؛ تحقيق: مُحمَّد حسن مُحمَّد حسن إسماعيل، وأحمد فريد المزيدي (1424هـ - 2003م). كتاب الوُلاة وكتاب القُضاة (ط. الأولى). بيروت - لُبنان: دار الكُتب العلميَّة. ص. 180-182. {{استشهاد بكتاب}}: تحقق من التاريخ في: |سنة= (مساعدة)
107. ↑  ابن تغري بردي، أبو المحاسن جمالُ الدين يُوسُف بن تغري بردي بن عبد الله الظاهري الحنفي؛ قدَّم لهُ وعلَّق عليه: مُحمَّد حُسين شمسُ الدين (1413هـ - 1992م). النُجوم الزاهرة في مُلوك مصر والقاهرة، الجُزء الثالث (ط. الأولى). بيروت - لُبنان: دار الكُتب العلميَّة. ص. 109. {{استشهاد بكتاب}}: تحقق من التاريخ في: |سنة= (مساعدة)
108. ↑  محمود، حسن أحمد. حضارة مصر الإسلاميَّة: العصر الطولوني. القاهرة - مصر: دار الفكر العربي. ص. 164.
109. ↑  ابن تغري بردي، أبو المحاسن جمالُ الدين يُوسُف بن تغري بردي بن عبد الله الظاهري الحنفي؛ قدَّم لهُ وعلَّق عليه: مُحمَّد حُسين شمسُ الدين (1413هـ - 1992م). النُجوم الزاهرة في مُلوك مصر والقاهرة، الجُزء الثالث (ط. الأولى). بيروت - لُبنان: دار الكُتب العلميَّة. ص. 137 - 140. {{استشهاد بكتاب}}: تحقق من التاريخ في: |سنة= (مساعدة)
110. ↑  البلوي المدني، أبو مُحمَّد عبدُ الله بن مُحمَّد بن عُمير؛ تحقيق: مُحمَّد كُرد عليّ (1998). سيرة أحمد بن طولون (ط. الأولى). القاهرة - مصر: مكتبة الثقافة الدينيَّة. ص. 52 - 53. {{استشهاد بكتاب}}: تحقق من التاريخ في: |سنة= (مساعدة)
111. ↑  جحا، شفيق؛ البعلبكي، مُنير؛ عُثمان، بهيج (1999م). المُصوَّر في التاريخ (ط. التاسعة عشرة). بيروت، لُبنان: دار العلم للملايين. ص. 17.
112. ↑  البلوي المدني، أبو مُحمَّد عبدُ الله بن مُحمَّد بن عُمير؛ تحقيق: مُحمَّد كُرد عليّ (1998). سيرة أحمد بن طولون (ط. الأولى). القاهرة - مصر: مكتبة الثقافة الدينيَّة. ص. 54 - 56. {{استشهاد بكتاب}}: تحقق من التاريخ في: |سنة= (مساعدة)
113. ↑  المقريزي، أبو العبَّاس تقيُّ الدين أحمد بن عليّ بن عبد القادر الحُسيني العُبيدي (1418هـ). المواعظ والاعتبار في ذكر الخطط والآثار، الجُزء الرابع (ط. الأولى). بيروت - لُبنان: دار الكُتُب العلميَّة. ص. 38 - 40. {{استشهاد بكتاب}}: تحقق من التاريخ في: |سنة= (مساعدة)
114. ↑  طقُّوش، مُحمَّد سُهيل (1429هـ - 2008م). تاريخ الطولونيين والأخشيديين والحمدانيين (ط. الأولى). بيروت - لُبنان: دار النفائس. ص. 103 - 105. ISBN:9789953184562. {{استشهاد بكتاب}}: تحقق من التاريخ في: |سنة= (مساعدة)
115. 1 2 3 4  ابن سعيد الغرناطي المغربي، نورُ الدين أبو الحسن عليّ بن موسى بن مُحمَّد بن عبد الملك؛ تحقيق: زكي مُحمَّد حسن، وشوقي ضيف، وسيِّدة كاشف (1953). المُغرِّب في حُلى المغرب، الجُزء الأوَّل، القسم الخاص بِمصر (ط. الأولى). القاهرة - مصر: مطبعة جامعة فؤاد الأوَّل. ص. 85. {{استشهاد بكتاب}}: تحقق من التاريخ في: |سنة= (مساعدة)
116. ↑  المقريزي، أبو العبَّاس تقيُّ الدين أحمد بن عليّ بن عبد القادر الحُسيني العُبيدي (1418هـ). المواعظ والاعتبار في ذكر الخطط والآثار، الجُزء الثاني (ط. الأولى). بيروت - لُبنان: دار الكُتُب العلميَّة. ص. 124. {{استشهاد بكتاب}}: تحقق من التاريخ في: |سنة= (مساعدة)
117. ↑  ابن سعيد الغرناطي المغربي، نورُ الدين أبو الحسن عليّ بن موسى بن مُحمَّد بن عبد الملك؛ تحقيق: زكي مُحمَّد حسن، وشوقي ضيف، وسيِّدة كاشف (1953). المُغرِّب في حُلى المغرب، الجُزء الأوَّل، القسم الخاص بِمصر (ط. الأولى). القاهرة - مصر: مطبعة جامعة فؤاد الأوَّل. ص. 132. {{استشهاد بكتاب}}: تحقق من التاريخ في: |سنة= (مساعدة)
118. 1 2  محمود، حسن أحمد. حضارة مصر الإسلاميَّة: العصر الطولوني. القاهرة - مصر: دار الفكر العربي. ص. 53.
119. ↑  ابن سعيد الغرناطي المغربي، نورُ الدين أبو الحسن عليّ بن موسى بن مُحمَّد بن عبد الملك؛ تحقيق: زكي مُحمَّد حسن، وشوقي ضيف، وسيِّدة كاشف (1953). المُغرِّب في حُلى المغرب، الجُزء الأوَّل، القسم الخاص بِمصر (ط. الأولى). القاهرة - مصر: مطبعة جامعة فؤاد الأوَّل. ص. 114. {{استشهاد بكتاب}}: تحقق من التاريخ في: |سنة= (مساعدة)
120. ↑  المقريزي، أبو العبَّاس تقيُّ الدين أحمد بن عليّ بن عبد القادر الحُسيني العُبيدي (1418هـ). المواعظ والاعتبار في ذكر الخطط والآثار، الجُزء الثاني (ط. الأولى). بيروت - لُبنان: دار الكُتُب العلميَّة. ص. 186. {{استشهاد بكتاب}}: تحقق من التاريخ في: |سنة= (مساعدة)
121. ↑  السُّيوطي، جلالُ الدين عبدُ الرحمٰن بن أبي بكر؛ تحقيق: مُحمَّد أبو الفضل إبراهيم (1387هـ - 1967م). حُسن المُحاضرة في تاريخ مصر والقاهرة، الجُزء الأوَّل (ط. الأولى). القاهرة - مصر: دار إحياء الكُتب العربية - عيسى البابي الحلبي وشُركاه. ص. 55. {{استشهاد بكتاب}}: تحقق من التاريخ في: |سنة= (مساعدة)
122. 1 2  السُّيوطي، جلالُ الدين عبدُ الرحمٰن بن أبي بكر؛ تحقيق: مُحمَّد أبو الفضل إبراهيم (1387هـ - 1967م). حُسن المُحاضرة في تاريخ مصر والقاهرة، الجُزء الأوَّل (ط. الأولى). القاهرة - مصر: دار إحياء الكُتب العربية - عيسى البابي الحلبي وشُركاه. ص. 648. {{استشهاد بكتاب}}: تحقق من التاريخ في: |سنة= (مساعدة)
123. ↑  ابن خلِّكان، أبو العبَّاس شمسُ الدين أحمد بن مُحمَّد بن إبراهيم بن أبي بكر البرمكي الإربلي؛ تحقيق: إحسان عبَّاس (1977). وفيَّات الأعيان وأنباء أبناء الزمان، الجُزء الثاني. بيروت - لُبنان: دار صادر. ص. 291 - 292. {{استشهاد بكتاب}}: تحقق من التاريخ في: |سنة= (مساعدة)
124. ↑  السُّيوطي، جلالُ الدين عبدُ الرحمٰن بن أبي بكر؛ تحقيق: مُحمَّد أبو الفضل إبراهيم (1387هـ - 1967م). حُسن المُحاضرة في تاريخ مصر والقاهرة، الجُزء الأوَّل (ط. الأولى). القاهرة - مصر: دار إحياء الكُتب العربية - عيسى البابي الحلبي وشُركاه. ص. 398 - 400. {{استشهاد بكتاب}}: تحقق من التاريخ في: |سنة= (مساعدة)
125. ↑  السُّيوطي، جلالُ الدين عبدُ الرحمٰن بن أبي بكر؛ تحقيق: مُحمَّد أبو الفضل إبراهيم (1387هـ - 1967م). حُسن المُحاضرة في تاريخ مصر والقاهرة، الجُزء الأوَّل (ط. الأولى). القاهرة - مصر: دار إحياء الكُتب العربية - عيسى البابي الحلبي وشُركاه. ص. 463. {{استشهاد بكتاب}}: تحقق من التاريخ في: |سنة= (مساعدة)
126. 1 2  عامر، فاطمة مُصطفى (2000). تاريخ أهل الذمَّة في مصر الإسلاميَّة (من الفتح العربي إلى نهاية العصر الفاطمي)، الجُزء الأوَّل. القاهرة - مصر: الهيئة المصريَّة العامَّة للكِتاب. ص. 157. {{استشهاد بكتاب}}: تحقق من التاريخ في: |سنة= (مساعدة)
127. ↑  شاروبيم بك، ميخائيل (2003). الكافي في تاريخ مصر القديم والحديث، الجُزء الثاني. القاهرة - مصر: الهيئة العامَّة لِدار الكُتب والوثائق القوميَّة. ص. 233. ISBN:9789771803140. {{استشهاد بكتاب}}: تحقق من التاريخ في: |سنة= (مساعدة)
128. ↑  حسن، علي إبراهيم (1998). مصر في العُصور الوُسطى. القاهرة - مصر: مكتبة النهضة المصريَّة. ص. 513. {{استشهاد بكتاب}}: تحقق من التاريخ في: |سنة= (مساعدة)
129. ↑  جروهمان، أدولف؛ ترجمة: توفيق إسكاروس (1431هـ - 2010م). مُحاضرات في أوراق البردي العربيَّة، الجُزء الثالث. القاهرة - مصر: مطبعة دار الكُتب والوثائق القومية بِالقاهرة. ص. 147 - 148. {{استشهاد بكتاب}}: تحقق من التاريخ في: |سنة= (مساعدة)
130. 1 2  ابن المُقفَّع، القدِّيس الأنبا ساويرس الأشموني (1904). سيرة الآباء البطاركة، المُجلَّد الثاني، الجُزء الثاني. بيروت - ولاية بيروت - الدولة العُثمانيَّة: سيبولد. ص. 70 - 72. {{استشهاد بكتاب}}: تحقق من التاريخ في: |سنة= (مساعدة)
131. ↑  المقريزي، أبو العبَّاس تقيُّ الدين أحمد بن عليّ بن عبد القادر الحُسيني العُبيدي (1418هـ). المواعظ والاعتبار في ذكر الخطط والآثار، الجُزء الأوَّل (ط. الأولى). بيروت - لُبنان: دار الكُتُب العلميَّة. ص. 335. {{استشهاد بكتاب}}: تحقق من التاريخ في: |سنة= (مساعدة)
132. ↑  البلوي المدني، أبو مُحمَّد عبدُ الله بن مُحمَّد بن عُمير؛ تحقيق: مُحمَّد كُرد عليّ (1998). سيرة أحمد بن طولون (ط. الأولى). القاهرة - مصر: مكتبة الثقافة الدينيَّة. ص. 118. {{استشهاد بكتاب}}: تحقق من التاريخ في: |سنة= (مساعدة)
133. ↑  ابن المُقفَّع، القدِّيس الأنبا ساويرس الأشموني (1904). سيرة الآباء البطاركة، المُجلَّد الثاني، الجُزء الثاني. بيروت - ولاية بيروت - الدولة العُثمانيَّة: سيبولد. ص. 77. {{استشهاد بكتاب}}: تحقق من التاريخ في: |سنة= (مساعدة)
134. 1 2 3 4 5  الحُويري، محمود (2002). مصر في العصور الوسطى (دراسة في الأوضاع السياسية والحضارية) (ط. الأولى). القاهرة - مصر: عين للدراسات والبُحوث الإنسانيَّة والاجتماعيَّة. ص. 117 - 120. {{استشهاد بكتاب}}: تحقق من التاريخ في: |سنة= (مساعدة)
135. ↑  ابن النديم، أبو الفرج مُحمَّد بن إسحٰق بن مُحمَّد الورَّاق البغدادي المُعتزلي الشيعي؛ تحقيق: إبراهيم رمضان (1417هـ - 1997م). كتاب الفهرست (ط. الثانية). بيروت - لُبنان: دار المعرفة. ص. 243. {{استشهاد بكتاب}}: تحقق من التاريخ في: |سنة= (مساعدة)
136. 1 2 3  طقُّوش، مُحمَّد سُهيل (1429هـ - 2008م). تاريخ الطولونيين والأخشيديين والحمدانيين (ط. الأولى). بيروت - لُبنان: دار النفائس. ص. 58 - 60. ISBN:9789953184562. {{استشهاد بكتاب}}: تحقق من التاريخ في: |سنة= (مساعدة)
137. ↑  البلوي المدني، أبو مُحمَّد عبدُ الله بن مُحمَّد بن عُمير؛ تحقيق: مُحمَّد كُرد عليّ (1998). سيرة أحمد بن طولون (ط. الأولى). القاهرة - مصر: مكتبة الثقافة الدينيَّة. ص. 336. {{استشهاد بكتاب}}: تحقق من التاريخ في: |سنة= (مساعدة)
138. ↑  ابن سعيد الغرناطي المغربي، نورُ الدين أبو الحسن عليّ بن موسى بن مُحمَّد بن عبد الملك؛ تحقيق: زكي مُحمَّد حسن، وشوقي ضيف، وسيِّدة كاشف (1953). المُغرِّب في حُلى المغرب، الجُزء الأوَّل، القسم الخاص بِمصر (ط. الأولى). القاهرة - مصر: مطبعة جامعة فؤاد الأوَّل. ص. 82. {{استشهاد بكتاب}}: تحقق من التاريخ في: |سنة= (مساعدة)
139. ↑  الكِندي، أبو عُمر مُحمَّد بن يُوسُف بن يعقوب الكِندي المصري؛ تحقيق: مُحمَّد حسن مُحمَّد حسن إسماعيل، وأحمد فريد المزيدي (1424هـ - 2003م). كتاب الوُلاة وكتاب القُضاة (ط. الأولى). بيروت - لُبنان: دار الكُتب العلميَّة. ص. 164. {{استشهاد بكتاب}}: تحقق من التاريخ في: |سنة= (مساعدة)
140. ↑  البلوي المدني، أبو مُحمَّد عبدُ الله بن مُحمَّد بن عُمير؛ تحقيق: مُحمَّد كُرد عليّ (1998). سيرة أحمد بن طولون (ط. الأولى). القاهرة - مصر: مكتبة الثقافة الدينيَّة. ص. 87. {{استشهاد بكتاب}}: تحقق من التاريخ في: |سنة= (مساعدة)
141. 1 2  المقريزي، أبو العبَّاس تقيُّ الدين أحمد بن عليّ بن عبد القادر الحُسيني العُبيدي (1418هـ). المواعظ والاعتبار في ذكر الخطط والآثار، الجُزء الثاني (ط. الأولى). بيروت - لُبنان: دار الكُتُب العلميَّة. ص. 128. {{استشهاد بكتاب}}: تحقق من التاريخ في: |سنة= (مساعدة)
142. ↑  ابن تغري بردي، أبو المحاسن جمالُ الدين يُوسُف بن تغري بردي بن عبد الله الظاهري الحنفي؛ قدَّم لهُ وعلَّق عليه: مُحمَّد حُسين شمسُ الدين (1413هـ - 1992م). النُجوم الزاهرة في مُلوك مصر والقاهرة، الجُزء الثالث (ط. الأولى). بيروت - لُبنان: دار الكُتب العلميَّة. ص. 59. {{استشهاد بكتاب}}: تحقق من التاريخ في: |سنة= (مساعدة)
143. ↑  طقُّوش، مُحمَّد سُهيل (1429هـ - 2008م). تاريخ الطولونيين والأخشيديين والحمدانيين (ط. الأولى). بيروت - لُبنان: دار النفائس. ص. 73. ISBN:9789953184562. {{استشهاد بكتاب}}: تحقق من التاريخ في: |سنة= (مساعدة)
144. ↑  ابن الأثير الجزري، عزُّ الدين أبي الحسن عليّ بن أبي الكرم الشيباني؛ تحقيق: أبو الفداء عبدُ الله القاضي (1407هـ - 1987م). الكامل في التاريخ، الجُزء الأوَّل (ط. الأولى). بيروت - لُبنان: دار الكُتب العلميَّة. ص. 460. {{استشهاد بكتاب}}: تحقق من التاريخ في: |سنة= (مساعدة)
145. ↑  محمود، حسن أحمد. حضارة مصر الإسلاميَّة: العصر الطولوني. القاهرة - مصر: دار الفكر العربي. ص. 120 - 121.
146. ↑  ابن تغري بردي، أبو المحاسن جمالُ الدين يُوسُف بن تغري بردي بن عبد الله الظاهري الحنفي؛ قدَّم لهُ وعلَّق عليه: مُحمَّد حُسين شمسُ الدين (1413هـ - 1992م). النُجوم الزاهرة في مُلوك مصر والقاهرة، الجُزء الثالث (ط. الأولى). بيروت - لُبنان: دار الكُتب العلميَّة. ص. 53. {{استشهاد بكتاب}}: تحقق من التاريخ في: |سنة= (مساعدة)
147. ↑  زيود، مُحمَّد أحمد (1409هـ - 1989م). العلاقات بين الشَّام ومصر في العهدين الطولوني والإخشيدي 254 - 358هـ (ط. الأولى). دمشق - سوريا: دار حسَّان للطباعة والنشر. ص. 131 - 132. {{استشهاد بكتاب}}: تحقق من التاريخ في: |سنة= (مساعدة)
148. ↑  الطبري، أبو جعفر مُحمَّد بن جُرير؛ تحقيق مُحمَّد أبو الفضل إبراهيم (1387هـ - 1967م). تاريخ الرُسل والمُلوك، الجُزء العاشر (ط. الثانية). القاهرة - مصر: دار المعارف. ص. 27. {{استشهاد بكتاب}}: تحقق من التاريخ في: |سنة= (مساعدة)
149. ↑  الطبري، أبو جعفر مُحمَّد بن جُرير؛ تحقيق مُحمَّد أبو الفضل إبراهيم (1387هـ - 1967م). تاريخ الرُسل والمُلوك، الجُزء العاشر (ط. الثانية). القاهرة - مصر: دار المعارف. ص. 46. {{استشهاد بكتاب}}: تحقق من التاريخ في: |سنة= (مساعدة)

### بلُغاتٍ أجنبيَّة
1. ↑   The Emergence of Muslim Rule in India: Some Historical Disconnects and Missing Links, Tanvir Anjum, Islamic Studies, Vol. 46, No. 2 (Summer 2007), 233.
2. ↑  "Tulunid Dynasty." The New Encyclopædia Britannica (Rev Ed edition). (2005). موسوعة بريتانيكا, Incorporated. ISBN 978-1-59339-236-9 "نسخة مؤرشفة". مؤرشف من الأصل في 2008-04-16. اطلع عليه بتاريخ 2015-06-30.{{استشهاد ويب}}:  صيانة الاستشهاد: BOT: original URL status unknown (link)
3. ↑  Lev, Yaacov, War and society in the eastern Mediterranean, 7th-15th centuries, BRILL, 1997, pp.129-130
4. ↑  Stern، S. M. (1960). "The Coins of Thamal and of Other Governors of Tarsus". Journal of the American Oriental Society. ج. 80 ع. 3: 219–220. DOI:10.2307/596170. مؤرشف من الأصل في 2019-02-02.
5. ↑  Fields، Philip M.، المحرر (1987). The History of al-Ṭabarī, Volume XXXVII: The ʿAbbāsid Recovery. The War Against the Zanj Ends, A.D. 879–893/A.H. 266–279. Albany, New York: State University of New York Press. ص. 81–82. ISBN:0-88706-053-6. مؤرشف من الأصل في 2016-04-29.
6. ↑  Все монархи мира. Мусульманский Восток VII—XV вв. () [وصلة مكسورة] Мусульманский Восток VII-XV/Тулуниды/ نسخة محفوظة 17 سبتمبر 2015 على موقع واي باك مشين.
7. ↑  Мюллер Август. История ислама. Книга 5. Аббасиды и Фатимиды. II. Наместники и Эмир аль-умара() نسخة محفوظة 6 أغسطس 2018 على موقع واي باك مشين.
8. ↑  Behrens-Abouseif, Doris (1989). "Early Islamic Architecture in Cairo". In Islamic Architecture in Cairo: An Introduction. Leiden; New York: E.J. Brill. نسخة محفوظة 19 مارس 2009 على موقع واي باك مشين.
9. ↑  Fargeon، Maurice (1938). Les juifs en Égypte : depuis les origines jusqu'à ce jour : histoire générale suivie d'un aperçu documentaire. Le Caire: Impr. P. Barbey. ص. 114.
10. ↑  Butcher، E. L. (1897). Story of the Church of Egypt (ط. ملف نصي). لندن: Smith, Elder & Co. ج. I. ص. 457–458. ISBN:0-8370-7610-2. مؤرشف من الأصل في 2019-05-28.

## وصلات خارجيَّة
- موسوعة الأُسرة المُسلمة، التاريخ الإسلامي: الدولة الطولونية (254-292هـ/ 868-905م).
- المتحف المصري الكبير: أصل الطولونيون وبداية تأسيس الدولة الطولونيَّة في مصر.
- قنطرة: الطولونيون (835-884).
- الأقباط والوُلاة المُستقلين «الدولة الطولونيَّة والدولة الأخشيديَّة».
- سكاي نيوز العربيَّة: أبناء أحمد بن طولون في الحُكومة المصريَّة. بِقلم: سمير عُمر. تاريخ النشر: الخميس  9 أكتوبر 2014.